# 南満洲鉄道
南満洲鉄道株式会社（みなみまんしゅうてつどう、旧字体：南滿洲鐵道󠄁株式會社）は、南満洲の鉄道会社。日露戦争後の1905年（明治38年）に締結されたポーツマス条約に基づき、東清鉄道南満洲支線（長春・旅順間鉄道）やその支線がロシアから日本に譲渡され、鉄道事業および付属事業を経営する目的で1906年（明治39年）に設立された半官半民企業であり、日本の満洲経略において重要な位置を占めた企業へと発展した。略称は満鉄（まんてつ、滿鐵）。

## 概要

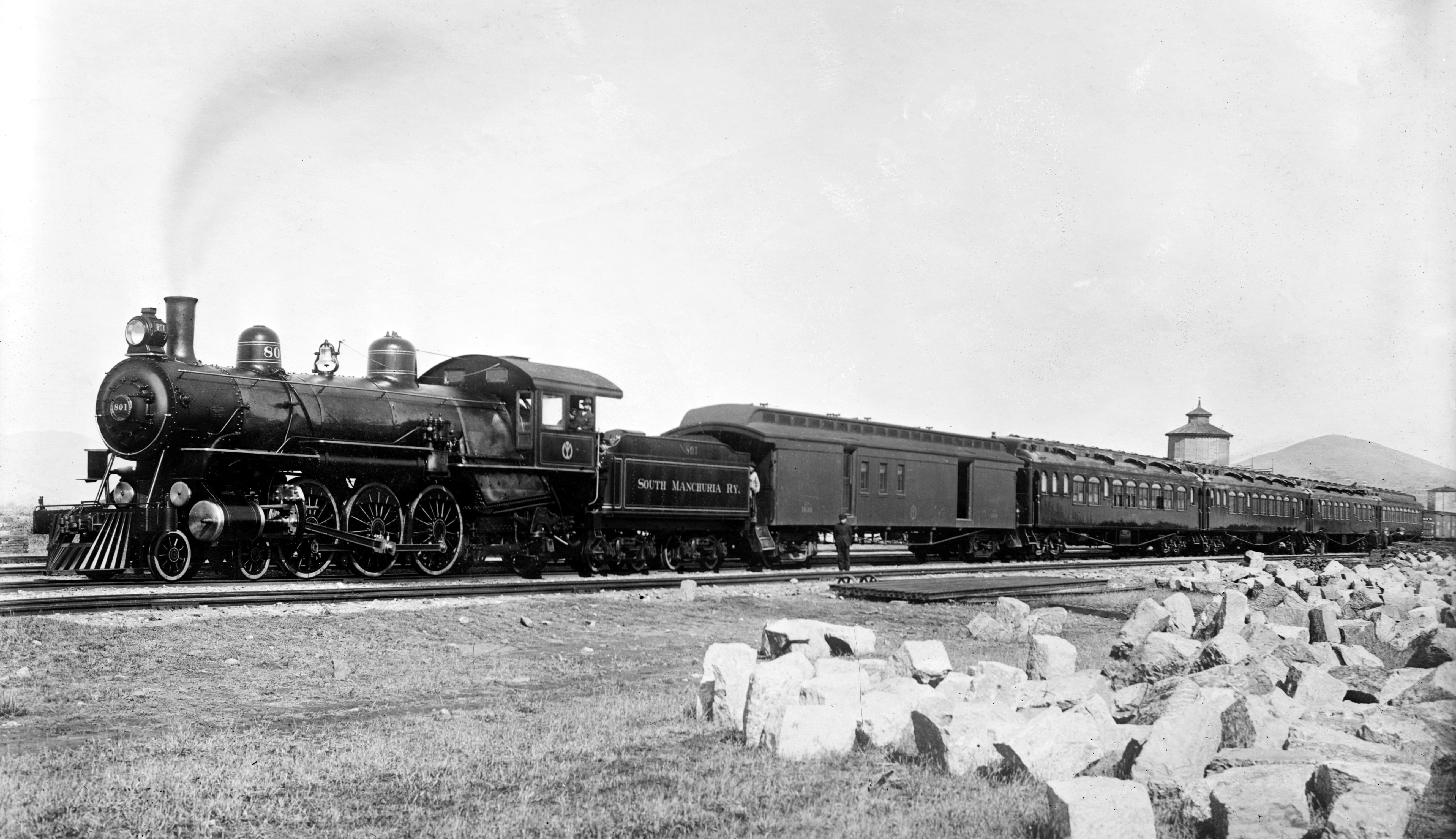
南満洲鉄道を走る列車

南満洲鉄道株式会社（満鉄）は、日露戦争の勝利後、1905年（明治38年）9月に締結されたポーツマス条約によって、ロシア帝国から大日本帝国に譲渡された東清鉄道（中東鉄道）南満洲支線（長春・旅順間鉄道）約764キロメートルとそれを含む鉄道事業（当初の総延長約1,100キロメートル）および付属事業を経営する目的で、1906年（明治39年）11月に設立された半官半民の国策会社である。その前身は、日露戦争における満洲軍の野戦鉄道提理部であり、当初保有していたのは、占領に成功し、ロシアから譲与を認められた長春以南の南満洲支線の鉄道施設および付属地、そして物資輸送のため日本軍が建設した軽便鉄道の安奉線（安東・奉天間鉄道）とその付属地であった。満鉄は、撫順炭鉱および煙台炭鉱も併せて経営し、各鉄道駅前などに設定された鉄道附属地（満鉄附属地）において都市経営と一般行政（土木・教育・衛生）を担うなど広範囲にわたる事業を展開した。本社は関東州大連市（現、中華人民共和国遼寧省大連市）に置かれた。
1931年（昭和6年）9月に満洲事変が勃発し、1932年（大同元年/昭和7年）3月に満洲国が成立すると、中ソ紛争でソビエト連邦が権益を確保していた中東鉄道などの同国内の国有鉄道全線の運営・新設を委託された。1933年（大同2年/昭和8年）2月、満洲国管轄下の鉄道は、満鉄が満洲国政府に対して供与する借款の担保というかたちで、委託経営がなされることとなり、3月より実施された。奉天市（現、遼寧省瀋陽市）に鉄路総局が設置され、満鉄本社内には鉄道建設局が置かれた。中東鉄道は満ソによる共同運営であったが、1935年（康徳2年/昭和10年）には日満ソ間で鉄道売却の協定が成立し、満洲国の所有に帰することとなった。
最盛期には日本の国家予算の半分規模の資本金、80余りの関連企業をもつ一大コンツェルンで、鉄道総延長は1万キロメートル、社員数は40万人を擁した。満鉄は、鉱工業をはじめとする多くの産業部門に進出し、日本の植民地支配機構の一翼をになったが、1945年（康徳12年/昭和20年）、第二次世界大戦末期のヤルタ協定によって連合国への接収が決まり、1945年9月に受け皿となる中華民国・ソビエト連邦の合弁経営主体中国長春鉄路公司が発足。同時に、南満洲鉄道株式会社は敗戦国日本において閉鎖機関となった。満鉄が保有していた鉄道は、中華人民共和国成立後の1952年から1955年にかけて、中華人民共和国に引き渡された。 

### 事業内容

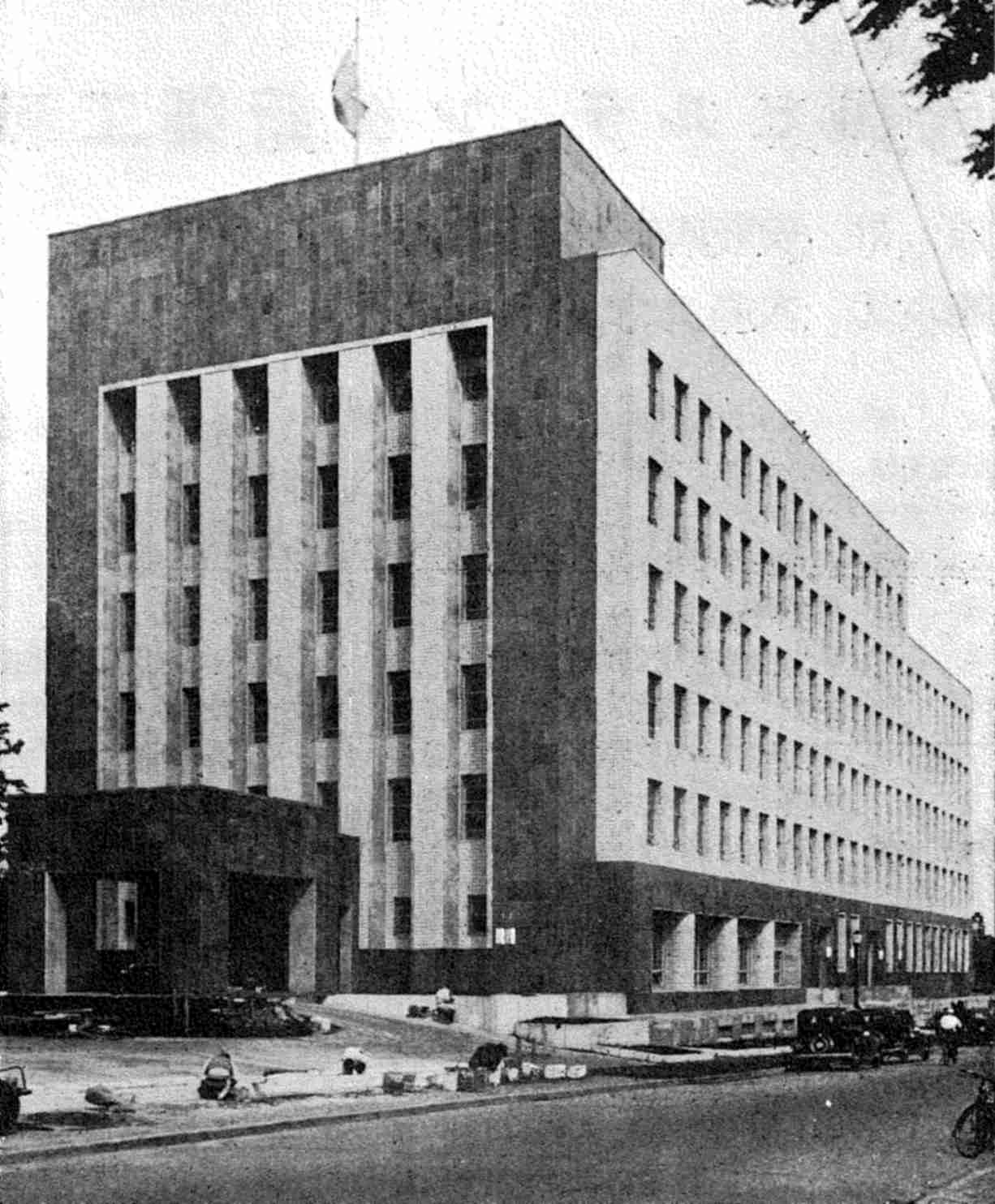
虎ノ門にあった満鉄東京支社（1936年撮影）

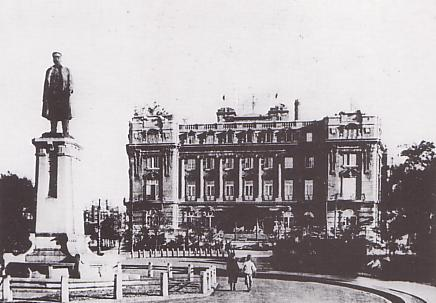
大連ヤマトホテル

1904年5月、日露戦争もまだ序盤の段階で、黒木為楨率いる第1軍が鴨緑江を渡って進撃しているとき、当時参謀次長であった児玉源太郎が、陸軍奏任通訳であった上田恭輔に対し、イギリス東インド会社について調査するよう依頼した。上田の回想によれば、これは元々後藤新平が言い出したことを台湾総督府における彼の上司であった児玉が取り上げたものだったという。
満鉄は単なる鉄道会社にとどまらなかった。日露戦争中に後藤新平の影響を受けて児玉源太郎が献策した「満洲経営梗概」に、「戦後満洲経営唯一ノ要訣ハ、陽ニ鉄道経営ノ仮面ヲ装イ、陰ニ百般ノ施設ヲ実行スルニアリ」とあるように、「百般の施設」によって日本の植民地経営を具体化していくための組織であった。「満洲経営梗概」は、児玉・後藤ラインの満洲経営方策を示すものとして、また実際に満鉄の基本的性格を規定するに至った文書として重要である。
満鉄は鉄道経営に加えて満洲の農産物を一手に支配し、炭鉱開発（撫順炭鉱など）、製鉄業（鞍山製鉄所）、港湾、電力供給、牧畜、ホテル業（大連・旅順・奉天などのヤマトホテル）、大連汽船のような海運業、航空会社などの多様な事業を行なった。同時に鉄道付属地の一般行政を把握し、この地域の土木・教育・衛生事業を展開し、徴税権をも行使するなど、一企業を超えた権限を手中に収めて南満洲地域の一大拠点となった。こうして満鉄はその影響力の巨大さから「満鉄王国」「満鉄コンツェルン」と称されるコングロマリットへと成長した。ただし、満洲国成立後は、満洲における最大の権力者は関東軍総司令官に移り、関東軍は工業部門の統制を図るため、満鉄から各種会社を切り離したうえで重工業開発がすすめられた。
後藤新平の発案により1907年4月に設けられた満鉄調査部は、当時の日本が生み出した最高のシンクタンクのひとつであった。これは、満鉄のユニークさを表しているともに、後藤の個性とアイディアがこめられていた。調査部は、総務、運輸、鉱業、地方の各部と並ぶ重要部局であり、当時、日本企業で他に調査部を持っていたのは三井物産だけであった。後藤は台湾総督府民政長官時代にも旧慣調査などを大々的に展開しており、それを植民地経営に活用していた。また、日露戦後の政情不安の満洲で企業活動を展開するためには調査活動が不可欠でもあった。スタッフは全員で100名前後で経済調査、旧慣調査、ロシア調査に分かれ、他に監査班と統計班があった。また、インフォーマルな情報収集活動も、満鉄が各地に設けた満鉄公所においてさかんに行われており、ここでは日本人のみならず中国人も多く働いていた 。
なお、当初本社が置かれることが勅令で定められていた東京には、1907年の改正勅令で本社が大連に改められたので支社が置かれることになった。東京支社は、東京市麻布区麻布狸穴町に置かれたのち、赤坂区葵町2番地に移転した。

### 鉄道附属地行政

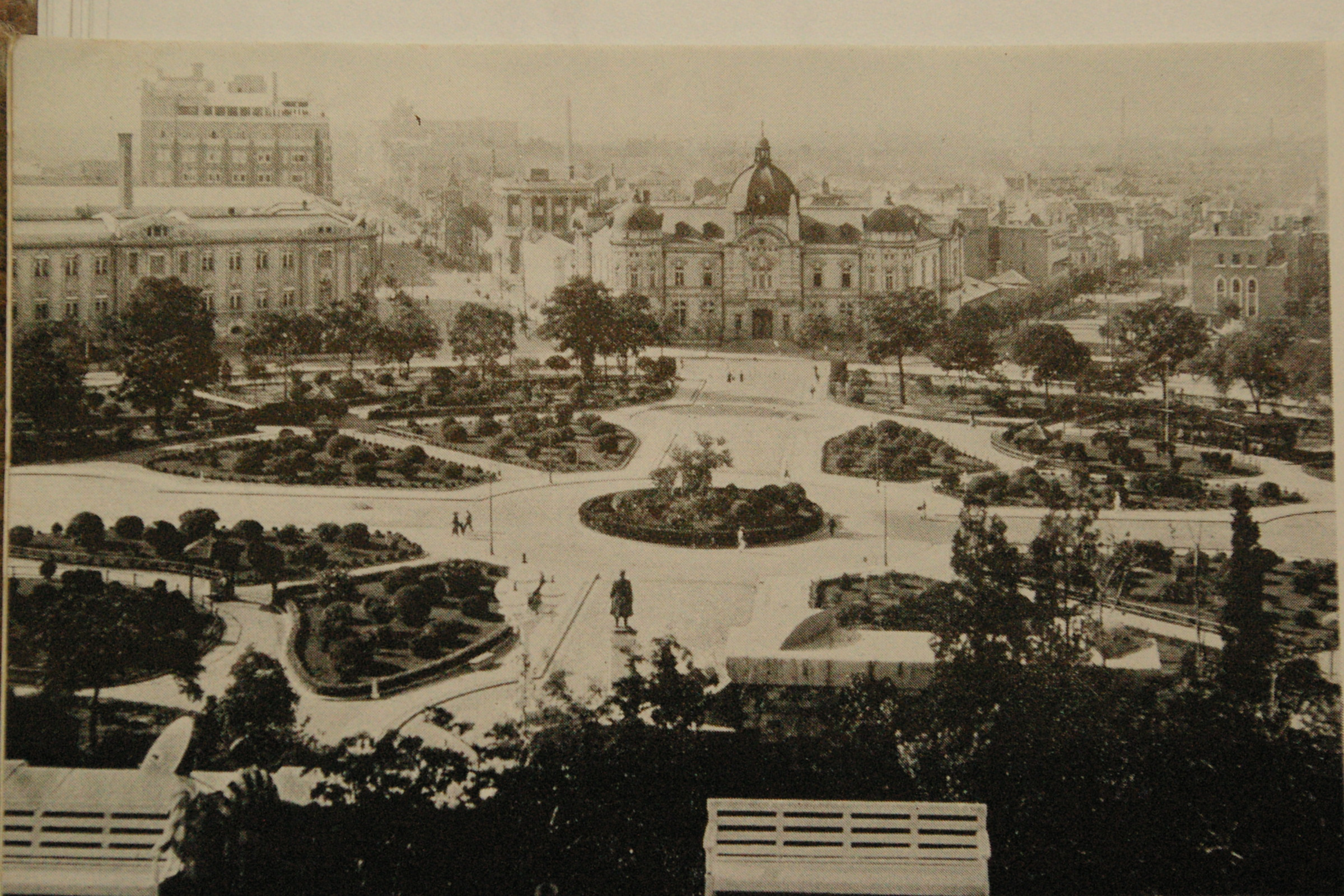
大連大広場。満鉄は沿線に近代的都市計画による都市建設を行なった

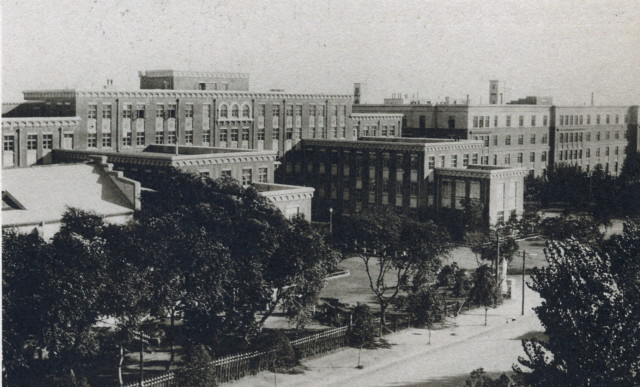
奉天・満州医科大学付属病院。1938年撮影。満鉄の大連病院の奉天分院として1907年に設立され、その後満鉄医科大学と病院が建設された

満鉄には、ロシア帝国から引き継いだ鉄道附属地での独占的行政権を与えられていた。附属地には、鉄道そのものに附属する、鉄路を中心とした幅62メートルの治外法権地域と駅ごとに設けられた一定面積の附属地があった。駅に附属する土地の広さは駅によって異なり、やはり治外法権の特権があった。それを管轄するのが満鉄地方部であり、大連、奉天、長春（のちの新京）などでは大規模な近代的都市計画が進められた。日本が進出したころの奉天駅の附属地は墓地や戦争で使用された塹壕が無数に残り、荒涼とした原野も含まれていた。長春駅の周囲もまた、最初はほとんど荒蕪地であったという。こうしたところに、満鉄社員、日本からの商社マン、日本軍人らの住宅街が建設され、日本人相手の食品店、雑貨店、理髪店、百貨店、宿泊施設、娯楽施設などがつくられたのである。満鉄附属地では、上下水道や電力、ガスの供給、さらには港湾、学校、病院、図書館などのインフラストラクチャーの整備が進められ、満洲経営の中心となった。
しかし、満洲全域が日本および関東軍の勢力下に入ると、鉄道付属地に限られた軍事・行政権は必要なくなり、1937年（康徳4年/昭和12年）に満洲国に返還された。これにともない、地方部の行なっていた付属地行政（土木・衛生・教育）は満洲国政府に移管され、満鉄地方部は廃止された。大量の満鉄職員（その多くは教員）が満鉄から満洲国へ移籍した。

### 関東軍
関東軍は、日露戦争後にロシアから獲得した租借地、関東州と南満洲鉄道附属地の守備をしていた関東都督府陸軍部が前身である。1919年（大正8年）に関東都督府が関東庁に改組されると同時に、台湾軍・朝鮮軍・支那駐屯軍などと同じ軍たる関東軍として独立した。関東軍司令部は同年4月12日、関東州旅順市初音町に設置され、翌日13日から事務を開始した。当初の編制は独立守備隊6個大隊を隷属し、また日本内地から2年交代で派遣される駐剳1個師団（隷下でなくあくまで指揮下）のみの小規模な軍であった。満洲事変の際の総兵力は公称1万400であったが、実際には8,800にすぎなかった。
関東軍と満鉄社員の接触は1920年代から始まっており、特に関東軍と満鉄調査部ロシア班のスタッフとの交流は早かったが、その動きは決して大きなものではなかったという。満鉄の方が関東軍よりも歴史が古く、老舗意識が濃厚で関東軍を一段下にみる風潮があり、第一次世界大戦後の反軍的雰囲気のなかでは軍に対して非協力的姿勢が顕著であった。ただし、そのなかでも満鉄調査課長の佐田弘治郎やロシア班主任の宮崎正義は関東軍との連携を模索していた。宮崎が関東軍参謀の石原莞爾と出会うのは、1930年秋の旅順のヤマトホテルにおいてであった。

### 資本金
- 設立時 - 2億円。うち1億円は政府の現物（鉄道施設とその付属物）出資。
- 1920年（大正9年） - 4億4千万円（第1次増資）
- 1933年（大同2年/昭和8年） - 8億円（第2次増資）
- 1940年（康徳7年/昭和15年） - 14億円（第3次増資）

## 歴史

### 設立までの経緯

#### ポーツマス条約と桂・ハリマン協定
日露戦争の勝利により、日本は旅順 - 長春郊外寛城子間の鉄道と、これに付随する炭坑の利権をロシア帝国より獲得し、そのことは1905年9月5日調印のポーツマス条約にも明文化された。講和会議で小村寿太郎外相の交渉相手であったセルゲイ・ウィッテは、ロシア帝国蔵相としてシベリア鉄道および東清鉄道の建設を強力に推し進めた人物であった。会議において日本側は当初、南満洲支線の旅順・ハルビン間の譲渡を望んだが、ウィッテは日本軍が実効支配する旅順・長春間に限って同意した。日本はその代償として、ロシアが清国より既に得ていた吉林・長春間鉄道（吉長鉄道）の敷設権の譲渡を受けた。
伊藤博文、井上馨らの元老や第1次桂内閣の首相桂太郎には、戦争のために資金を使いつくした当時の日本に、莫大な経費を要する鉄道を経営していく力があるか自信がもてなかった。そのため、講和条約反対で東京に暴動のきざしがみえるなか、戦争中の外債募集にも協力したアメリカの企業家エドワード・ヘンリー・ハリマンが1905年8月に来日した際、これをおおいに歓待した。ハリマンは、日本銀行の高橋是清副総裁と大蔵次官の阪谷芳郎の意を受けたロイド・カーペンター・グリスカム駐日アメリカ合衆国公使の招きによってジェイコブ・シフなどとともに来日した。
ハリマンらの来日の目的は、世界一周鉄道網の完成という遠大な野望のために、南満洲鉄道さらには東清鉄道を買収することであった。ハリマンは、日本の財界の大物や元老たち、桂首相らと面会した際、日本はロシア帝国から譲渡された南満洲鉄道の権利を、アメリカ資本を導入して経営すべきだと主張し、アメリカが満洲で発言権を持てば、仮にロシアが復讐戦を企ててもこれを制止できると説いた。9月12日、彼は日本政府に対し、1億円の資金提供と引きかえに韓国の鉄道と南満洲鉄道を連結させ、そこでの鉄道・炭坑などに対する共同出資・経営参加を提案した。日本は鉄道を供出すれば資金を出す必要はなく、所有権については日米対等とはするものの、日露ないし日清の間に戦争が起こった場合は日本の軍事利用を認めるというものであり、満鉄を日米均等の権利をもつシンジケートで経営しようという提案であった。この提案を、日本政府は好意的に受け止め、元老の伊藤、井上、山縣有朋はこの案を承認、桂首相は南満洲鉄道共同経営案に限って賛成した。ハリマン提案が好意的に受け止められた理由は、彼の売り込みの手腕もさることながら、「満洲鉄道の運営によって得られる収益はそれほど大きくなく、むしろ日本経済に悪影響を与える」という意見が大蔵省官僚・日銀幹部の一部に大きかったためであり、「ロシアが復讐戦を挑んできた場合、日本が単独で応戦するには荷が重すぎる」という井上馨の危惧もその理由の一つであった。桂はハリマン帰米直前の10月12日、仮契約のかたちで桂・ハリマン協定の予備協定覚書を結んで、本契約は小村が帰国したのち、彼の了解を得てからのこととした。
ポーツマス会議より帰国した小村は、ハリマン提案に断固反対し、桂や元老たちがこれを受けたのは軽率であったとして、その撤回を説得して歩いた。形式的には、南満洲鉄道の日本への譲渡は、ポーツマス条約の規定によって清国の同意を前提とするものであり、その点からしても、協定は不適切だと主張した。小村の見解に桂らも納得し、10月23日の閣議において破棄が決定した。小村の報告によって、ハリマン=クーン・ローブ連合のライバルであるモルガン商会から、より有利な条件で外資を導入することができ、アメリカ資本を満洲から排除しようと考えていたわけではなかったことも判明し、伊藤・井上らの元老や大蔵省・日銀など財務関係者も破棄を受け容れた。正式な契約書を交わす前であったところから、日本政府はアメリカ合衆国の日本領事館に打電し、ハリマンらの船がサンフランシスコの港に到着するとすぐに覚書破棄のメッセージを手交するよう手配し、同地の総領事の上野季三郎が到着したサイベリア号に乗り込んで、覚書中止のメッセージを伝えた。

#### 四平街協定と満洲善後条約
1905年10月30日、日露両軍は四平街において、撤兵手続きと鉄道線路引渡順序議定書に調印した（四平街協定）。これにより、長春以南の南満洲支線が日本側に引き渡されることとなったが、四平街以南の線路が実際に日本軍の占領下に入ってから約1年半が経過しており、車両や施設は応急的なものであり、全線にわたって信号機すらなかった。ここではロシアの5フィートの広軌を日本国内採用の3フィート6インチの狭軌に改め、軍用に供されており、実際に野戦鉄道提理部が管理していたのは昌図までであった。車両は機関車211両、貨車4,064両、客車88両に達していたが、元来は国内用を厳寒の地で走らせていたものの、防寒施設が不足していたため水槽・給水管・圧力計が氷結し、これにより水が不足して蒸気不昇騰の事故を起こすことが多かった。このような状態の鉄道を本格的な鉄道として運営するためには、抜本的な改良が必要であった。日露両国は昌図以北公主嶺までを1906年5月31日、公主嶺から長春の寛城子分界点までは8月31日に引き継ぐこととした。なお、四平街以北の鉄道ゲージは5フィートのままであり、施設はロシア軍退却時にかなり破損していた。これについては、いずれは国際標準軌（4フィート8.5インチ）に改築する作業が必要だった。

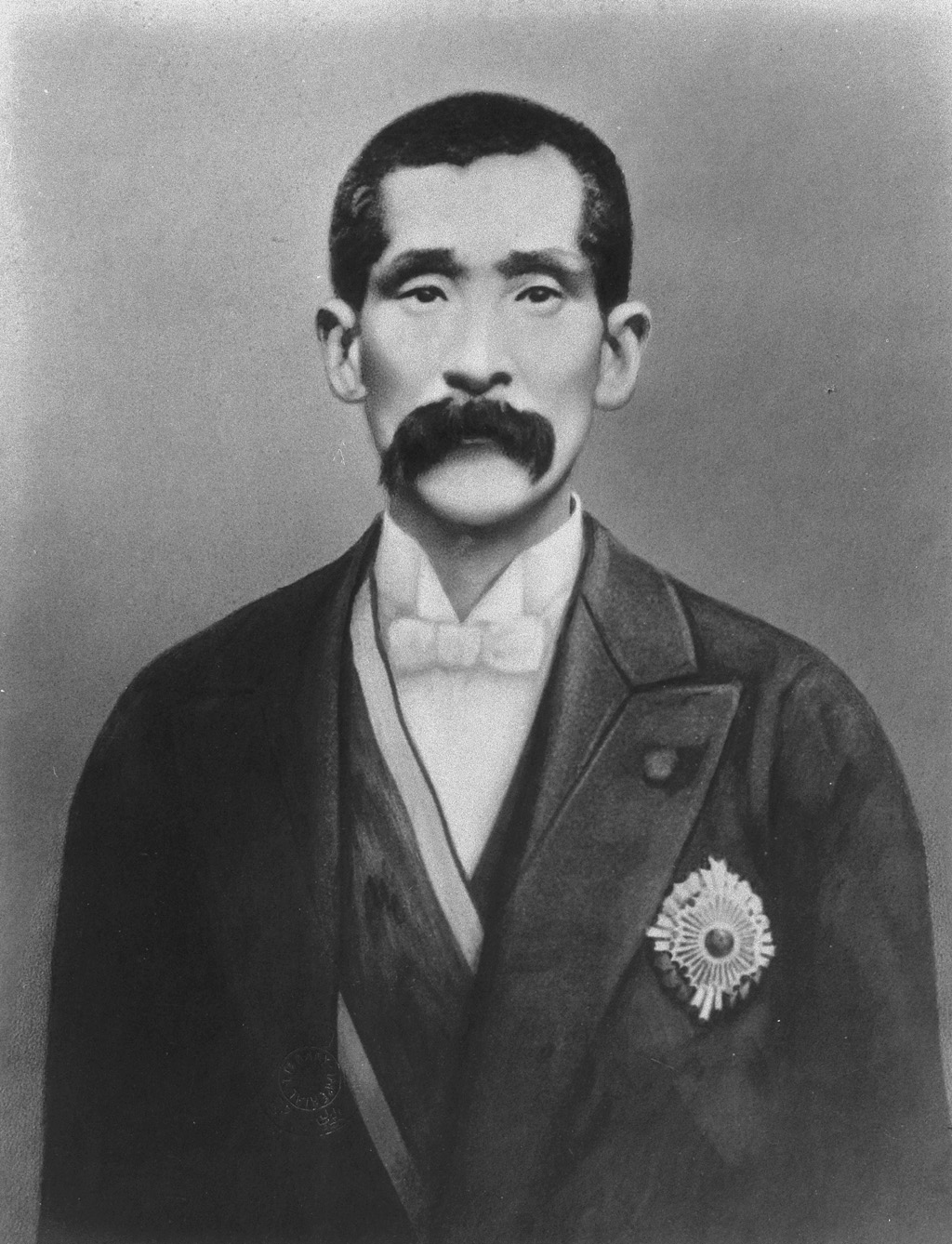
日本国外相、小村寿太郎

小村外相はアメリカから帰国してわずか2週間後の1905年11月6日、ポーツマス条約の決定事項を承認させるため清国に向かい、11月17日からは北京会議に臨んだ。日本側全権は小村と駐清公使内田康哉、清国側は欽差全権大臣慶親王奕劻を首席全権とし、外務部尚書の瞿鴻禨、直隷総督の袁世凱が全権となって交渉に臨んだ。清国は日露開戦直後、内田駐清公使からの勧告などもあって、1896年の露清密約（李鴻章・ロバノフ協定）によってロシアとの間に攻守同盟が結ばれていたにもかかわらず、中立を声明していたため、ポーツマスでなされた清の頭越しのロシア利権の日本への譲渡を認める気は全然なかった。交渉はポーツマス会議以上に難航し、満洲善後条約（北京条約）が結ばれたのは12月22日のことであった。
小村は、この条約において露清密約から引き継いだ鉄道利権の条項遵守を盛り込むよう図り、その結果、南満洲鉄道には日本人と清国人以外は関与できないこととなった。租借期間はロシアの東清鉄道租借期間が36年間であったことから、すでにロシアが租借して3年分を差し引き33年とした。他に清は長春はハルビンなど、16市の開放を約束し、密約として南満洲鉄道の利益を妨げる併行線を敷設しないことを認めた。さらに、ロシアから譲渡された鉄道沿線に日本が守備隊を置く権利を清国に認めさせた（のちの関東軍）。
小村はまた、安東・奉天間の安奉鉄道および奉天・新民屯間の新奉鉄道を東清鉄道南支線と同様の条件で経営すること、また、ロシアから権利を譲られた吉長鉄道については日本に敷設優先権を認めるよう要求した。安奉鉄道と新奉鉄道は日本が日露戦争中に実際に敷設した路線であっただけに、日本としては容易に譲歩できず、清国側も日本の経営権を認めており、結果として撤兵期間1年、改良工事期間2年、改良工事以後の経営権15年間を認め、計18年間の租借を認めた。新奉鉄道については、清国はすでに1898年10月の京奉鉄道借款契約においてイギリスに敷設優先権を与えていたこともあって交渉は難航したが、結局これには応じなかった。吉長鉄道についても、ほぼ清国の要求どおり清国が建設することとなった。結果としては、新奉鉄道は日本から清国に売却され、清国によって改築・経営されることとなり、遼河以東の改築資金の半額は日本からの借款となった。そして、吉長鉄道は日本が建設費の半分について借款供与することとなったのである。

#### 英米からの抗議と西園寺の非公式旅行

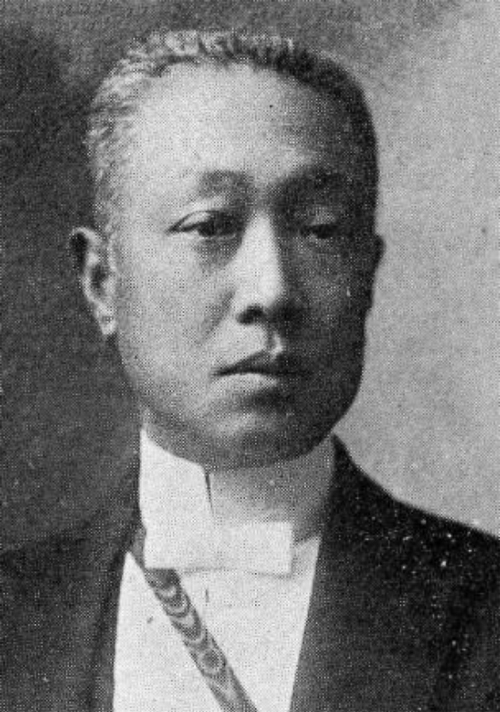
満洲へお忍び旅行をした首相、西園寺公望

1906年3月、日本は満洲で門戸開放を実行していないのではないか、あるいはロシアの支配にあったときよりむしろ閉鎖されているのではないかという正式な抗議がイギリス（3月19日）、アメリカ（3月26日）の両国よりもたらされ、注意を呼びかけられた。特に駐日イギリス公使のクロード・マクドナルドは直接伊藤博文韓国統監に厳しい内容の書簡を送っている。また、袁世凱からも日本の中国東北における諸施策は満洲善後条約に違反するとの通告が伊藤にもたらされた。
4月14日、首相西園寺公望は極秘に東京を離れて自ら中国東北におもむいて満洲の実情を把握するための非公式旅行をおこなった。これを勧めたのは児玉源太郎だといわれるが、一国の首相が実情調査のために現地視察を行うことは実際は難しく、そのため、大蔵次官の若槻禮次郎に満洲派遣の辞令を発し、その随員に外務省の山座円次郎、農商務省の酒匂常明、鉄道作業局の野村龍太郎と、もうひとり自分自身を加えるという念の入れようであった。お忍び旅行の目的は、清国側の考えや態度を確認し、清国官吏の心証をよくし、また彼らとの交友を通じて戦後の満洲経営のための地ならしをしようというものであった。そこで西園寺は満洲に対する列強の関心の強さを実感し、清国官吏がロシア軍にかわる日本軍の支配に強い反感を抱いていたことを知るのである。3週間の旅行を終えた西園寺は、満洲問題について会合を開き、方針を協議することとした。

#### 改修工事
一方、ロシアから南満洲支線を引き継いだ野戦鉄道提理部では、ただちに改修工事に着手した。上述のように昌図・四平街間は施設がかなり損壊されており、双廟子駅に至っては跡かたもなく破壊されていた。さらに、双廟子 -四平街間は、枕木もレールも撤去されており、その間の橋桁、場所によっては橋脚も破壊されていた。野戦提理部は、1906年9月6日には双廟子まで、10月1日には公主嶺まで、そして11月11日は孟家屯（現在の長春南駅）までのゲージを狭軌に改築し、大連との間に直通列車の運行を開始した。
すでに1905年10月21日には、奉天以南の区間で軍用以外の運輸営業を開始しており、11月25日には昌図までこれが延長されていた。1906年に入ると引き継ぎを終えて修理が完成した区間から一般の人びとにもこれを利用できるようになった。戦争終了後、1905年の年末まで軍隊の復員輸送が主であり、一般輸送はほとんど行われなかった。しかし、それが終わるとしだいに中国東北部の縦貫幹線としての性格を強め、多くの人びとが満洲に強い関心を示すようになり、内地では職を求めて満洲に出かける人が増加した。なかにはいわゆる「一旗組」もあり、旅館、食料品店、理髪店、飲食店、衣料品店、遊廓などの個人営業、また企業も満洲に進出し、その職員が大連、大石橋、遼陽、奉天といった都市はもとより、小さな町にも入り込んで生活の基盤をつくろうとしていた。鉄道は、こうした人びとの活動をささえる重要な交通手段でもあった。

#### 満洲問題協議会

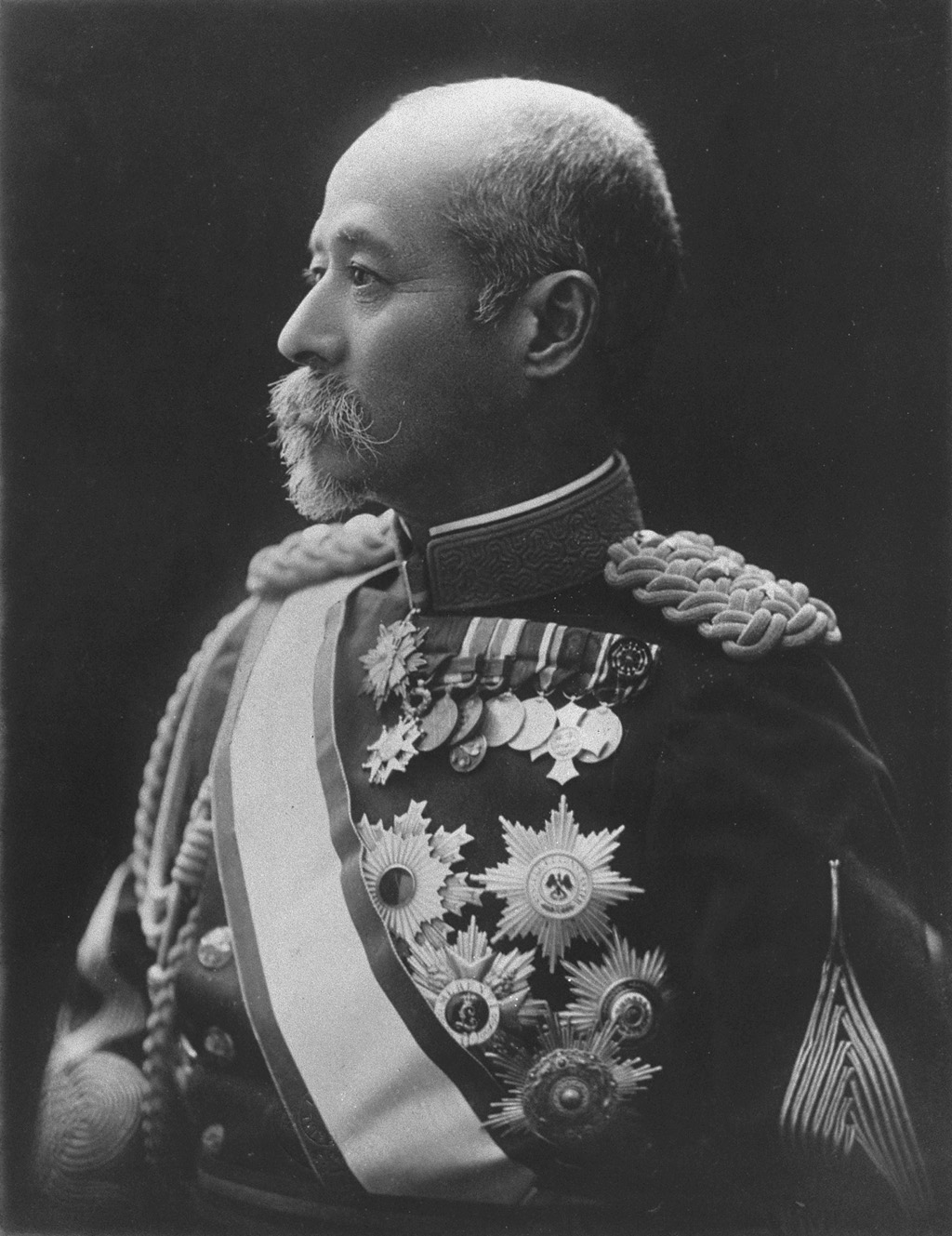
満鉄設立委員長、児玉源太郎
----
「満洲問題協議会」では伊藤博文との間で激しい論争になった。

日本軍は撤兵期限ぎりぎりまで満洲に軍政を布き、日本の勢力を同地に植え付けようとしていた。1906年5月22日、英米との関係悪化を憂慮した伊藤博文が中心となって元老、閣僚、軍部首脳などを集めて首相官邸で「満洲問題に関する協議会」を開催した。このとき、日露戦争の功労によって声望が高まり、首相待望論さえ出ていた陸軍参謀総長の児玉源太郎は「兵力の運用上の便利を謀り陰に戦争の準備」を行うとともに「鉄道経営の中に種々なる手段を講ずる」という積極的満洲経営論を唱え、伊藤らと対立した。伊藤は関東州租借地の清国への返還と軍政の早期廃止方針を唱え、山縣ら陸軍関係者は誰も児玉を擁護しなかったので、伊藤の主張が通って軍政廃止が決定した。
これにより英米の警戒心は解かれたが、実際には軍政は目的を達成しており、英米商人の力は衰え、満洲は日本の市場と化していった。児玉は当初官設機構を考えていたが、このころには民間会社の方式によるべきだとの考えに変わっていた。
満洲問題協議会では、児玉源太郎と元老の伊藤博文・井上馨とのあいだで大きく見解が相違していた。児玉は満洲経営機関を中央に設置すべきことを主張したが、伊藤はそれに対し、満洲はまぎれもなき清国領土であり、そこに「植民地経営」の展開する余地はないとの反対論を唱えた。また、伊藤が韓国への日本人の入植にはほとんど関心を払わなかったのに対し、児玉は平壌以北への日本人の入植事業を検討しており、当時、児玉の幕下にあった新渡戸稲造はドイツ帝国における内国植民政策を参考にしてはどうかという意見を伊藤・児玉双方に建策した。伊藤や井上は、日米合弁の「満韓鉄道株式会社」を設立して韓国における鉄道経営をも事実上アメリカ側に譲渡しようとしており、南満洲鉄道会社の設立にあたっても、満鉄は文字通りの鉄道経営に限定すべきとの見解（小満鉄主義）に立脚していた。一方、児玉源太郎とその台湾での部下である後藤新平は、満鉄はたんなる鉄道会社ではなく、満鉄付属地での徴税権や行政権をも担う一大植民会社たるべきだとの見解（満鉄中心主義）を標榜しており、彼らは東インド会社を範とした満洲経営を進めるべきだとの論に立っていた。両者の意見は相互に大きく隔たっているが、出先陸軍権力の統制の必要性は伊藤も熟知するところであり、児玉・後藤のコンビが達成した、下関条約による領有開始後10年にして本国からの補充金なしで運営可能となった台湾財政独立の実績は、政府内外から高く評価されたこともあって、伊藤らの小満鉄主義は力を失った。

### 南満洲鉄道の設立

#### 勅令第142号の公布と満鉄設立委員の任命
1906年6月7日、明治39年勅令第142号「南満洲鉄道株式会社ニ関スル件」が公布された。この勅令は付則をふくめて22か条から成り、業務を鉄道運輸業とし（第1条）、株式は日清両国政府・日清両国人に限って所有を認めることとし（第2条）、日本政府は、炭坑をふくめた満鉄の財産による現物出資ができるものとした（第3条）。本社を東京市、支社を大連におくこと（第6条、ただし1907年3月5日の勅令第22号により本社を大連、支社を東京市に改めた）、役員は総裁1名、副総裁1名、理事4名以上を置き（第7条）、総裁・副総裁は勅裁を経て政府が任命すること（第9条）、政府は会社の業務監視のため南満洲鉄道株式会社監理官を置くこと（第12条）が定められた。同勅令の付則には設立委員の規定があり、定款の作成と第1回株式募集等がその任務とされた。
7月13日、第1次西園寺内閣は、児玉を設立委員長とする80名におよぶ満鉄設立委員を任命した。この委員のなかには京釜鉄道会社の設立にもかかわった渋沢栄一、竹内綱といった財界人、のちに満鉄総裁となる仙石貢や野戦鉄道提理だった武内徹といった技術者、外務省からは山座円次郎政務局長、石井菊次郎通商局長、関東州民政署事務官の関屋貞三郎、ほかに大蔵省、逓信省など関係省庁の官僚、貴衆両院の議員、さらに軍部首脳もふくまれていた。こうした顔ぶれは、純粋な民間企業というよりは国策会社としての性格の濃いものであったことを示している。
上記のように、設立委員が定款の作成にあたることになっており、定款の調査委員は調査委員長が渋沢栄一、以下、山座円次郎、岡野敬次郎、荒井賢太郎、仲小路廉、山之内一次、和田彦次郎、堀田正養、大石正巳、土居通夫、中野武麿、大岡育造、佐々友房の計13名であった。このうち、山座・荒井・仲小路の3名は1月発足の満洲経営委員会（委員長は児玉源太郎）の当初メンバー6名にも名を連ねており、株式会社組織をとりながら同時に政府機関としての性格をもたせる役割をになった。こうしたなか、設立委員長だった児玉源太郎が7月23日に急逝し、24日には喪が発せられた。25日、新委員長に就任したのは寺内正毅陸軍大将であった。

#### 設立命令書と株式募集
1906年8月1日、外務・大蔵・逓信3大臣連名による「南満洲鉄道株式会社設立命令書」（外務・大蔵・逓信大臣秘鉄14号）が下付された。命令書は全文26か条で非公開とされた。公表された勅令よりも具体的な業務の範囲、資本金総額、政府の保護、会社に対する政府の命令権などが規定されていた。設立業務は、この命令書をもとに寺内委員長のもとですすめられた。
第1回株式募集は9月10日に開始された。募集株式10万株（2,000万円）、締め切りの10月5日までに役員持株1,000株を除く9万9,000株に対して、総申込株数は1億664万3418株に達し、申込人数は1万1,467人であった。少額申込の111人402株については割当てから外したが、それでも所要株数に対して1077倍という株式ブームの状況を呈した。清国人からの申込みもいくらかはあったが、この高倍率では割当てから排除されても疑義をはさむ余地がなかった。いずれにしても、この倍率は満鉄が当時植民地経営企業としての経済的機能を一般から広く期待されていたことを物語っていた。清国政府は結局、締め切りを過ぎても応募してこなかった。11月10日、清国政府は満鉄設立について厳しい調子の抗議を寄せた。

#### 設立と営業開始

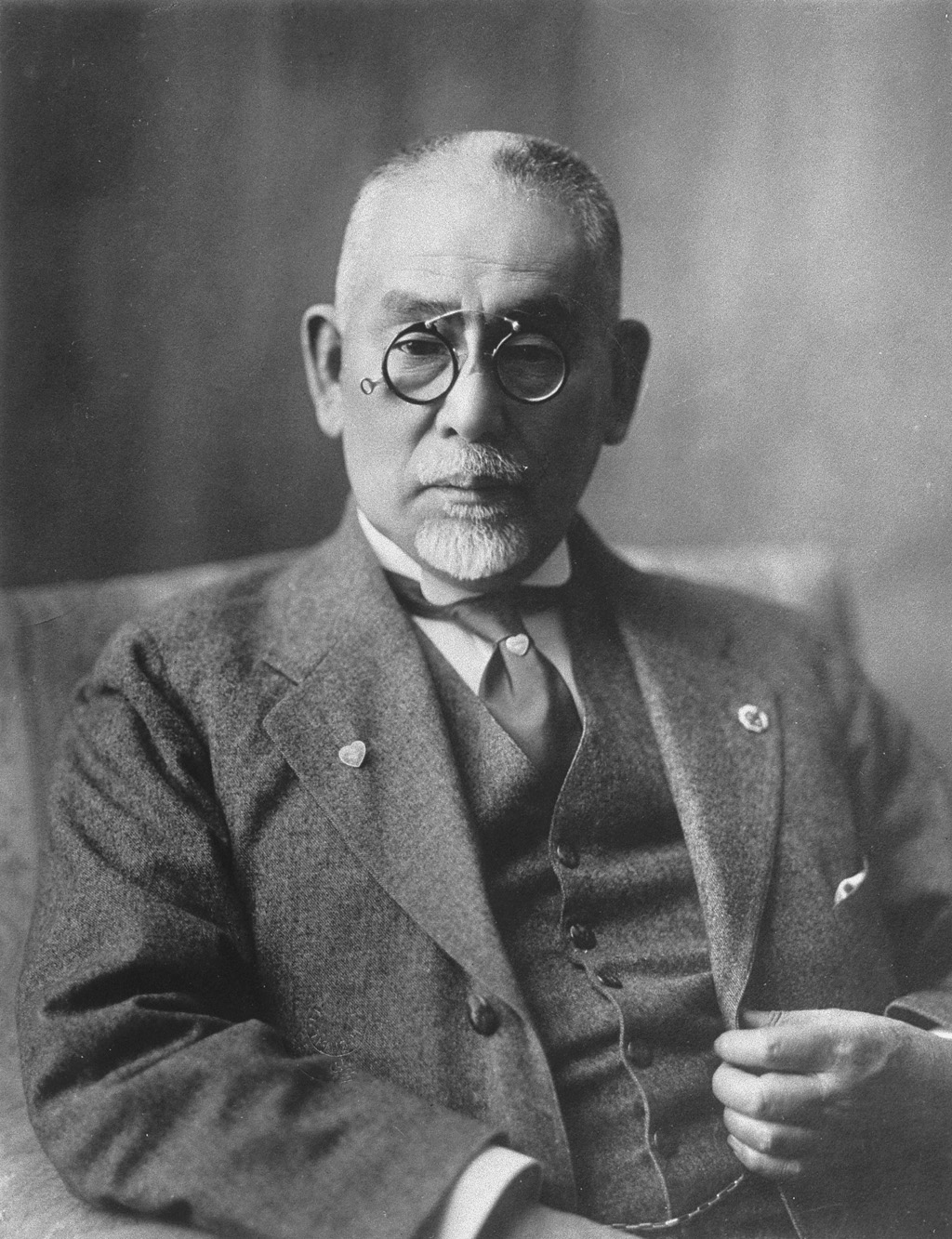
初代満鉄総裁、後藤新平

1906年11月1日、満鉄の設立が逓信大臣より認可された。11月26日、南満洲鉄道株式会社が半官半民によって設立され、同日の創立総会は神田区の東京キリスト教青年会会館において開催された。初代総裁には台湾総督府民政長官だった後藤新平が任じられた。設立は上述の通り、勅令に基づいてなされ、総裁は勅任、資本金は2億円であった。しかし、政府は日露戦争の戦費の処理と軍拡財源の捻出に苦しんでおり、巨額の資金を出すことはできなかった。政府は、1億円をロシアから引き継いだ鉄道とその附属財源および撫順炭田・煙台炭田などの現物出資とした。残りの1億円は、日清両国の出資とされたが、満鉄設立を不当とする清国は参加せず、民間からの投資は日本での株式募集が2000万円、のこり8000万円は外資による社債で賄うこととした。当時の日本人が満鉄に寄せた期待は大きく、第1回株式募集で応募が殺到したのは上述のとおりである。一方、外債募集は、1907年から1908年にかけて3回にわたり、もっぱらイギリス市場に求められた。イギリスで調達したのは600万ポンド（約6000万円）であり、フランス市場ではフランス政府の支援があったにもかかわらず、条件が合わずに外債募集は不成立に終わった。政府による事業資金は日本興業銀行から社債などのかたちで投資され、満鉄への投資は同銀行の対外投資総額の約7割を占めていた。ところが実は、興業銀行関係対外投資の74パーセントが輸入外資に頼っており、その主たる資金調達先は英米両国であった。その点では英米金融資本への従属が生じており、一見「資本輸入による資本輸出」というべき逆説的な状況がみられる。
後藤新平を満鉄総裁に推挙したのは、台湾総督在任のまま満洲軍総参謀長となった児玉源太郎であった。後藤は、当初満鉄総裁就任を固辞していたが、後藤にとっては恩人であった児玉が1906年7月に急逝したので、これを天命と考え、児玉の遺志を引き継ぐ決心をして総裁職を引き受けたといわれる。後藤は台湾経営での辣腕ぶりが評価され、低コストでの満洲経営を山縣・伊藤らの元老や立憲政友会（西園寺公望、原敬ら）といった人びとからも期待された。日露戦争後の満洲は、いわゆる「三頭政治」（関東都督府、奉天総領事館、南満洲鉄道）と称される状況のもとで経営の主導権が争われていたが、日本領土ではない純然たる清国主権のもとで植民地経営をおこなおうとすることにそもそもの混乱の原因があった。後藤には「三頭政治」の解消と「自営自立」の実現が期待された。後藤は、満鉄の監督官庁である関東都督府の干渉によって満鉄が自由に活動できないことを懸念し、総裁就任の条件として、満鉄総裁が関東都督府の最高顧問を兼任することで西園寺首相と合意した。また、人材確保のため、官僚出身者は在官の地位のまま満鉄の役職員に就任することが認められた。

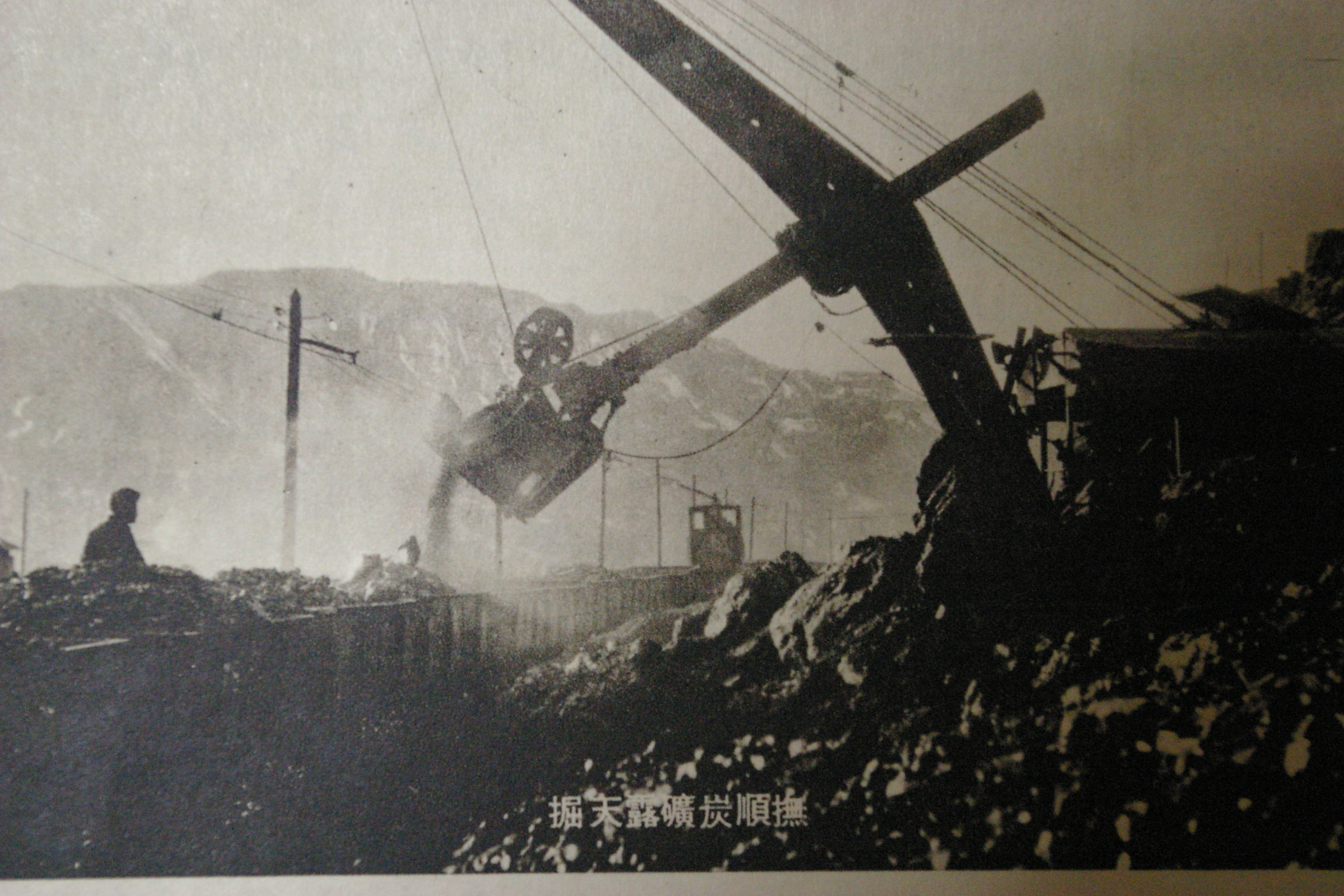
撫順炭鉱の経営も満鉄が行った

開業は1907年4月1日となった。南満洲鉄道は、都市・炭坑・製鉄所から農地までを経営し、独占的な商事部門を有し、さらに大学以下の教育機関・研究所も擁していた。日本租借地である関東州および南満洲鉄道附属地の行政をたずさわるのが関東都督府（のちの関東庁）であり、その陸軍部がのちに関東軍として沿線に配置されるようになった。なお、ポーツマス条約で合意されていた東清鉄道南満洲支線の譲渡範囲は長春の寛城子以南であったが、寛城子の接受地点が明確でなかったこと、日露間の鉄道連絡方法も未定であったことから、さしあたり孟家屯以南が日本に譲渡され、寛城子・孟家屯間の約8キロメートルが日本に譲渡されるのは、満鉄開業後、1907年7月21日に日露満洲鉄道接続業務条約が調印されてからであった。
総裁となった後藤は、「満鉄十年計画」を策定し、さっそく積極的な経営を展開し、部下の中村是公とともに、戦争中に狭軌に直して使用したレールの改築をともなう満鉄全線の国際標準軌化や大連・奉天間の複線工事、撫順線と安奉線の改築工事を急ピッチで進める一方、あわせて、撫順炭坑の拡張、大連港の拡張と上海航路の開設、鉄道附属地内各都市の社会資本整備などを強力に推し進めた。1907年10月には星野錫により「満洲日日新聞」が大連で創刊され、1907年8月以降、鉄道沿線にはヤマトホテルが開業した。大連には、満鉄中央試験所、電気遊園（のちの小村公園）もつくられた。中央試験所は満鉄直営で中国東北における農業生産力の向上と生産品の加工、食品工業の進展のための施設であった。電気公園は、電気仕掛けによる娯楽施設で、当時の内地にもこれに類した施設はなかった。
こうして、満鉄は国策を遂行する株式会社に位置づけられ、その機軸においては「文飾的武備」が唱えられた。すなわち、満鉄は単なる鉄道会社ではなく、満洲の地で教育、衛生、学術など広義の文化的諸施設を駆使して植民地統治をおこない、緊急の事態には武断的行動を援助する便を講じることができることを方針としたのであり、このようなことから創業当初から満鉄調査部が組織され、調査活動が重視されたのであった。後藤新平は「午前8時の男でやろう」というスローガンを掲げ、台湾総督府時代からの腹心で当時40歳の中村是公を副総裁に抜擢したほか、30代、40代の優秀な人材を理事はじめ要職に採用した。三井物産門司支店長だった犬塚信太郎は未だ32歳という若さで理事にスカウトされた。

### 明治末年の様相

#### 標準軌への改軌
レールの間隔の変更（改軌）は、初期満鉄の大きな問題だった。もともとロシアの敷いた軌間は5フィート（1,524 mm）の広軌であり、日露戦争中、野戦鉄道提理部が日本から持ち込んだ内地用の車両が走行可能なように3フィート6インチ（1,067 mm）の狭軌に改築していた。しかし、朝鮮半島、中国東北部、長城以南の中国を通じての一貫輸送の体系を整えるという観点からすれば、この鉄道は朝鮮や中国の鉄道と同じ軌間、すなわち、4フィート8.5インチ（1,435 mm）の国際標準軌間に改めておかなければならなかった。
南満洲鉄道株式会社が野戦鉄道提理部から以下の鉄道、炭坑、その他の施設を移管されて営業を開始したのは、1907年4月1日のことであった。
* 大連 - 孟家屯 （現、長春南駅） … のちの満鉄連京線
* 南関嶺 - 旅順間
* 営口支線
* 柳樹屯支線
* 煙台支線
* 撫順支線
* 安東・奉天線
満鉄に対する政府命令書には、国際標準軌への改築と大連・蘇家屯間の複線化が定められていたが、会社がまず着手したのは各線の軌間改築工事であった。ロシア設置の広軌を狭軌に改める工事については、枕木はそのままで片側のレールを移動すればよいだけの工事であったので転轍機以外の部分は比較的容易に進めることができた。しかし、狭軌を標準軌に改軌する工事は枕木更新をともなう場所も多く、しかも一般の列車運行をストップしないで行わなければならなかったので決して簡単ではなかった。そこで、狭軌の線路が敷設してある箇所にもう1本レールを敷いて三線式とし、狭軌と標準軌の両方の列車が運行できるようにした。この技術はきわめて複雑なものであったが、満鉄がのちのちまでその技術を誇る水準のものであった。旅順線では1907年12月1日から全面的に標準軌列車に移行した。長春・大連間の本線では1908年5月に移りかわりダイヤグラムをつくり、22日長春・公主嶺間、23日公主嶺・鉄嶺間、24日鉄嶺・遼陽間、25日遼陽・大石橋間、26日大石橋・瓦房店間、27日瓦房店・大連間で標準軌運転へと切り替わり、5月30日からは旅客・貨物の全列車が標準軌列車に移行した。営口線その他の付属線もこの間に標準軌に改軌されている。
不要になった狭軌の機関車は日本に還送されることとなった。安奉線を除くと還送車両は機関車217両、貨物車3,659両、客車281両におよんだ。これらを並べると延長30キロメートルを超える長さになる計算であった。1908年5月31日、2,000名以上の人が参加して大連港外の周水子駅で異例の機関車の「告別式」が行なわれ、国沢理事によって「告別の辞」も読まれた。
日露戦争中に2フィート6インチ（762 mm）の軍用軽便鉄道として敷設された安奉線については、全面的な改築を必要とした。安奉線は1906年4月1日から狭軌での一般旅客・貨物の輸送を開始していたが、中国側は改築工事を認めなかった。1909年1月から交渉が開始され、3月以降は奉天総督衙門で交渉がなされたものの中国側の姿勢は強硬であった。8月6日、日本政府は清国政府に対し安奉線改築にかかわる最後通牒を発し、8月7日より工事に着手したが、清国側は武装した巡警隊を派遣して工事中止を求めた。しかし、満鉄側はあくまでも改軌工事を強行して1911年11月1日、工事は完成した。工事が遅延したのは、清との交渉が難航したばりではなく、満鉄と外務省の間に主導権争いが生じたことにも原因があった。並行して行われていた鴨緑江の架設工事も完成し、朝鮮縦貫鉄道との直通連絡が可能となった。

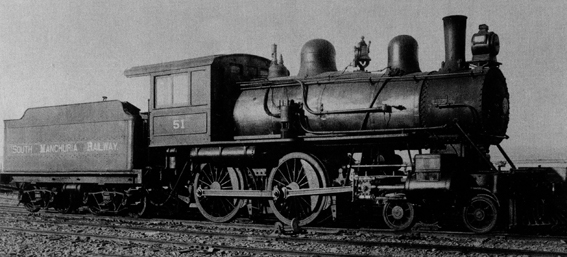
蒸気機関車「アメ型」

鴨緑江の架橋については、ジャンク船の通航の障害にならないよう英米両国より求められていた。また、実のところその建設については法的根拠があるわけでもなかった。日本は朝鮮側（新義州側）から工事を始めたが、中国側は満洲側（安東側）から工事を進めているのではないかと疑い、抗議する場面もあった。鉄橋の一部は橋脚を中心に回転するようになっており、これによりジャンク航行の障害ではなくなった。また、日本側は当初、架橋された橋のすべてを京義鉄道の所有にしようとしたが、結局、中国側に譲歩して、鴨緑江の中心から二分し、満洲側は安奉鉄道と同様、15年の期限をもって清国側に売却されることとなった。
安奉線で使用された車両については、1911年11月4日、沙河鎮駅で機関車81両、客車680余両の告別式が行われた。こうして多数のB6型機関車も安奉線の軽便機関車も満洲の地から去っていき、かわって各線を走りはじめたのはアメリカ製の堂々たる大形機関車であった。また、客車・貨車ともに欧米水準を超える高質な車両がそろえられていった。こののち、満鉄の技術は、狭軌のために内地では実現できないことを具現する場としての意味を有するようになった。

#### 日清間の紛争
清国は、満洲善後条約で日本が獲得した利権の無力化を図って行動したため、日清間では次々と紛争が生じた。具体的には、
1. 清国側が新奉鉄道（新民屯 - 奉天）の奉天停車場を奉天城付近に移し、途中で満鉄線を横断する計画を満鉄に打診したが、日本は貨物の流通ルートが変わり、満鉄が打撃を受けるとしてこれを拒否した件
2. アメリカの奉天総領事ウィラード・ディッカーマン・ストレイト（英語版）が奉天巡撫の唐紹儀を促してイギリスのポーリング商会と新法鉄道（新民屯 - 法庫県）の工事請負契約を結んだことに対し、日本側が抗議した件
3. 撤去予定の大石橋・営口間鉄道について、貿易港である営口と満鉄の連絡線として重要であるため、清側にその存続を認めさせる件
4. 日本が経営していた撫順・煙台の炭坑の権利が不明確であるとして、経営をつづけるために権利を確固としたものに改める件
5. 安奉鉄道沿線の鉱山採掘について日清両国人の合同事業とする件

などであった。この件は第1次西園寺内閣においては解決をみず、第2次桂内閣へと持ち越された。
1908年11月、光緒帝と西太后が相次いで逝去し、1909年1月には軍機大臣袁世凱が罷免されるなど、北京政界に大変動が続いたためもあって日清交渉は進展しなかった。清国は、清韓国境の間島問題で日本が争いつづけるのならば、満洲に関する案件をすべてハーグの常設仲裁裁判所に付託することも辞さないと通告したが、清の背後にはアメリカ合衆国があり、奉天総領事から民間に移ったストレイトは、ロシアの東清鉄道や日本の満鉄の購入までをも計画していた。山縣有朋らはアメリカによる満洲への干渉を怖れ、それが韓国にもおよぶ可能性があるとの判断に立って間島の問題では清に妥協すべく動いた。桂内閣は、間島領有権を放棄、間島居住の韓国人を対象とする日本の領事裁判権要求も取り下げた。上述した安奉鉄道改築問題も、こうした譲歩によって解決されたのであり、1909年8月、改築工事に関する覚書が調印され、標準軌への改軌が認められた。また、1909年9月4日には間島に関する日清協約と満洲五案件に関する日清協約が結ばれ、清の主張にそって豆満江が清韓国境となり、間島に設けられた雑居地区は開市されて、そこに居住する韓国人の裁判には日本領事が立ち合うこととした。日本は、こうした譲歩の代償として吉林・会寧間鉄道（吉会鉄道）の敷設権を獲得した。

#### 後藤新平の入閣と中村是公総裁

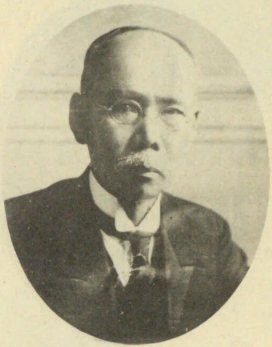
第2代総裁、中村是公

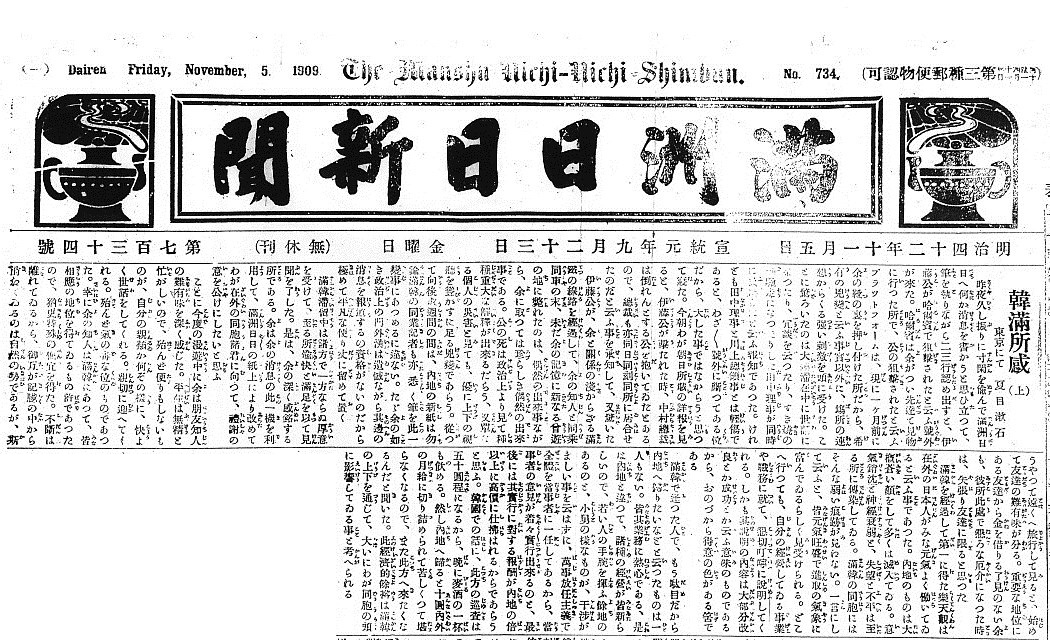
夏目漱石「韓満所感（上）」（1909年11月5日付「満洲日日新聞」）

後藤新平は、満鉄経営のみでは満足せず、満鉄を中心とする一元的な満洲経営を目指していたが、第1次西園寺内閣では大蔵省や逓信省、外務省などの介入によって、なかなか彼の企図するようには事が運べなかった。そこで後藤は桂太郎に接近し、1908年7月、第2次桂内閣の逓信大臣として懸案事項の解決を図ろうとした。後藤総裁は満鉄を去るにあたって名文調の告別の辞を寄せている。後藤が去るにあたっても、首脳部では創業当時の苦心によって一体感を生み出されており、その団結はきわめて固かった。新しい満鉄総裁には、副総裁だった中村是公が就任した。後藤は、入閣して早々満鉄の監督権を逓信大臣に移し、1908年12月には鉄道院を開設して満鉄監督権をここへ移管した。
1909年9月、中村新総裁が大学予備門時代以来の友人である文学者、夏目漱石を満洲に招いた。漱石は旅行での見聞や感想を随筆「韓満所感」および「満韓ところどころ」として書き記した。当時の満鉄は、その事業内容を内外に広く宣伝することに努めており、中村総裁が漱石を招いたのも単に友人を招待するのではなく、人気作家である漱石のペンを通して満鉄の事業を宣伝させる目的もあったろうと考えられる。漱石は大連では中央試験所や電気公園を案内され、同級生だった橋本左五郎や佐藤友熊、夏目家で書生をしていた股野義郎らと旧交を温めた。また、旅順、営口、奉天、撫順炭坑、ハルビン、長春などを経て安東、釜山を経て内地に帰った。「韓満所感」は1909年11月5日・11月6日付の「満洲日日新聞」に、「満韓ところどころ」は「朝日新聞」に1909年10月21日から12月30日まで掲載された。中村新総裁は、豪放なべらんめえ口調でありながら情誼に厚い親分肌で、細かい仕事は有能な理事たちにまかせ、みずからはもっぱら中央との折衝に当たるという姿勢を貫いた。理事の合議制はほぼ完全なものとなり、中央政府の官僚システムとは異なる植民地会社独特の合理主義的官僚制と業務運営におけるつよい主体性がここに育まれていた。
一方、後藤は、1909年12月、韓国鉄道をも鉄道院の所管とすることにいったん成功し、国内鉄道も含めた鉄道の一元的管理を実現した。しかし、韓国鉄道は韓国併合直前に朝鮮総督府財政の根幹をなすだろうとの寺内正毅らの主張がこののち受け入れられて、総督府管轄に改められた。後藤はなおも植民地統治の一元化のために拓殖局を設置し、桂首相が総裁、みずからは副総裁となった。そのうえで後藤は、1910年12月、翌1911年度からの13年間継続事業として総額2億3,000万円の予算で新橋・下関間の国際標準軌改築案を閣議決定に持ち込み、さらに第二十七議会への提出にこぎつけた。桂と後藤は、国内鉄道と韓国・清国の鉄道で使用されているゲージを統一することで、戦時における軍事輸送の利便を向上させるのみならず、内地と外地の経済的結びつきを強めて輸出増進を図ろうとした。そのため神戸港の港湾修築や下関の陸海連絡設備の両事業も鉄道院の所管としたのであった。しかし、ここで桂太郎と立憲政友会の「情意投合」という政治的妥協にはばまれ、鉄道普及を優先する政友会の意向により、標準軌改軌案は事実上の廃案となってしまった。
なお、1911年7月にロンドンで開かれた第6回国際連絡運輸会議では、イギリス―カナダ―日本―シベリアという経路で世界一周をする世界周遊券、日欧を結ぶ東半球一周周遊券の設置が決まり、この周遊券は1913年より販売が開始された。「新橋から倫敦ゆき」の切符は、ジャパン・ツーリスト・ビューローで購入することができ、ロンドンまでの1等運賃は433円35銭、2等運賃は286円45銭であった。南満洲鉄道は、この国際連絡運輸網の幹線のひとつとなったのである。

### 政党政治と満鉄
明治から大正にかけて、藩閥政治の時代から政党政治の時代がおとずれると満鉄内部にも大きな変化がもたらされた。1913年（大正2年）12月、第2代総裁中村是公、副総裁国沢新兵衛が更迭された。後藤新平や中村是公を後援してきた長州閥から立憲政友会系の政治家へと時代の流れが変化してきたのである。中村・国沢の更迭は大正政変で第3次桂内閣が倒れて山本権兵衛内閣が成立した直後のことであり、これは政友会総裁で山本内閣の内務大臣、原敬の差し金であったといわれる
。そして、総裁に政友会系鉄道官僚で鉄道院の副総裁だった野村龍太郎が、副総裁には政友会の幹部だった伊藤大八が就任した。伊藤大八が中心となって理事の交代が強力に推し進められ、犬塚信太郎を除くすべての理事が政友会系に代えられた。こうした動きは草創期より後藤らと苦楽を共にしてきた社員からは、満鉄幹部のポストが政党の利権の対象になったかのように映り、両者はしばしば激しく対立した。
折しも、この時期、鉄道院、朝鮮鉄道、満鉄3社によって設定された「三線連絡特別運賃」は満鉄の衰亡を招きかねないものだったので、事態はいっそう紛糾した。野村、伊藤の動きに危機感をもった満鉄調査課の村田懋麿や大連駅駅務助手の竹中政一らが特別運賃反対運動の先頭に立ち、犬塚を説得して世論に訴えた。その結果、特別運賃は事実上撤回された。伊藤副総裁はそれまで行なわれていた理事の合議制を廃止し、総裁の権限強化を提案したが、これに創立以来の理事であった犬塚が強硬に抵抗し、伊藤に対する排斥運動も起こった。その結果、1914年7月、犬塚が第2次大隈内閣によって罷免された翌日、野村と伊藤の両名も罷免された。

#### 対華21か条要求

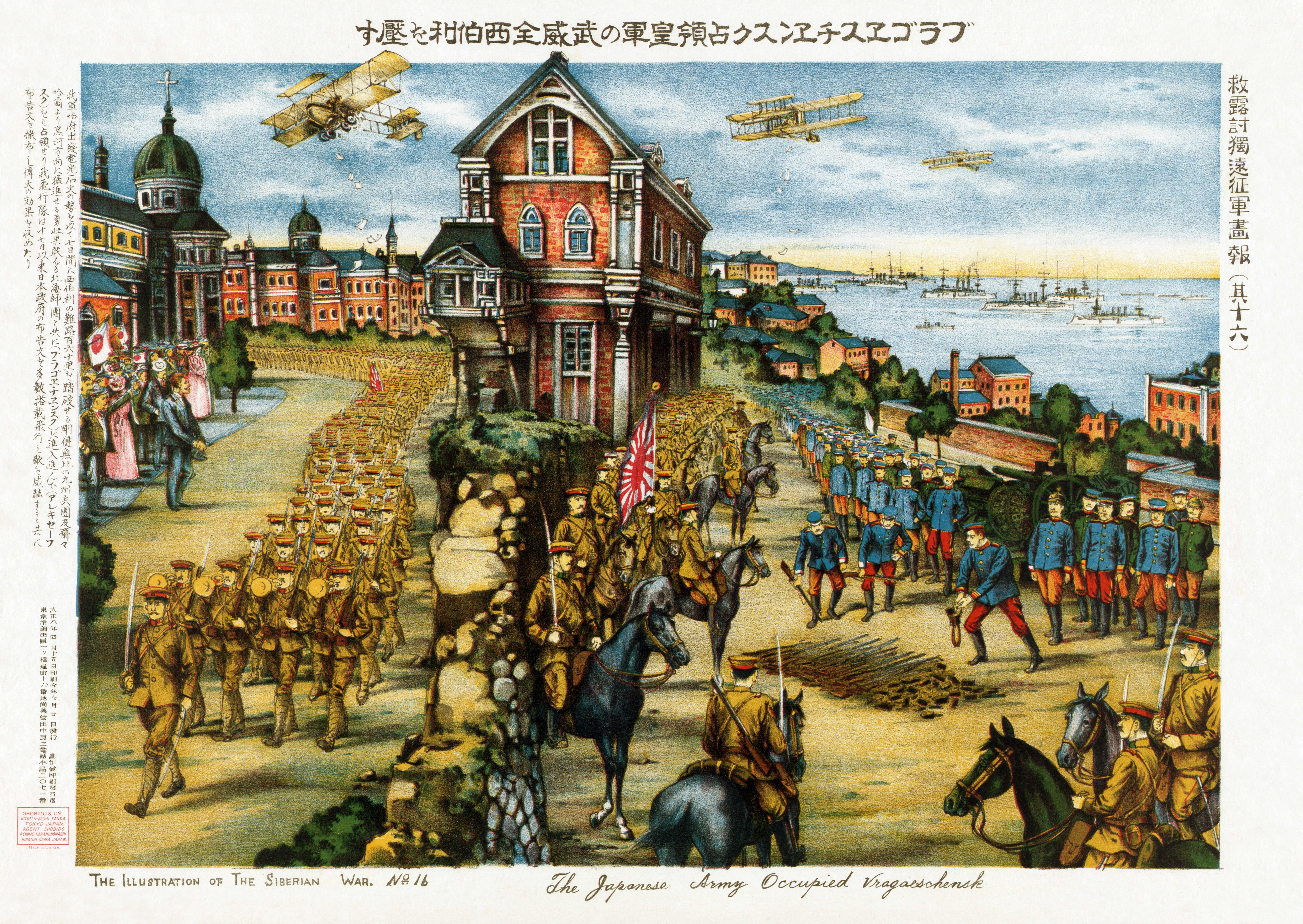
シベリア出兵（1918年、ブラゴヴェシチェンスクに入城する日本軍と日の丸を振って出迎える市民などを描いた作品。空からは航空隊により布告文が撒かれた）
----
『救露討獨遠征軍画報』（1919年）より

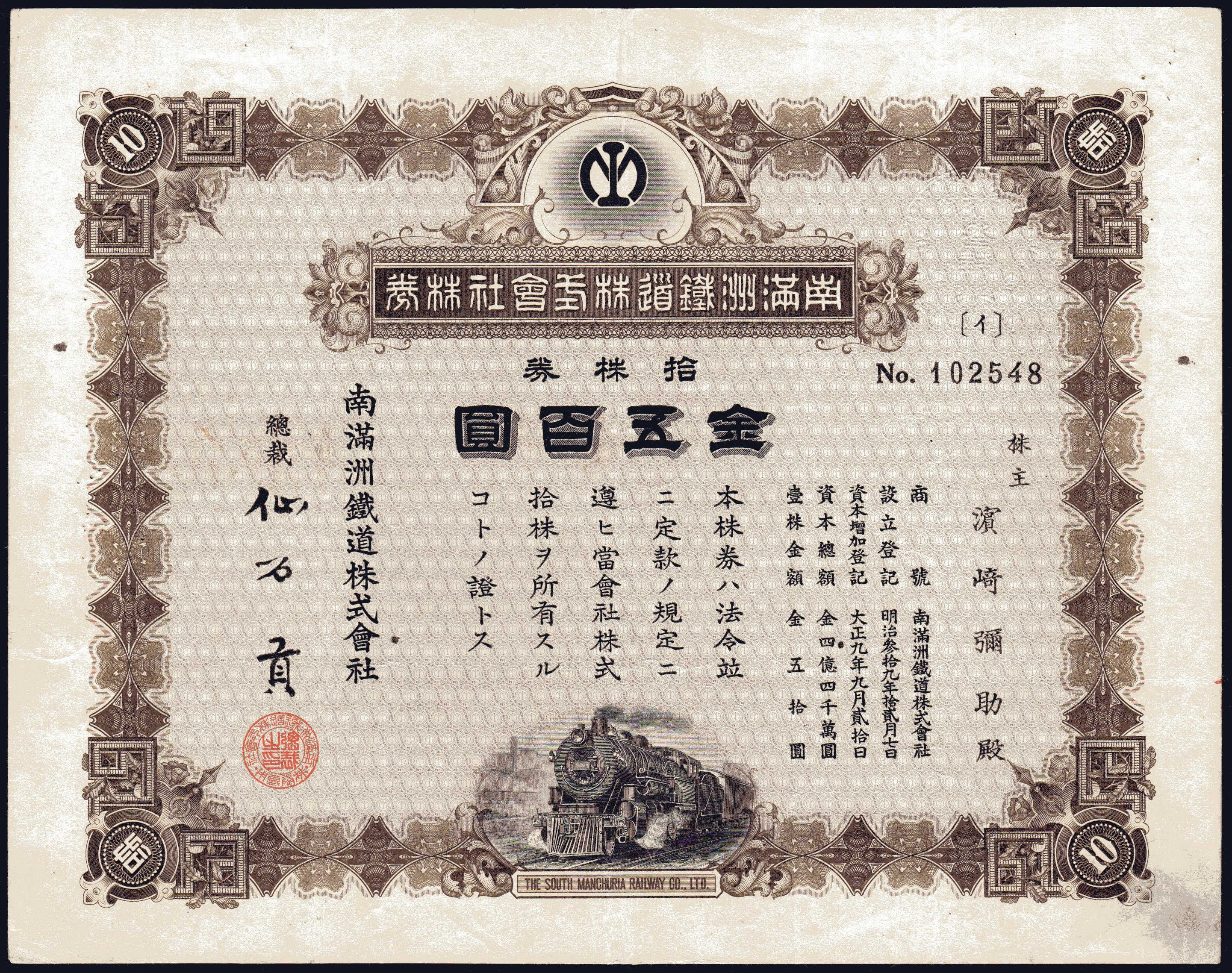
1920年発行の南満洲鉄道株式会社株券（第1次増資期）

1914年の7月にはまた、ヨーロッパで第一次世界大戦が勃発している。大戦は直接戦場にならなかったアメリカ合衆国や日本に大戦景気と呼ばれる特需をもたらしたが、朝鮮や台湾、満洲を含む中国大陸にも好景気をもたらした。
1914年度には、大連の満鉄沙河口工場でH4形と呼ばれる加熱式機関車6両の独自に製作された。当初の満鉄は、広漠な満洲の原野を長距離無停車運転する鉄道にはアメリカで開発された技術が好適であるとしてアメリカ製機関車・客車・貨車を大量に導入していたが、これは、アメリカの技術を通じて独自の技術水準を積み重ねた成果であった。なお、満鉄が機関車自社製造体制を確立させるに至るのは1921年のことである。
大隈重信内閣は1914年7月、野村と伊藤に代わり、中村雄次郎を満鉄総裁に送り込んだ。1917年7月まで総裁を務める中村は、軍人出身で陸軍省次官、総務長官、八幡製鉄所長官を歴任した人物であった。こうして内閣が交替すると総裁以下の幹部が代わるしくみができていった。アジアが好景気に沸くなか、加藤高明外相は、1915年1月に中華民国の袁世凱政権に対し「対華21カ条要求」を突きつけた。その第2号には旅順・大連（関東州）の租借期限、満鉄・安奉鉄道の権益期限を99年に延長することがふくまれていた。要求事項である第2号自体は問題にならなかったが、希望事項として掲げた第5号が漏洩すると中国ナショナリズムを引き起こし、日貨排斥運動が起こった。アメリカ合衆国もこれには警戒心を強め、同盟国であったイギリスからも第5号要求はあきらめるよう通告があった。ナショナリズムの動きは満洲地方にも波及し、排日熱が高まるなかで、「居留民の引上げ」「撫順警戒厳」（『満洲日日新聞』1915年4月6日付）、「大連駅の大混雑」（同4月7日付）といった混乱が生じた。

#### ロシア革命とシベリア出兵
1917年のロシア革命は、それにも増して満洲に大きな衝撃をあたえた。その後、日米英仏など15か国による革命干渉戦争（シベリア出兵）がおこなわれたこともあって、満洲は戦場の一部と化したのである。ロシア革命に対する満鉄の反応は素早く、すでに1917年6月、理事の川上俊彦をロシアに派遣し、二月革命以降の状況を視察させた。11月15日、川上は帰国して本野一郎外相にボルシェヴィキによるロシア十月革命も含めた「露国視察報告書」を提出した。この報告書は寺内正毅や原敬などにも重視され、当該期の日本の外交政策に決定的な役割をあたえた。その後もロシアの動向に大きな関心をいだいていた満鉄は、調査課を中心に調査活動やロシア研究を活発化させた。

#### 満鉄疑獄事件
一方、満鉄内部では、1917年に総裁の役職名が理事長に変更されるとともに、国沢新兵衛が理事長に就任した。1918年（大正7年）原敬内閣が成立すると、原は1919年（大正8年）4月、国沢理事長を更迭した。同時に理事会を廃止してトップを社長に改め、再び野村龍太郎を起用、副社長に政友会系鉄道官僚の中西清一を起用した。1920年、中西は塔連炭坑と内田汽船の船を相場よりも高い価格で購入したが、塔連炭坑は政友会の幹部である森恪が経営する炭坑であり、内田汽船の経営者も政友会系の内田信也であった。炭坑や汽船を満鉄に売却した代金は政友会の選挙資金に充てられたという疑いがもたれた（満鉄疑獄事件）。1921年、野党の憲政会はこの問題を帝国議会で追及したが、問責決議案は与党の反対で成立しなかった。司法の場でも中西は背任罪で告訴された。また社員の中にも職を賭して抵抗したものがあった。興業部庶務課長であった山田潤二は、野村と中西に直言し、これが容れられないとなると職を辞して、検事に対し決定的証拠を提出した。中西は逮捕、起訴されたが、東京控訴院での控訴審では証拠不十分として無罪となった。
1921年の野村社長退任のあと、満鉄の社長は、早川千吉郎、川村竹治、安広伴一郎が務めた。社員は政党の介入に対し団結を考えるようになり、1927年（昭和2年）には社員会が結成された。社員会は全社員の加入によって構成されており、したがって一般の労働組合組織とは異っていたが、政党の介入に対抗する意味とともに当時の労働運動昂揚の風潮もまた影響していたとみることができる。

#### 満鉄中興の祖、山本条太郎

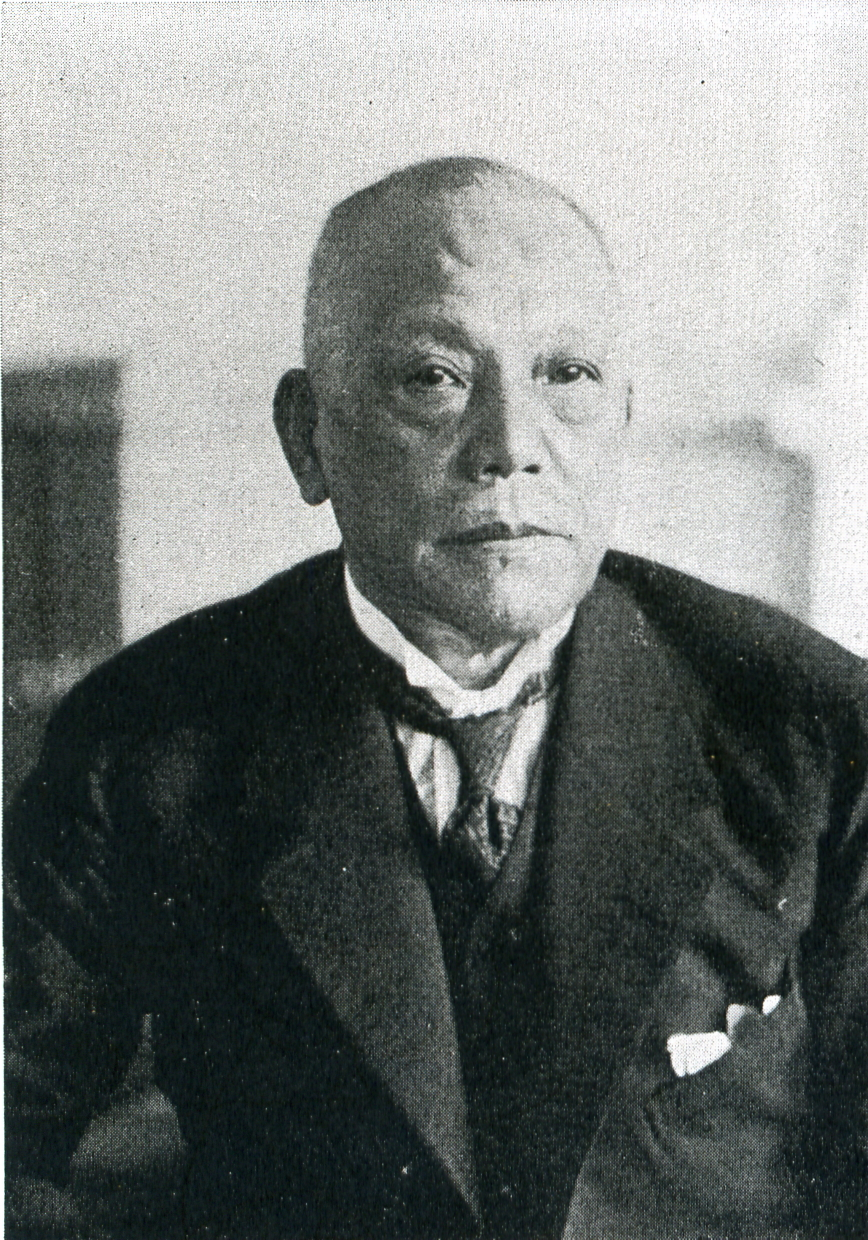
「満鉄中興の祖」といわれた山本条太郎

1926年7月1日、蔣介石が北京政府撲滅を目指すとして北伐を宣言して軍事行動を開始した。蔣介石率いる国民革命軍が南京、上海を占領して、1927年5月、山東省にせまると、田中義一内閣は同省の在留日本人保護を理由に派兵声明を発した（山東出兵）。
6月27日から7月7日にかけては東京で東方会議が開かれ、出先の軍人・外交官・行政官によって中国情勢の検討がなされたが、満蒙政策については、奉天派軍閥の領袖、張作霖を排除して傀儡政権を満洲に作るべしとする意見と張作霖勢力とは連携して日本の満蒙権益を維持・拡大しようという意見とに大きく分かれていた。前者には後に張作霖を爆殺して満洲占領を実行にうつそうという関東軍の一派がふくまれており、後者の意見は田中義一首相兼外相や陸軍省首脳部のものであった。大陸政策に深くかかわっていた実業家出身の衆議院議員（当時はまだ当選2回）、山本条太郎は後者の意見に立っており、田中首相は東方会議ののち、山本を満鉄社長に任じた。山本は大胆な改革を行い「満鉄中興の祖」ともいわれ、副社長には山本の腹心の松岡洋右が就任した。
山本は、三井物産上海支店で貿易の手腕を発揮し、帰国後は三井物産理事、常務取締役を歴任したのち、1920年には立憲政友会に入党して国政選挙に立候補して当選し、1927年には政友会幹事長となった切れ者であった。山本は「産業立国論」を持論とし、人口問題、食糧問題、金融恐慌、失業問題の解決のため、「満蒙分離」を前提に鉄道網の拡充を柱とした満洲開発の推進を唱えた。そのうえで、満洲を農業、鉱工業、移民の受け入れ地とすべく、満鉄を活用しようとし、具体的には、製鉄事業と製油事業の充実、マグネシウム・アルミニウム関連工業ならびに肥料工業の振興、さらに移民拓殖を推し進める一方、「経済化」と「実務化」をスローガンに関連企業の統廃合を図って経営合理化を進めた。さらに山本は松岡副社長ともに満鉄敷設問題を具体化し、
* 吉会線 … 敦化から老頭溝を経て図們江（豆満江）に至る線
* 長大線 … 長春から大賚（現、大安市）に至る線
* 吉五線 … 吉林から五常に至る線
* 延海線 … 延吉から海林に至る線
* 洮索線 … 洮南から索倫鎮（ソロン鎮）に至る線
の計5線の敷設を張作霖との交渉を通じて基本合意を実現した。当時、張作霖は北京にあって南方の軍閥や蔣介石と戦闘しており、山本と松岡は北京を訪ねて新線敷設の折衝を行ったが、張作霖は交渉引き延ばしを図り、ようやく山本らの要求を呑んで鉄道工事の許可を出した。しかし、細目の交渉をこれから進めようという段になって張作霖その人が亡くなってしまった。

#### 張作霖爆殺事件

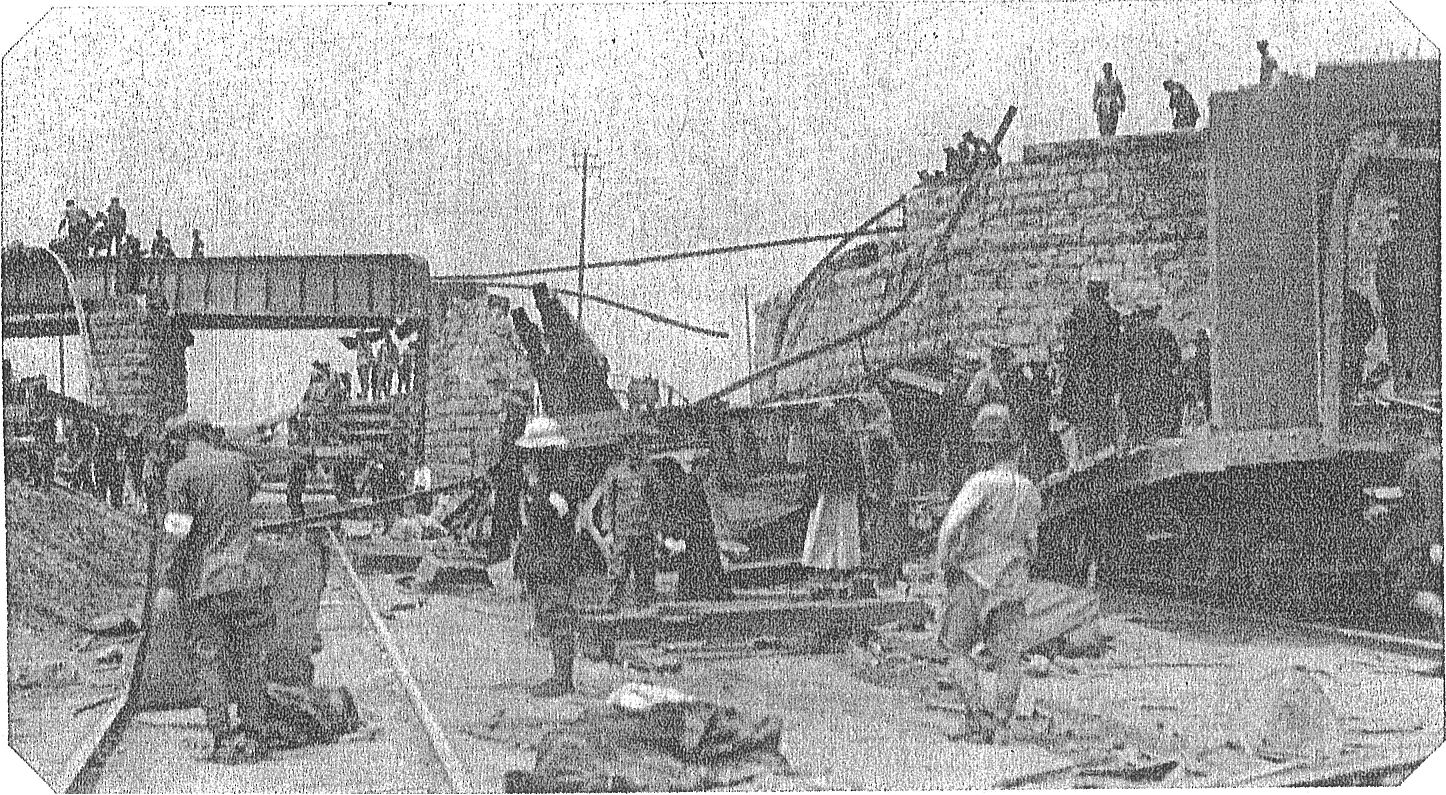
張作霖爆殺事件の現場

1928年、満鉄は米系ロシア人から情報提供を受け、ジャライノールなどで油田調査を開始したところ、1中国と朝鮮の国境の間島問題が深刻化し始めた。
1928年（昭和3年）6月4日、張作霖を乗せた専用列車が奉天郊外のクロス地点（京奉線と満鉄線の立体交叉点）付近で爆破され、北京から奉天に帰るため乗車していた張作霖が重傷を負い、2日後に死亡した（張作霖爆殺事件）。張作霖の爆殺を企てたのは、関東軍の高級参謀河本大作大佐、実行したのは独立守備隊の東宮鉄男らであった。河本らは張作霖を殺害して、父親との不和が噂されていた張学良を擁立しようとしており、彼は土肥原賢二などからは「親日の権化」とみられていた。東宮は中国人の苦力2人を殺害し、爆破を北伐軍の犯行とみせかけようとしたのである。
この事件の処理について、田中義一首相は元老の西園寺公望らの意向を入れて真相を究明し、陸軍軍人の関与が確認されたら厳しく処断するつもりであり、昭和天皇にも当初そのように上奏した。白川義則陸相も田中の意を受けて事件の真相を明らかにして処分しようと動いた。しかし、上原勇作や閑院宮載仁親王の両元帥はじめ陸軍の長老や他の陸軍首脳は田中・白川の方針に反対であり、白川は結局、張作霖の列車が爆破された線路の守備の責任のみを問う行政処分にとどめることを陸軍の総意とすることとした。田中内閣の他の閣僚も、田中の方針に反対したので、田中もその圧力に抗しきれず、最終的には、行政処分のみにとどめる方針に転じた。昭和天皇は、この田中の変化に強い不信をいだき、牧野伸顕や鈴木貫太郎にも諮問したうえで田中首相を問責した。
満洲の張作霖と中国本土の蔣介石という両反共政権による中国分割を前提に、その双方と交渉しつつ日本の権益を擁護するというのが、田中の「等距離外交」（服部龍二）ではあった。しかし、この外交路線は爆殺事件によって崩壊した。張作霖の子息、張学良は父親の死の事実を隠し通し、冷静に対処して時間を稼ぎながら体制を立て直し、奉天軍閥を率いる父の後継者に就任するという離れ業をやってのけた。1928年12月、張学良は国民政府の青天白日旗を掲げて易幟を行った。さらに張学良は、張作霖時代からの幕僚で親日派の巨頭だった楊宇霆と常蔭槐を1929年1月に暗殺して親日派を一掃した。田中外交は、こうして完全に行き詰まってしまった。爆殺事件の後、山本条太郎は臨時経済調査委員会を発足させ、これを既存の満鉄調査部と並存させつつも、より実際の立案にかかわる調査活動を委託せしめた。1929年6月20日、満鉄には再び理事会が設置され、トップの役職名は総裁に戻された。1929年7月、田中は首相を辞任した。山本は田中という後ろ盾を失ったこともあり、8月14日、満鉄総裁の座をおりた。新しい総裁には仙石貢が就任した。
一方、張作霖爆殺事件から4か月後、1928年10月には陸軍大学校兵学教官であった石原莞爾中佐が関東軍参謀に着任した。1929年5月には板垣征四郎が河本大作後任の高級参謀として着任した。7月、石原らは「対ソ作戦計画の研究」と題する参謀の「北満旅行」を実施し、約2週間で長春、ハルビンからハイラル、満洲里、洮南の各地をまわった。この旅行のなかで、石原は「戦争史大観」の講義をおこない、板垣はこれに強く共鳴したといわれる。また、石原は旅行中に「国運転回の根本国策たる満蒙問題解決案」を一行に示したが、これは日本国内不安除去のためにも、多数の中国民衆のためにも満蒙問題の積極的解決が必要で、これは日本の満蒙領有によって実現されるが、そのためには対米戦争も賭さなければならないというものであった。さらに石原は、満洲里において「関東軍満蒙領有計画」を一同に示したが、それによれば、長春もしくはハルビンに総督府を置き、大・中将を総督とする軍政を布いて、「日本人は大規模の企業及智能を用うる事業に、朝鮮人は水田の開拓に、支那人は小商業労働に、各々其能力を発揮し共存共栄の実を挙ぐべし」というものであった。石原が自身の構想を満鉄部内に持ち込んだのは、1930年3月の満鉄調査部での講話のレジュメが満洲領有計画構想そのものであったことからも知られる。石原は関東軍の調査機能が不十分であったところから、満鉄調査部に調査協力を要請していたのである。

### 満洲事変と満鉄改組
関東軍においては石原莞爾を中心に満蒙領有論が具体化されつつあった。もとより、これ以前にも21か条要求の際の明石元二郎などのように陸軍部内で領有論が唱えられたことはあったが、石原のそれは行政組織のあり方にまで踏み込んだものであり、具体性においても計画性においても従前の比ではなかった。石原の満蒙領有論は元来、世界最終戦論を念頭に置く限りにおいて、満洲プラス中国本土領有論であり、そうでなければ長期持久戦を戦い抜くだけの自給自足体制は確立しえないものであった。一方、関東軍内部には「門戸開放、機会均等主義を尊重」しながら事を進めるべきだとの論もあり、その中心人物が板垣征四郎であった。板垣の意見は、事変の長期化によって満蒙領有論が後退し、代わって独立国家樹立論が台頭するにおよんで、次第にその発言力を増していった。

#### 満鉄包囲網と世界恐慌
1929年秋に始まった世界恐慌は日本に深刻な影響をもたらしたのみならず、満洲にも多大な影響を及ぼした。恐慌により満鉄の営業成績が著しく悪化したことに加え、中国側は満鉄並行鉄道の建設を計画しており、もし、これが実現すると満鉄経由の貨物輸送がさらに減少し、経営は危機的状況に陥ることが懸念された。なお、中国では、1930年5月から、蔣介石と反蔣介石連合との間で中原大戦が始まっているが、その帰趨を決したのは張作霖の後継者、張学良であった。1930年9月、閻錫山のもとに汪兆銘・馮玉祥など反蔣の人々が立場を越えて集まり政権を成立させたが、反蔣の立場から期待されていた満洲の張学良は9月18日、蔣介石支持の立場を鮮明にしたのである。張学良は、国民政府との協議のなかで、東北政務委員会と東北交通委員会は、中央集権の強化を目指す立場には反しているとはしながらも、その存続を主張して蔣介石から了解を得ていた。

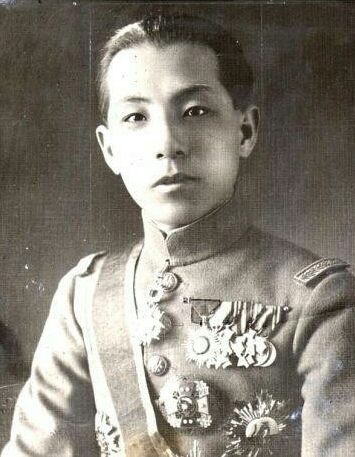
張学良

東北交通委員会は、日本の満洲権益の中核である満鉄を中国鉄道で包囲し、満洲中の貨物を満鉄から奪還し、満鉄の機能を麻痺させる計画を立てていた。すなわち、満鉄をはさむ東西の2大幹線を建設し、これを北平（北京） - 奉天間に集中させて、そのルート上に新たに築港して連絡させるならば、満鉄を包囲してその死命を制するのみならず、ソ連の権益鉄道である東支鉄道（東清鉄道）にも重大な脅威を与えることができるという構想である。資金調達は官民合弁で、なおも不足する場合には、鉄道が外国支配を招かないよう厳しい条件を付したうえで外国資本（特にアメリカ資本、ドイツ資本）を受け容れることとした。すでに7月より錦州南方の葫蘆島ではドイツ資本による大規模な海龍地区の港湾建設工事が始まっていた。東北交通委員会が計画する2大幹線が完成すれば、満洲南北の要地から中国鉄道を経由して葫蘆島へ至る距離は、満鉄利用で大連に行くのに比べて著しく短縮されるため、満鉄にとって一大脅威となることは充分に予想された。すでに完成している中国鉄道は、北寧（北平‐奉天）、奉海（奉天 - 海龍）、吉海（吉林 - 海龍）、吉敦（吉林 - 敦化）の東4線、北寧、四洮（四平街 - 洮南）、洮昴（洮南 - 昴昴渓）、斉克（チチハル - 克山）の西4線は連絡運転を開始しており、このうち、奉海・吉海の両線については連絡割引を実施するなど、満鉄圧迫策を強めた。
世界恐慌の影響は満洲においても端的にあらわれ、たとえば1930年（昭和5年）度に大連港で扱った輸出入貨物は、前年度に比べて輸出約200万トン、輸入約50万トン減少した。これは、当然満鉄の輸送収入を悪化させ、満鉄の鉄道事業の収益は前年の3分の1に落ち込み、2,000人の従業員の解雇を余儀なくされた。さらに、長期的に低落していた銀相場が1930年に入って暴落したことも、銀建運賃をとっていた中国鉄道には有利である反面、金建運賃をとっていた満鉄には大きな痛手であった。すなわち、銀貨国において金建運賃を採用している満鉄にあっては、銀暴落は必然的に運賃高騰を招くのであって、安価なライバル線に貨物輸送が奪われるのは当然のことだったのである。
世界恐慌、銀安、満鉄包囲網といった悪条件が重なり、1930年以降の満鉄をめぐる情勢は深刻なものとなっていった。1930年の国勢調査では、関東州と南満洲鉄道付属地帯（満鉄付属地）に居住する日本人は、それぞれ10万人を超えていた。在満日本人22万8,000の大部分は満鉄附属地に住し、満鉄ならびにその付属会社に直接間接に依存して生計を立てていたのである。
浜口雄幸内閣の外相、幣原喜重郎は、北伐以後の国権回復運動が満鉄包囲網の形成へと向かうことで「満鉄を死地に陥れ」るものとなるという危機感をもち、1930年11月上旬、対満鉄道交渉方針を打ち立て、懸案事項に関する大幅な譲歩方針を決定した。つまり、田中内閣のときの山本・張作霖協定5鉄道のうち、正式請負契約の未だ成立していない3鉄道、すなわち吉五線（吉林 - 五常）、延海線（延吉 - 海林）、洮索線（洮南 - 索倫鎮）についてはすべて中国の自弁敷設に任せることとし、正式契約の成立している2路線についても、長大線（長春 - 大賚）は中国が自弁鉄道を敷設するよう努め、吉会線については敦化-老頭溝間のみを日本が敷設し、老頭溝-図們江に関しては当分権利を留保するにとどめることとして、中国側の国権回復熱の沈静化を図ろうとしたのである。ただし、中国側が敷設を予定している鉄道のうち満鉄にとって致命的と考えられる、鄭家屯 - 長春、鄭家屯 - 彰武、洮南 - ハルビン、洮南 - 通遼については、その敷設を阻止するためにあらゆる手段を講じることとした。そして、これまで満鉄平行線として抗議してきた吉海線（上述）と打通線（打虎山 - 通遼）については、永続的な連絡協定が満鉄と中国鉄道とのあいだで結ばれることを条件に抗議を撤回することとした。幣原の案は必ずしも全面的な妥協ではなかったが、山本・張協定からみれば甚だしい後退であり、また平行線の吉海・打通への異議を撤回する一方で洮南-通遼などの建設を絶対阻止しうるかについては甚だ疑問であると言わざるを得ず、全面的後退を余儀なくされることも考えられた。幣原の方針は、11月14日付の訓令によって重光葵駐華代理公使に伝えられた。

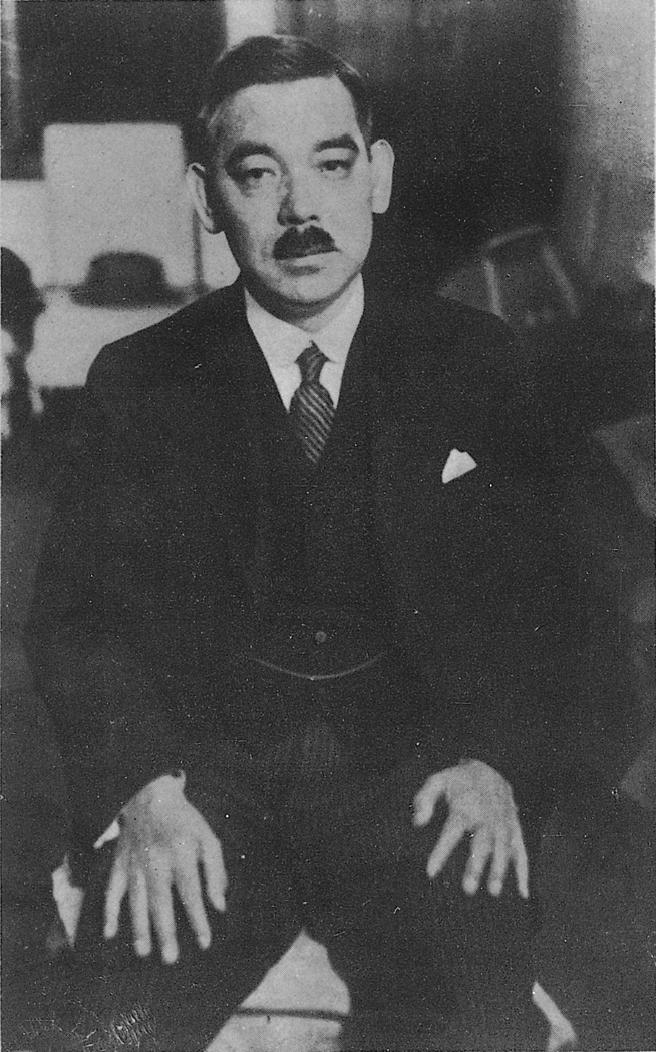
「満洲の弐キ参スケ」のひとり、松岡洋右

1931年（昭和6年）1月、前満鉄副総裁で政友会代議士の松岡洋右は帝国議会で「満蒙はわが国の生命線である」と述べて満蒙の重要性を強調した。松岡によれば、満蒙に日本が勢力を張るに至ったのは、中国が朝鮮の独立に脅威を与え、ロシアが日本の存立を脅かしたからであり、それを日本は日清・日露の両戦争を勝ち抜いたことで満蒙権益が認められたのであるとした。しかるに、現在の満蒙は国民の経済的自立にとって欠かせない地域となっているにもかかわらず、国防上の危機にさらされているとして幣原外交を「軟弱」と批判して、武力による強硬な解決を主張した。

#### 満洲事変

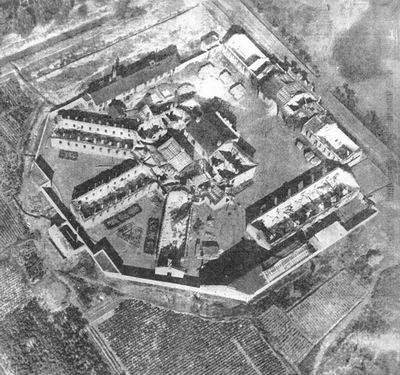
1931年9月18日から19日にかけて関東軍（独立守備隊）の攻撃をうけた北大営

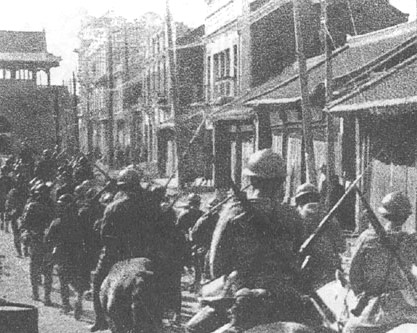
日本陸軍第2師団の奉天入城（1931年9月18日）

1931年9月18日、関東軍は、張学良が北平に滞在し、奉天軍閥の主力が長城以南に結集、さらに残存留守部隊が東三省に分散配置されていた間隙をぬって、奉天郊外柳条湖で満鉄線路爆破事件（柳条湖事件）を引き起こした。そして、それを中国側の仕業と発表して懸案の満洲占領作戦を実行にうつした。関東軍の作戦計画は、各部隊を迅速に奉天に集中させ、戦闘開始の劈頭で東北軍主力を叩き、その権力中枢を麻痺させようというもので、そうすれば四分五裂する張学良軍を攻撃したり、買収したりするのは比較的容易であるという考えであった。いずれにしても、関東軍は第2師団と独立守備隊から成る公称1万余（実際は8,800）の少数兵力をもって、留守部隊とはいえ戦車、航空機、重火器、若干の毒ガス兵器を装備した張学良軍20万余と対峙したのである。関東軍は野戦訓練を重ね、24センチ榴弾砲を秘密裏に奉天に運び入れて夜襲と威嚇射撃により相手の虚を突く軍事行動を展開した。実際、榴弾砲の轟音と地響きとは、東北軍のみならず奉天市民を恐怖に陥れた。北平にあった張学良は日本軍の挑発に乗らないよう無抵抗を指示し、そのため奉天軍の軍事拠点であった北大営と奉天城は短期間で占領された。
柳条湖事件勃発のときから政府は陸軍の謀略であることを強く疑っており、9月19日の本庄繁関東軍総司令官からの増援要求も一蹴されていた。閣議でも不拡大方針が確認され、幣原喜重郎外相や井上準之助蔵相が南次郎陸相に対し、部隊の原駐地への帰還を強く迫った。そこで関東軍は吉長線経由で吉林に第2師団主力を送り込み、わざと奉天の警備を手薄にして朝鮮軍に来援を要請したが、9月19日、金谷範三参謀総長は出兵を制止した。関東軍は9月21日には吉林を占領し、同日、かねてより来援を要請されていた林銑十郎を司令官とする朝鮮軍が独断で鴨緑江をわたり、満洲に入った。本来、国境を越えての出兵は軍の統帥権を有する天皇の許可が必要だったはずだが、林はその規定を無視した。そして9月28日までには袁金鎧を奉天地方維持委員会委員長に、煕洽を吉林省長官に誘い出して彼らを用いて奉天省・吉林省の張学良からの独立を宣言させた。黒竜江省の占領もねらったが、早期の占領は無理と判断すると黒竜江省首席代表の馬占山とは妥協し、北部満洲の治安の安定を図った。当時の満鉄総裁であった内田康哉以下の満鉄首脳は当初、事変の不拡大を望んでいたが、理事の中で唯一、事変拡大派であった十河信二の周旋で内田が本庄司令官と面談すると、内田は急進的な事変拡大派に転向し、満鉄は上から下まで事変に協力することとなった。
ところが、満洲情勢は混迷の一途をたどっていた。関東軍の一撃は確かに奉天軍閥を麻痺させることには成功したが、それは満洲土着の「馬賊」や「匪賊」の跳梁を促し、これに東北軍の敗残兵が加わることによって内陸部はもとより満鉄沿線の治安も悪化の一途をたどり、ハルビン占領はおろか関東軍はその主力を満鉄沿線にとどめて治安維持にかかりきりになるような有り様だったのである。加えて、敗残兵による在満朝鮮人虐殺事件が連日報じられており、鉄道付属地には内陸部から避難した在満朝鮮人が陸続となだれ込んで、深刻な事態となっていた。若槻禮次郎内閣はしかし、ここに至っても慎重であり、なおも増派を認めなかった。
手詰まり状態に陥った石原がここで考えたのが、張学良の対満反攻拠点であった錦州への空爆である。10月8日、石原莞爾は本庄に無断で錦州軍政府に爆撃を加えた（錦州爆撃）。錦州爆撃は規模としては小さいものであったし、また、これによって軍政府が機能しなくなったわけでもなかったが、国際社会はこの事件に大きな衝撃を受けた。天津の支那駐屯軍は、今度は自分たちの出番だと色めきだって錦州への南方からの陸路侵攻を図ったが、南と金谷はこれに機敏に動き、厳しい制止と増派の不可を宣して支那駐屯軍の暴走はひとまず食い止められた。12月初旬頃の関東軍の作戦行動は南北ともに行き詰まっており、昭和天皇の事変不拡大の意思も固かった。第2次若槻内閣と参謀本部は連携して関東軍の策動を抑え込んでいた。国際連盟の論調も風向きが変わり、極東における安定勢力は結局日本なのだから、しばらく日本の力により満洲の無政府状態を収拾するほかないとして、ジュネーヴでは満洲の委任統治構想が急浮上していた。英仏伊の3国は錦州一帯に中立地帯を設定し、そこに国際警察軍のような組織を進駐させるという打開策の提示に動き始めていた。こうした状況を受けて若槻内閣は、奉天に内田満鉄総裁を委員長とする「満洲対策協議委員会」を設置して、本国政府の意向を出先に周知徹底させるためのシステムを満鉄を中心に作り上げようとした。こうして、事態は政党内閣によって収拾されつつあるようにみえた。
しかし、アメリカ合衆国のヘンリー・スティムソン国務長官の記者発表によって事態が急転する。スティムソンは、アメリカ駐日大使を経由した幣原外相談として今後関東軍の錦州攻撃は行われないであろうとの談話を発表するが、これが日本国内のメディアで報道されるや、幣原は外国の政権担当者に軍事作戦を約束しており、これは統帥権干犯にあたるとして猛烈な反発を招いたのである。皇道派、平沼騏一郎らの流れを汲む右派、関東軍の行動を支持していた人びとはこぞって幣原を攻撃し、幣原・南・金谷の求心力は低下した。動揺した若槻内閣は結局、12月に退陣した。

#### 満洲国の成立と満鉄

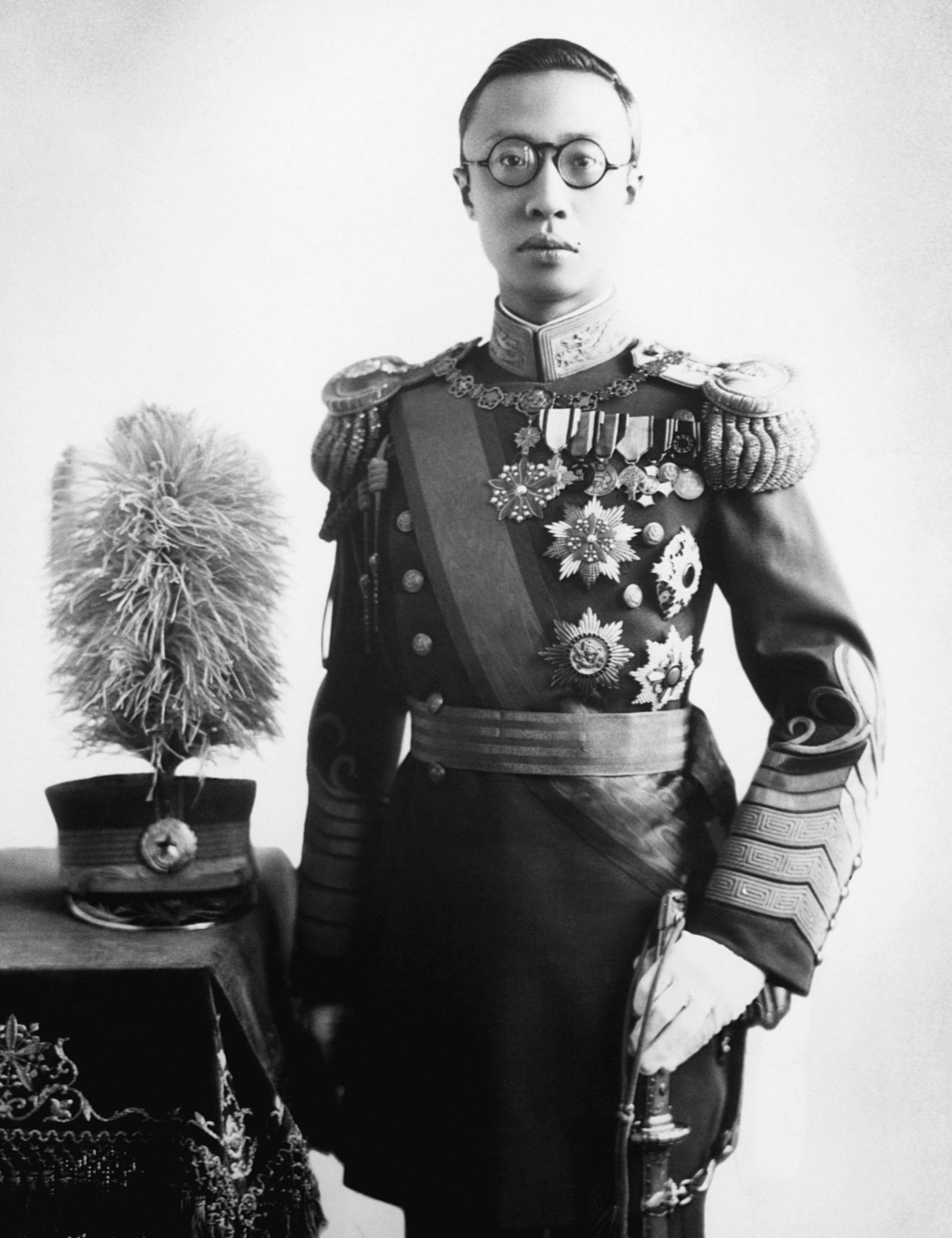
満洲国執政となった愛新覚羅溥儀

第2次若槻内閣総辞職によって、立憲政友会の犬養毅に大命が下される一方、八方ふさがりの状態にあった関東軍が息を吹き返した。関東軍は1932年2月までに東三省のほとんどを占領し、2月5日のハルビン占領と7日以降の馬占山協力の姿勢をみて満洲独立政権の動きが急激に高まった。東三省の要人たちは本庄繁関東軍総司令官を訪問し、満洲新政権に関する協議をはじめた。関東軍は、2月16日、奉天に黒竜江省長張景恵、奉天省長臧式毅、吉林省長煕洽、そして馬占山の「四巨頭」を集めて張景恵を委員長とする東北行政委員会を組織し、そこでは馬占山が黒竜江省長官に任命された。2月18日、「党国政府と関係を脱離し東北省区は完全に独立せり」という、満洲の中国国民党政府からの分離独立が宣言された。そして2月24日、元首の称号は執政、国号は満洲国、国旗は新五色旗、年号は大同の基本構想が立てられた。
1932年3月1日、張景恵宅において、上記「四巨頭」に熱河省の湯玉麟、内モンゴルのジェリム盟長チメトセムピル、ホロンバイル副都統の凌陞を加えた東北行政委員会が開かれ、清朝の廃帝愛新覚羅溥儀を執政とする満洲国の建国が宣言された。満洲国の首都は長春が選ばれて「新京」と命名され、国務院総理（首相）には鄭孝胥が就任した。人口3,400万人、面積は現在の日本の約3倍の115万平方キロメートル、五族共和のスローガンが掲げられたものの、事実上の支配権は関東軍の手にある傀儡国家であった。3月10日、溥儀と鄭孝胥の間で秘密協定が結ばれ、満洲国の国防・治安維持費用は満洲国政府が負担すること、満洲国の鉄道その他社会資本は日本が管理すること、日本が必要とする各種施設は満洲国が準備すること、官吏に日本人を採用し、選任は関東軍司令官の推薦に委ねることが合意された。これは、のちの日満議定書で確認されることとなった。
犬養内閣は、積極外交を方針とする政友会中心の内閣であったが、それでも満洲国を即座には承認しなかった。3月12日、犬養は「満洲国承認に容易に行わざる件」を天皇に上奏し、天皇もそれを喜んだ。犬養首相はしかし、五・一五事件で暗殺され、これにより戦前の政党内閣は幕を閉じた。後継首相は斎藤実であった。斎藤内閣は政友会・民政党からの入閣を得て「挙国一致内閣」として成立したが、世論は満洲事変を熱狂的に支持しており、斎藤も1932年9月には日満議定書を結んで満洲国の承認に踏み切った。
1932年4月、軍部に批判的だった江口定条副総裁は憲政会に近いこともあって解任され、これを知らなかった内田康哉総裁が辞表を提出する事態となったが、内田は軍部の慰留を受けて辞任を撤回した。内田は、この年の7月、斎藤内閣の外務大臣に就任するため満鉄総裁を転出し、林博太郎が新総裁となった。
1932年8月8日、関東軍首脳に人事異動があり、軍司令官に武藤信義大将、軍参謀長に小磯国昭中将、参謀副長に岡村寧次少将が就任し、高級参謀板垣征四郎は関東軍司令部付に、同参謀石原莞爾は参謀本部付に転じた。満鉄の監督官庁は満洲国建国以後、日本の在満洲国特命全権大使であったが、この8月8日をもって関東軍司令官が在満全権大使と関東庁長官を兼任することとなり、その権限は飛躍的に拡大した。関東軍はまた、極東ソ連軍の増強に対抗すべく、わずか1個師団であった戦力が急速に拡大された。こうして満鉄は事実上、関東軍の支配下に入った。関東軍のなかには、これを機に満鉄の組織を徹底的に改編しようという構想が培われていった。

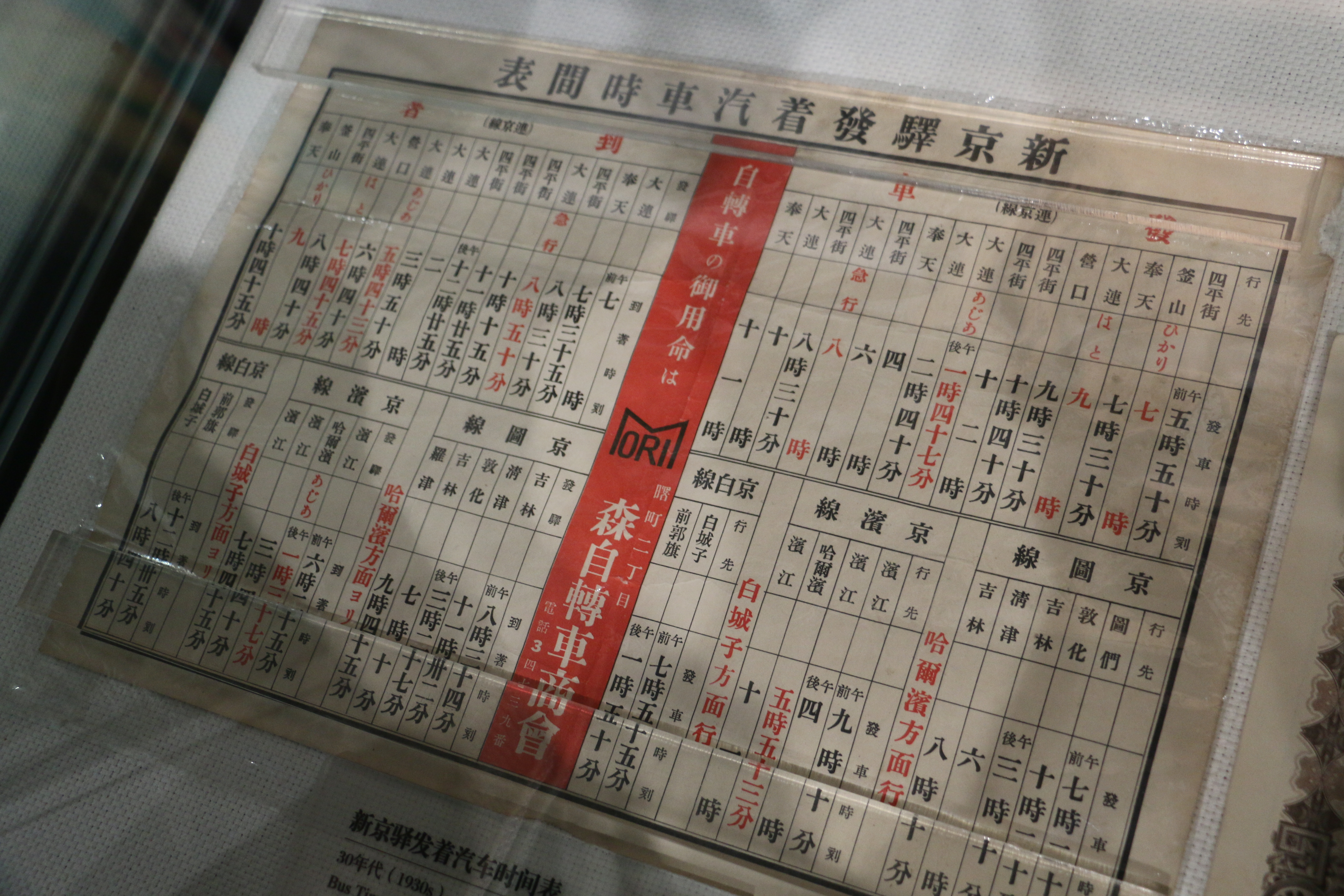
満鉄新京駅時刻表（中国工業博物館蔵）

1932年中、満鉄は関東軍の作戦範囲の拡大に応じて装甲列車を走らせるなど、作戦鉄道としての機能が全面的に発揮された。そして、3月の満洲国成立以降、中国東北にあった国有鉄道は満洲国政府が管轄することとなった。1933年2月9日、満洲国管轄下の鉄道（満洲国国有鉄道）は、南満洲鉄道が満洲国政府に対して供与する借款の担保というかたちで、満鉄が経営を委託された。委託経営することとなった既設の鉄道は2,939.1キロメートルであった。3月1日から委託経営が実施され、満鉄は奉天に鉄路総局を設置した。また、満鉄には鉄道新設の権限もあたえられ、同日、鉄道建設局を大連の本社内に置いた。これにより満鉄が本来所有する路線を「社線」、国鉄線（満洲国国有鉄道の路線）を「国線」と呼ぶようになった。こののち新線建設の計画が実施されたのは、長春 - 大賚 - 洮安間など旧来から懸案となっていた路線や、関東軍が対ソ作戦のために必要と認めた東満や北満の鉄道網であった。
なお、国内では1933年、日本共産党の最高幹部だった佐野学と鍋山貞親は獄中から転向声明を発したが、これを機に大量転向が現れた。かれら転向者には、統制経済や国家官僚を通じた計画経済に新たな期待を寄せ、国家社会主義をとなえる者が多かった。新国家満洲に新たな理想を求めた転向者も多く、満鉄には数多くの左翼運動からの転向者がいた。
満鉄幹部で外交官の松岡洋右は1933年3月に国際連盟を脱退し、岸清一没後の帝国弁護士会は1934年に軍備拡大支持の声明を発し、日本政府はワシントン海軍軍縮条約を破棄した。

#### 北満鉄路の接収と「あじあ号」の登場
従来の中東鉄道については、満洲国建国後の1933年5月30日、ソ連と満洲国との合弁事業となったが、満鉄ではこの鉄道を「北満鉄路」と称した。北満鉄路は、ソ連から有償で譲り受け、完全に満洲国の国有鉄道に移管する方針が立てられ、同年6月26日より譲受の交渉が始まった。北満鉄路（中東鉄道）側は、周囲に満洲国国有鉄道の線路網が張りめぐらされて経営困難になっていたのである。ソ連側から北満鉄路の譲渡が打診され、満ソ両国代表にオブザーバーとして日本政府代表が参加したが、譲渡価格がソ連側2億5000万ルーブル（6億2500万円）に対し、満洲国側が5000万円でまったく折り合わなかった。結局、1年以上の交渉を経て1934年9月21日に譲渡価格1億4000万円、ソ連側退職者の資金3000万円の計1億7000万円で妥結し、1935年1月22日に細目協定が成立、同年3月11日に仮調印、3月23日には譲渡協定のほか債務にかかわる満ソ秘密議定書、最終議定書など5件の正式調印を完了して北満鉄路全線の接収がなされた。接収した鉄道線路の総延長は1,732.8キロメートルであった。
北満鉄路の軌間は5フィートであったため、標準軌に改軌する工事が必要で、新京・ハルビン間は1935年8月22日に着手し、29日に準備終了、30日の運転が終了後に作業を開始し、終了予定は翌日8時だったが全部の作業を7時50分に終了して試運転もおこない、ただちに平常業務がなされた。作業参加人員は2,508名、通信設備その他の切り替えもこの時なされ、この工事は満鉄の技術力を示すものとして高く評価された。

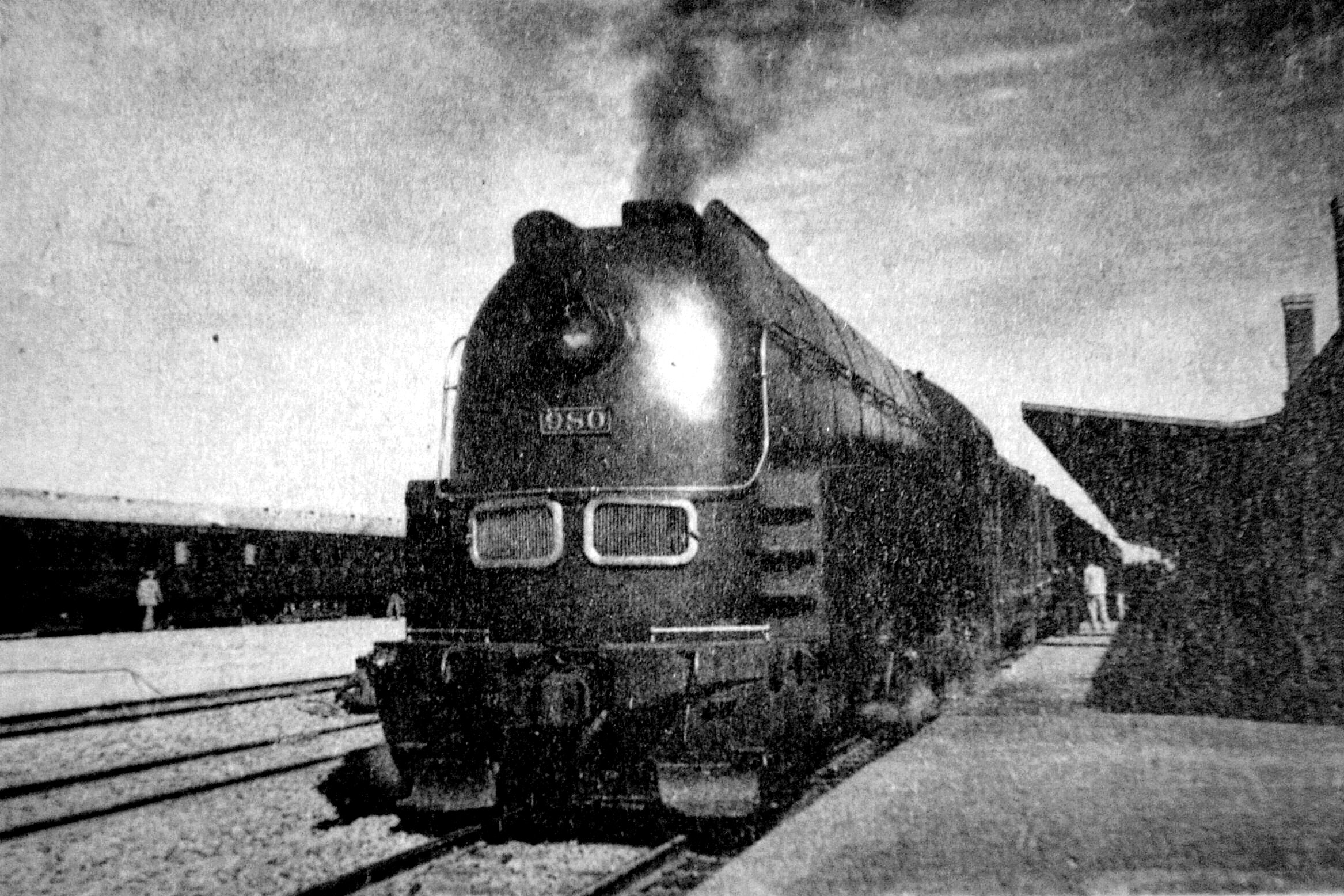
満鉄のシンボル、特急「あじあ」

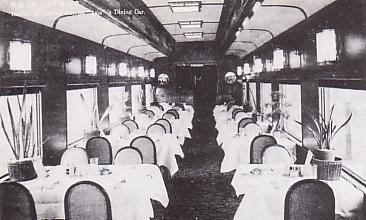
南満洲鉄道旅客列車の食堂車

1934年、大連 - 新京間に満鉄最初の特急「あじあ」が登場し、大連 - 新京（長春）間700 kmあまりを8時間半で結んだ。北満鉄路接収後の1935年9月には運転区間は哈爾濱（ハルビン）まで延長された。

#### 満鉄改組
満洲国成立当時の満鉄は、資本金4億4000万円、鉄道・港湾・炭鉱の三大事業に加えて附属地4万9000ヘクタールをかかえており、傍系会社は1936年までに77社に達していた。鉱山開発や森林開発は満洲国成立以前から進めており、なかでもは鞍山製鉄所を中心とする鉄鋼業と撫順炭坑を中心とする石炭については特に力を入れてきた。『満鉄コンツェルン読本』によれば、傍系会社の資本金は7億円を越え、満鉄の持株はその49.3パーセントに達した。
満洲国成立後は、満洲の経営の中心は満鉄から関東軍に移り、満洲国政府にも日本から高級官僚が送られてきて力を持つようになった。しかし、関東軍にとって満鉄だけが支配できない組織であった。満鉄を支配できなければ、満鉄が経営している工業部門を統制できないと考える人びとは、満洲国の経済における満鉄の独占的地位を問題とした。そこで、満鉄が支配している各種会社を満鉄から切り離して特殊会社とし、満鉄を鉄道と調査部門に特化させる方向が示された。1935年（康徳2年/昭和10年）には日満間で鉄道売却の協定が成立し、形式上は満洲国の所有に帰することとなった。こうしたなか、1935年より満鉄総裁となった松岡洋右は大調査部構想を掲げ、調査部門の強化を図った。満洲国の成立後は国策として満洲移民が奨励され「開拓地」が広がったことや対ソ防衛上の見地から北部や東部に向かう路線の建設に力を注がれた。北黒線や虎林線はその代表例である。満洲・朝鮮・日本の連絡強化も推進された。
一方、満洲国における本格的な重工業開発は、1936年に始動した産業開発5か年計画に沿って行われた。それは25億円を投じて鉄鋼・石炭・兵器・自動車・飛行機などの重工業を重点的に育成することを目標としていた。この5か年計画を指導した中心人物が、戦後内閣総理大臣となった岸信介であった。岸は商工省の高級官僚であったが、日本政府が直接資本を投入することにはさまざまな制約があった。そこで、当時新興財閥と呼ばれた鮎川義介の日本産業株式会社（日産コンツェルン）を満洲に引き入れる方策がとられた。日産は、傘下に日産自動車、日立製作所、日本鉱業、日本化学工業など130社、従業員15万人を擁する一大コンツェルンであったが、それがそっくり満洲へと移転したのである。すでにシナ事変（日中戦争）の始まっていた1937年12月のことであり、社名も満洲重工業開発（通称、「満業」）に改めた。満業は2億2500万円を出資し、1938年3月、満鉄は鞍山製鉄所をはじめとする重工業部門を満業に提供した。こうして、満業には昭和製鋼所や満洲炭坑など、重工業のほとんどが集中した。また、満蒙開拓団の入植地確保のため、関東軍の指示で用地買収を行なったのは満業の子会社の東亜勧業であった。

### 戦時下の満鉄

#### 鉄道総局への改組
満洲国成立後、本来の路線（社線）のほかに、満洲国が1935年にソ連から買収した北満鉄路を含む国線や北部朝鮮の一部の鉄道の運営と新線建設を受託し、営業キロ数を格段と伸ばしていった。これに対応するため満鉄は、1936年10月1日、鉄路総局・鉄路建設局、そして満鉄の鉄道部を全て統合し、奉天に「鉄道総局」を設置した。これは実質的な経営統合であり、満洲内の鉄道を統括する大事業者として君臨することを意味していた。満鉄と国鉄の経営統合は、関東軍の意向をくじくものであり、満洲の鉄道事業にさかんに干渉してくる関東軍に一矢報いる行動であった。また、従来は満鉄線と満洲国鉄線を区別していた市販の時刻表も「鉄道総局線」として同一に扱うようになった。

#### 満蒙開拓団
満蒙開拓団の事業は、昭和恐慌で疲弊する内地農村を中国大陸への移民により救済すると唱える加藤完治らと屯田兵移民による満洲国維持と対ソ戦兵站地の形成を目指す関東軍により発案され、反対が強い中、試験移民として発足したものである。1936年までの5年間は「試験的移民期」にあたり、年平均3000人の移民が日本より送りだされた。
1936年の二・二六事件により政治のヘゲモニーが政党から軍部に移り、高橋是清蔵相が暗殺されると、移民反対論も弱まり、広田弘毅内閣は、本事業を七大国策事業に位置づけ、「満洲開拓移民推進計画」を決議した。同年末には、先に関東軍作成の「満洲農業移民百万戸移住計画」をもとに「二十カ年百万戸送出計画」が策定された。これは、1936年から1956年の間に500万人の日本人を移住させるとともに、20年間に移民住居を100万戸建設するという計画であった。日本政府は、1936年には2万人の家族移住者を送り込んだ。移住責任者は加藤完治で、業務を担っていたのは満洲拓殖公社であった。

#### 日中戦争の勃発

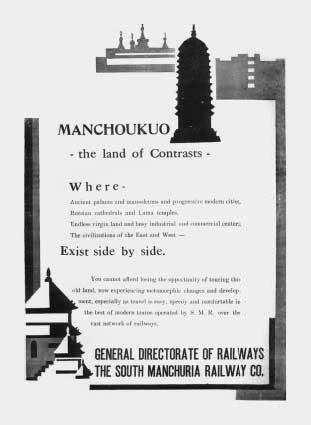
1937年の南満洲鉄道の広告パンフレット

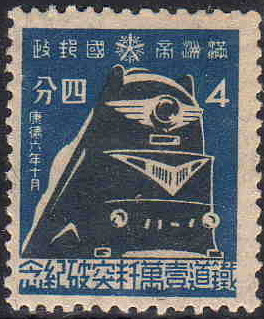
鉄道壱万粁突破紀念切手（1939年10月21日発行）

1937年7月の日中戦争開始後は華北に広がった日本軍占領地域との一体化を企図しての路線も建設された。1938年に開通した錦古線は、金峯寺 - 古北口を結ぶ路線で、京奉線を経由することなく関内と関外を結ぶ新路線であった。
一方開拓移民は、日中戦争の拡大により国家総力戦体制が拡大し内地の農村労働力が不足するようになると、成人の移民希望者は激減した。しかし、国策としての送出計画は何ら変更されることがなかった。1937年、満蒙開拓青少年義勇軍（義勇軍）が発足し、1938年に農林省と拓務省による分村移民の開始、1939年には日本と満洲両政府による「満洲開拓政策基本要綱」の発表と矢継ぎ早に制度が整えられた。日中戦争の始まる1937年から太平洋戦争開戦の1941年までの5年間の年平均送出数は3万5000人にのぼり、1942年までに送り込まれた農業青年は総数20万人におよんだといわれる。日本政府は計画にもとづきノルマを府県に割り当て、府県は郡・町村に割り当てを下ろし、町村は各組織を動員してノルマを達成しようとした。
大規模な鉄道建設のため、1939年に満鉄の鉄道営業キロは1万キロメートルを超えた。この時、満洲国ではパシナ形機関車を図案にした記念切手が発行され、満鉄自身も盛大な記念式典を挙行し、記念映画も制作された。しかし、路線計画の方はこの時点で一段落し、後は細々した支線を建設するだけとなっていた。こうして満鉄は、いわば全盛の状態で太平洋戦争を迎えることとなったのである。1940年、満鉄の資本金が14億円に増資された。

#### 戦局の悪化
日中戦争が泥沼化するなか、1941年4月にはソ連と日ソ中立条約を結び、7月には大本営が関東軍特別演習動員の命令を下した。これは、独ソ戦開始に呼応し、対ソ戦を準備した大きな賭けであったが、結果としては対ソ戦争の断念と南進論の採択、それによる米英勢力との対立、さらにソ連による対日参戦の口実をまねいた。開戦には至らなかったものの、70万におよぶ大動員によって全満洲が臨戦態勢のもとにおかれ、ここにおいて満鉄の軍事輸送機能は最大限に発揮されることが要求された。1941年12月、日本はアメリカ・イギリスに対し宣戦を布告し、太平洋戦争が始まった。
1942年10月、日本国内の鉄道は時刻表示を満洲・朝鮮のそれに合わせて24時間制とし、11月には関門トンネルの開通にともなう大幅な時刻改正をおこなった。このころは、下関・釜山をむすぶ海底トンネルが計画され、一時的にではあるが「大東亜共栄圏」を鉄路で結ぼうという輸送体制の構築が一定の現実味を帯びて構想されていた。しかし、同年の泰緬鉄道の建設、1944年の大陸打通作戦などにより大東亜共栄圏構想による交通網の形成はしだいに意味を失っていき、また、戦局の悪化がそれを不可能なものにしていった。
1943年には奉天の鉄道総局そのものが廃止された。満鉄本社が新京に移され、鉄道総局の業務は満鉄本社に継承された。満鉄の看板列車であった「あじあ号」も1943年2月、突然運休し、そのまま姿を消した。満蒙開拓団は、1941年以降は統制経済政策により失業した都市勤労者からも編成されるようになったが、日本人の満洲移住は、日本軍が日本海及び黄海の制空権・制海権を失った段階で停止した。戦局の悪化にともない、満洲在留の軍民は「根こそぎ動員」の対象となっていった。
かつて松岡洋右らによって強化された調査部門であったが、戦時中の思想取り締まりによって満鉄調査部が左翼的であることが問題視された。1940年7月、満洲国協和会中央本部の実践科主任であった平賀貞夫が、日本共産党の再建グループに関与しているという容疑で逮捕された。当時、満洲における農事合作社運動には、日本におけるいわゆる左翼運動からの転向者が多く参画しており、平賀と合作社運動参加者とのあいだに日本共産党再建の芽があるとにらんでいた関東軍憲兵隊は、内部偵察によって一合作社幹部の公金横領の事実をつかみ、1941年11月、満洲国警察と協力して合作社運動に参加していた51名（朝鮮人1名、中国人3名をふくむ）を一斉に逮捕した。これが合作社事件である。
憲兵隊はゾルゲ事件の直後でもあり、必ずや合作社運動の背後に共産党組織があるものとみて、どうにかしてその証拠をつかもうという焦燥感に支配されていた。合作社事件は、裁判の結果、5人が無期、11人が有期の懲役刑が下されたが、その取り調べのなかで逮捕されていた鈴木小兵衛が転向声明を発し、当局への協力を誓って「同志の裏切りを敢て」おこなうとして「一切を供述する」と述べた。ただし、この供述もどこまで事実を正確に伝えているかは不明であり、供述自体、一種の辻褄合わせであった可能性も指摘されている。いずれにせよ、憲兵隊はこの供述をもとに1942年9月と1943年7月の2度にわたって、満鉄調査部関係者の大量検挙をおこなった（「満鉄調査部事件」）。これによって調査部門もまた活力を失ったが、憲兵隊には左翼運動や左翼思想に関する予備知識が不足しており、具体的な容疑は実のところ何も出てこなかった。結局、多くの人が手記を書かされ、国家への忠誠を誓わせられ、ほんの数名が執行猶予付きの比較的軽微な徒刑判決でこの事件は幕を閉じた。
1945年5月30日、大本営は関東軍の戦闘序列を下命してソ連の対日参戦に備えたが、このとき示された「満鮮方面対ソ作戦計画要領」では、関東軍は京図線・連京線より東の要地を確保しながら持久戦態勢をとる方針が採られた。結局のところ、満洲国の大部分は戦略的に放棄されることとなったのである。

### 敗戦と満鉄閉鎖

#### 最後の奮闘と満鉄の解体
1945年（康徳12年/昭和20年）8月9日、ソビエト連邦は宣戦布告と同時に、満洲・北朝鮮に対する侵入を開始した。関東軍は7月以降、「根こそぎ動員」によって70万の兵員をそろえていたが、装備も練度も不足していた。また、関東軍は、開拓農民含めた200万人近い在満の日本人を安全に引き揚げさせる手だてを講じなかった。のみならず、関東軍は民間人の乗った列車を切り離して置き去りにしたことさえあったという。満鉄は、社員出身の初めての総裁となった山崎元幹の指示のもと、軍隊の撤退と民間人の引き揚げ輸送に粉骨砕身の努力を傾けた。この営みは、8月15日の玉音放送後も変わりなくつづけられた。8月17日、関東軍総司令官山田乙三は、最後の満鉄総裁となった山崎に対し「満鉄のことはすべて総裁に任せるほかない」と告げている。8月20日、山崎総裁は「在満邦人と満洲の安寧保全に挺身」「輸送及生産機能の確保」とを満鉄全社員40万人（うち日本人約14万人）に向けて訓示した。関東軍解体ののちも満鉄は在留日本人にとって大きな拠り所であった。
満鉄は、満洲に侵攻したソ連軍に接収された。満鉄保有の諸施設は1945年8月27日に発表された中ソ友好同盟条約により、中華民国政府とソビエト連邦政府の合弁による中国長春鉄路に移管された。しかし、9月22日の中国長春鉄路理事会にはソ連側役員は着任したものの、中国側は着任できなかった。この状況をみた山崎総裁は、満鉄が業務管理から手を引くのをまずいと考え、43名の満鉄社員を主席監察および補佐として早急に各局に派遣している。ソ連側と満鉄側はその前後から引継ぎ・引き渡しの作業をおこない、9月27日、ソ連軍は22日付で満鉄が消滅したことを通告した。9月28日、山崎は南満洲鉄道新京本部の標札を外させた。中国側役員が長春に到着したのは10月に入ってからで、何らなすところなかったと伝わっている。1946年1月15日、ソ連軍は満洲からの撤退を開始した。1月21日、ソ連政府は中華民国政府に対し、満洲より搬出した産業施設は戦利品であると通告したという。
その後、国共内戦によって1949年に中国共産党率いる中華人民共和国が成立し、1955年には中国政府への路線引き渡しが完了した。
日本国内における拠点等は1945年9月30日、GHQが発出した「植民地銀行、外国銀行及び特別戦時機関の閉鎖」に関する覚書に基づき、即時閉鎖（閉鎖機関）が行われた。ただし、満鉄東京支社の財産などが残っていたため、会社の清算結了（法人格消滅）は1957年4月13日までずれ込んでいる。

#### 天水会と満鉄会
満鉄社員は総裁以下、1945年9月30日付で全員解雇となった。しかし実際には、現地の鉄道輸送の人員や技術者が不足しており、山崎総裁はじめ旧満鉄社員の多くはソ連や中華民国の依頼によって現地に留められ、鉄道運行などの業務に従事させられた。これは「留用」と称され、山崎総裁の留用が終わったのは1947年8月、日本の地を踏んだのは同年10月のことであった。ほとんど全ての社員は1948年6月4日を以て留用を終えた。なお戦中の満鉄総裁であった大村卓一は、1945年11月、中国共産党軍のゲリラに逮捕され、暴行を受けたのち獄死した。
しかし、一部は1949年の中華人民共和国建国後も続き、現地から他の地域の鉄道建設へと駆り出された。天水 - 蘭州間の天蘭線（現在の隴海線の一部）はその成果の一つであり、天蘭線建設に従事した人々は、帰国後の1953年に「天水会」を組織した。
一方、日本国内では1946年（昭和21年）、未払い退職手当の支払い、旧社員の就職斡旋などを目的として「満鉄社友新生会」が発足した。その後、1954年（昭和29年）7月に「財団法人満鉄会」に改組し、退職手当支払いとあわせ、満鉄社員及び満洲関係引揚者の援護厚生、満鉄の資料保有などを行った。満鉄会の会員は最盛期で約15,000人にのぼったが、2016年（平成28年）3月末をもって解散した。

#### 満鉄の遺産

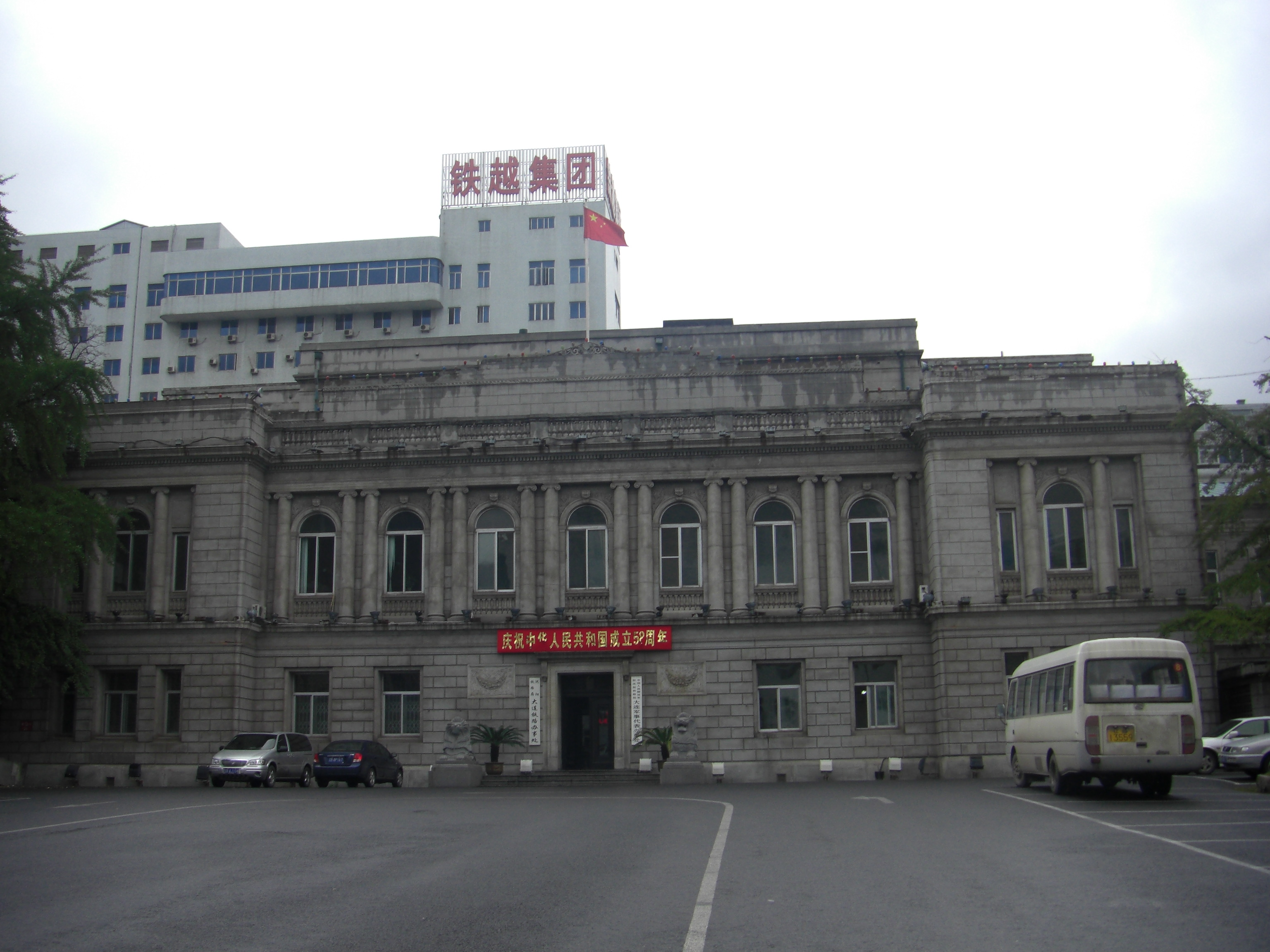
大連の旧満鉄本社（2007年10月撮影）
----
2014年に遼寧省文物保護単位に指定され、現在は博物館として利用されている。

満鉄が満洲の地に残した各種インフラは、日本が撤退して中華民国に返還されたのち、中華人民共和国に移り、1980年代に改革・開放政策が始まるまで、鞍山製鉄所や大慶油田とともに、不安定な状態が長く続いた中華人民共和国の経済を長く支えた。長春（新京）や大連、瀋陽（奉天）といった沿線主要都市では、現在でも日本統治時代の建築物を多数確認することが出来る。
満鉄関連の建物は多くが修復されながら現在も使われており、満鉄大連本社は現在でも大連鉄道有限責任公司の事務所としてその建物を使用しているほか、大連などにある旧ヤマトホテルは現在も大連賓館や遼寧賓館などとして営業を続けている。満鉄各線で運行されていた車両の一部は、ジハ1型など現在も現地で稼働するものもあるが、老朽化などの理由で徐々に廃車が進んでおり、一部は静態保存されている。
かつて満鉄に勤務した田中季雄は太平洋戦争後に次のように語っている。
2017年4月6日、中国社会科学院は長春に満鉄研究の中心として「満鉄研究センター」を設立した。

## 鉄道事業

### 代表的な列車

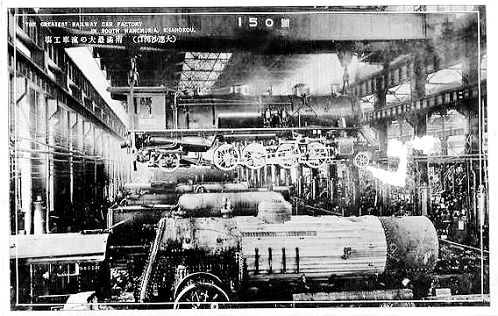
大連沙河口満鉄機関車工場

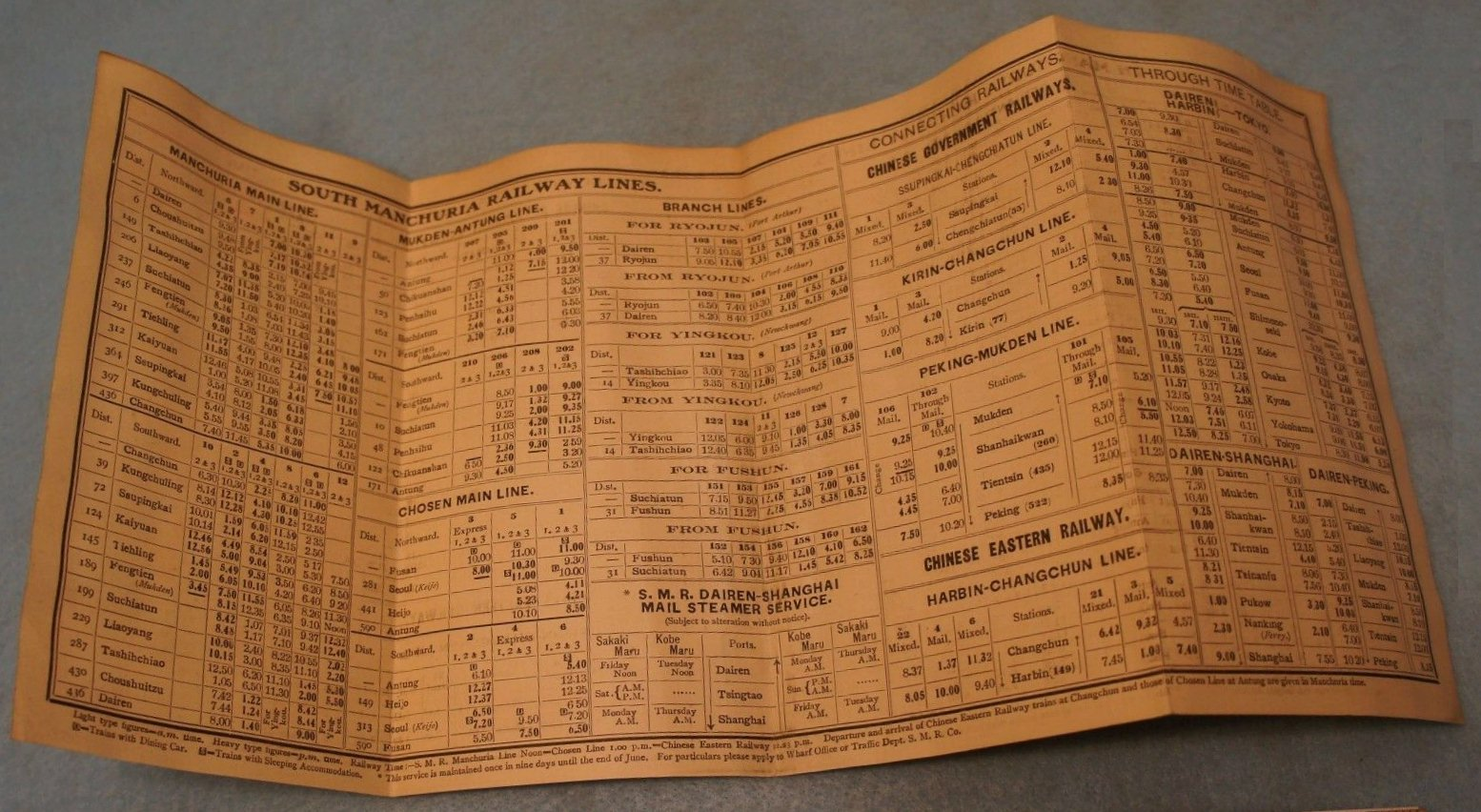
1920年5月の南満洲鉄道旅客列車運行の英語で時刻表

- 特急「あじあ」　大連 - 新京 - 哈爾濱
- 急行「はと」　大連 - 新京
- 急行「ひかり[122]」　釜山 - 新京
- 急行「のぞみ[123]」　釜山 - 新京
- 急行「大陸[124]」　釜山 - 奉天 - 北京
- 急行「興亜[125]」　釜山 - 奉天 - 北京
- 急行「あさひ[126]」　羅津 - 新京

#### 特急「あじあ」
1934年（康徳元年/昭和9年）11月、大連 - 新京間に満鉄最初の特別急行「あじあ」（中国人向け案内には「亜細亜」表記）が登場した。最高速度は110 km/h、表定速度は82.5 km/hで、日本国鉄の特急「つばめ」の平均速度66.8 km/hを上回った。大連 - 新京（長春）間701.4キロメートルを8時間半でむすび、従来の同区間を走る急行「はと」の所要時間約10時間半を2時間も短縮させた。6両の客車を表定時速80キロ以上で走る「あじあ」は当時の代表的な超高速列車であり、世界的に注目を浴びた。高速運転を可能にした理由の一つが、流線型の外被をつけて空気抵抗を少なくした大出力蒸気機関車「パシナ型」と呼ばれる車両によって牽引されたことである。客車は全車両空調装置完備であり、このような列車は世界で初めてであった。1935年（康徳2年/昭和10年）9月には運転区間は哈爾濱（ハルビン）まで延長された。1943年（康徳10年/昭和18年）2月、戦局の悪化にともない突然運休し、そのまま姿を消した。

#### 急行「はと」
1932年（大同元年/昭和7年）10月、大連 - 長春間に走っていた直通急行列車に「はと」の愛称を付けた。満鉄初の愛称付き急行であった。1934年の「あじあ」登場後は、大連・新京出発の午前中のダイヤを「あじあ」に譲り、正午始発・深夜終着の運行ダイヤとなった。大連発の「あじあ」は、内地からの大連航路に接続していたものの天候不順などを理由とする大連への延着がしばしばあったので、定刻通り出発すると乗り換え客を積み残すことがあった。そのため、1935年9月には「はと」の大連出発時刻が改正され、積み残し客救済の役割を担うことになった。超高速列車ではなかったが、「あじあ」にくらべて「はと」の方が乗り心地がよいという旅客もあったほどで、食堂車も「あじあ」より割安感があった。1934年以降は「パシナ型」を「あじあ」と共用することとなって「はと」そのものも高速化が図られた。

### 経営路線

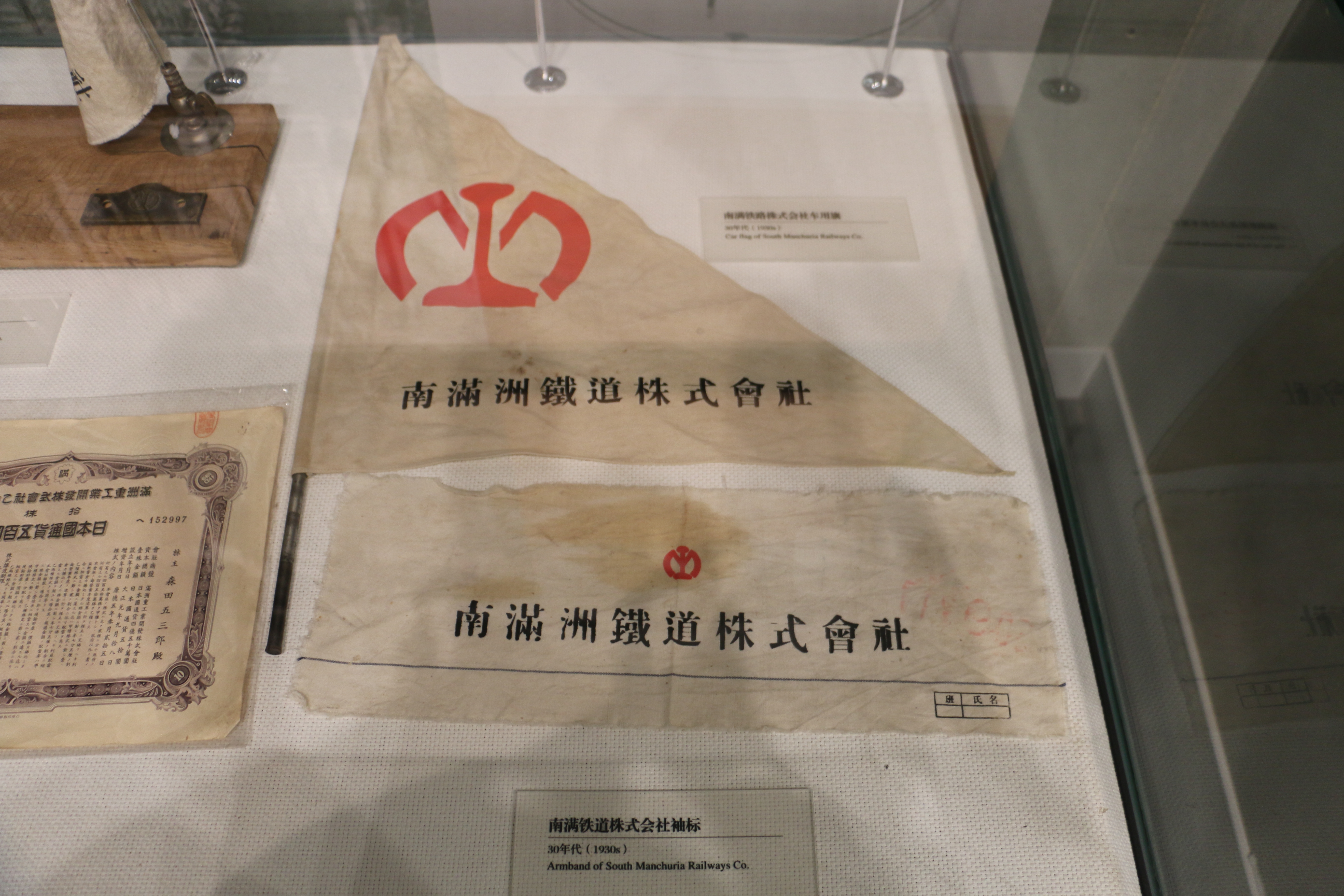
南満洲鉄道株式会社の腕章（中国工業博物館蔵）

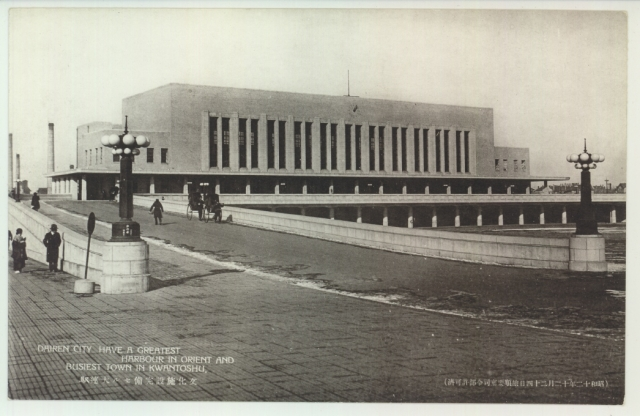
大連駅

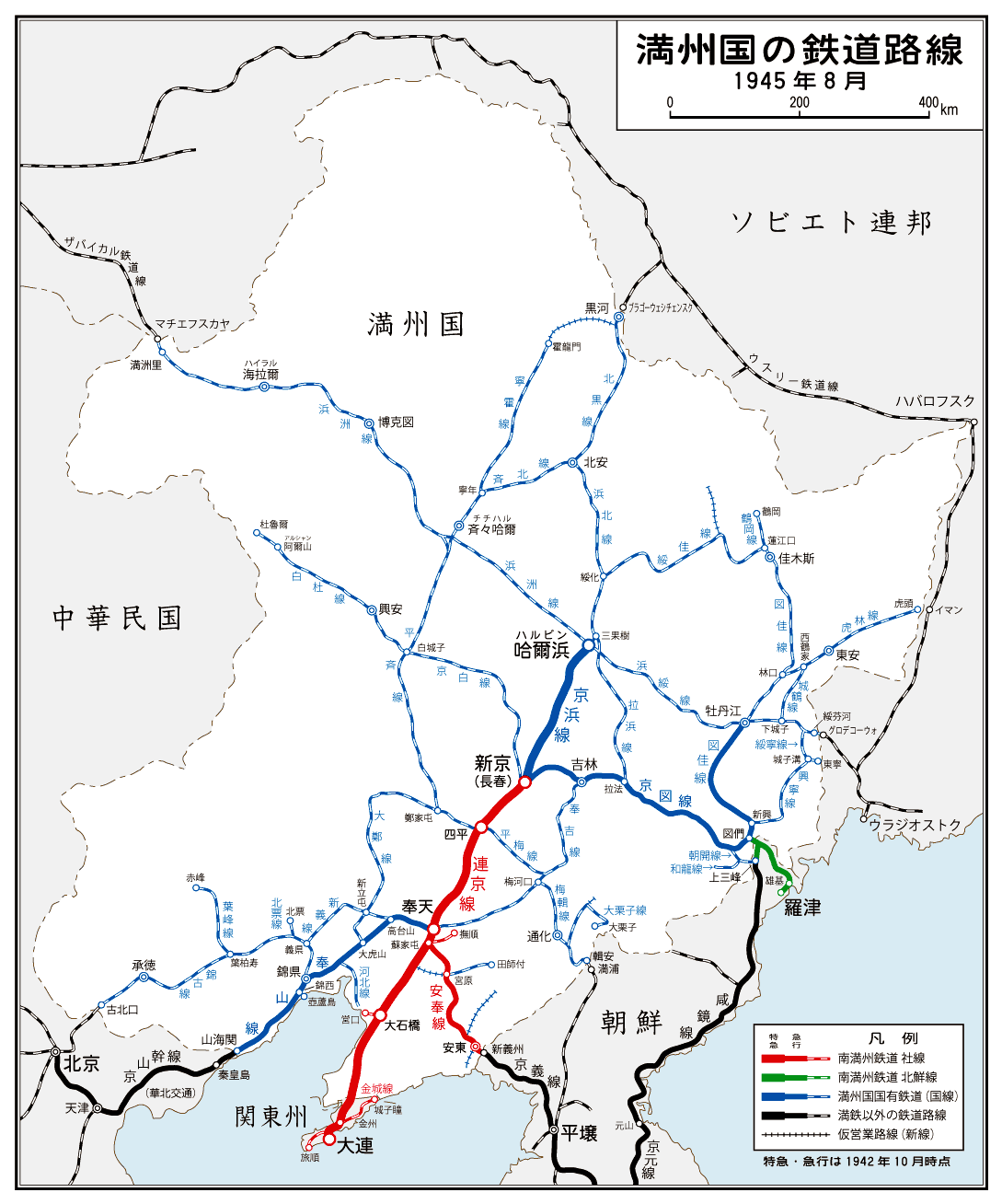
1945年における満洲国の鉄道路線図（赤-社線、緑-北鮮線、青-国線）

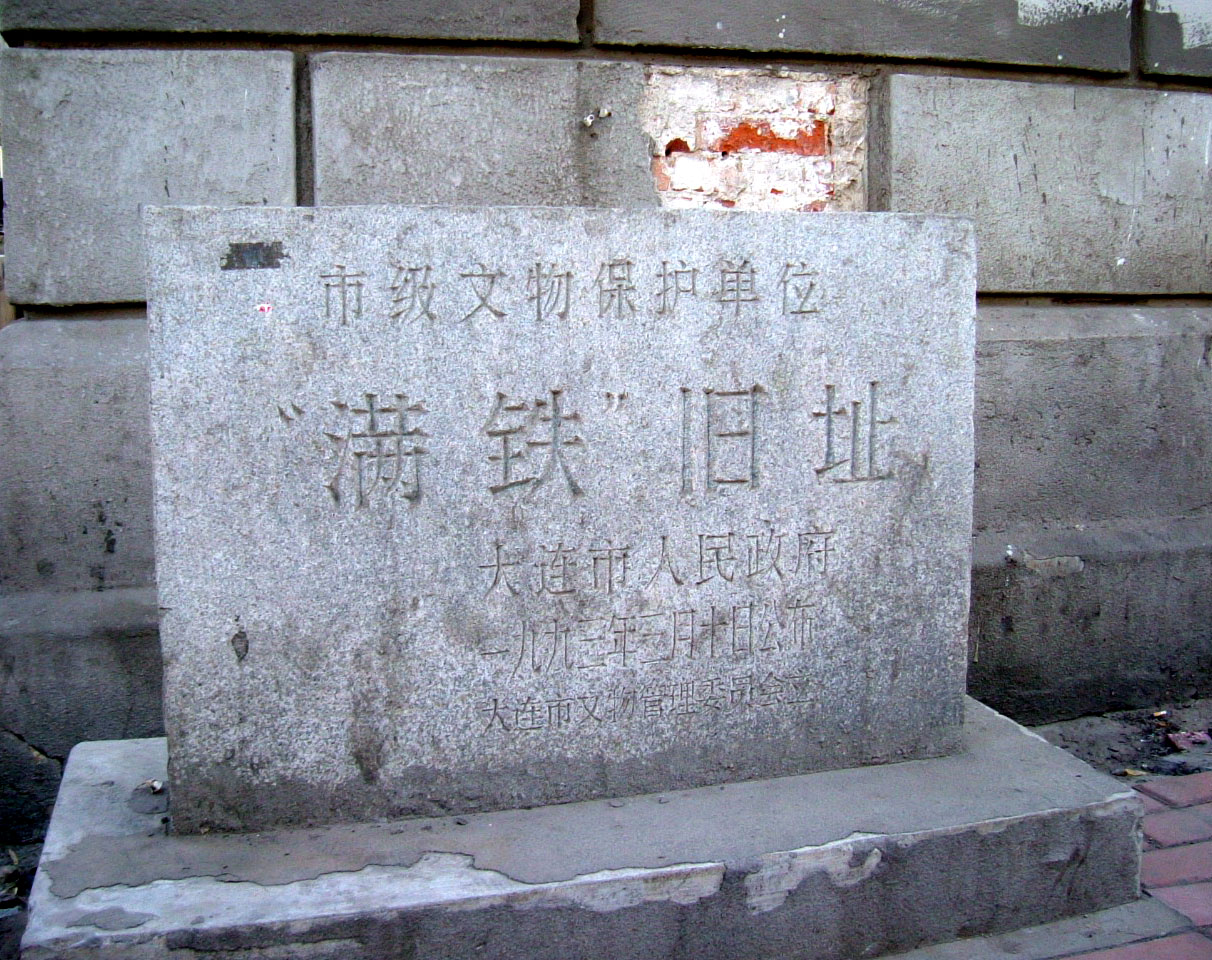
大連市内にある満鉄旧址の石碑

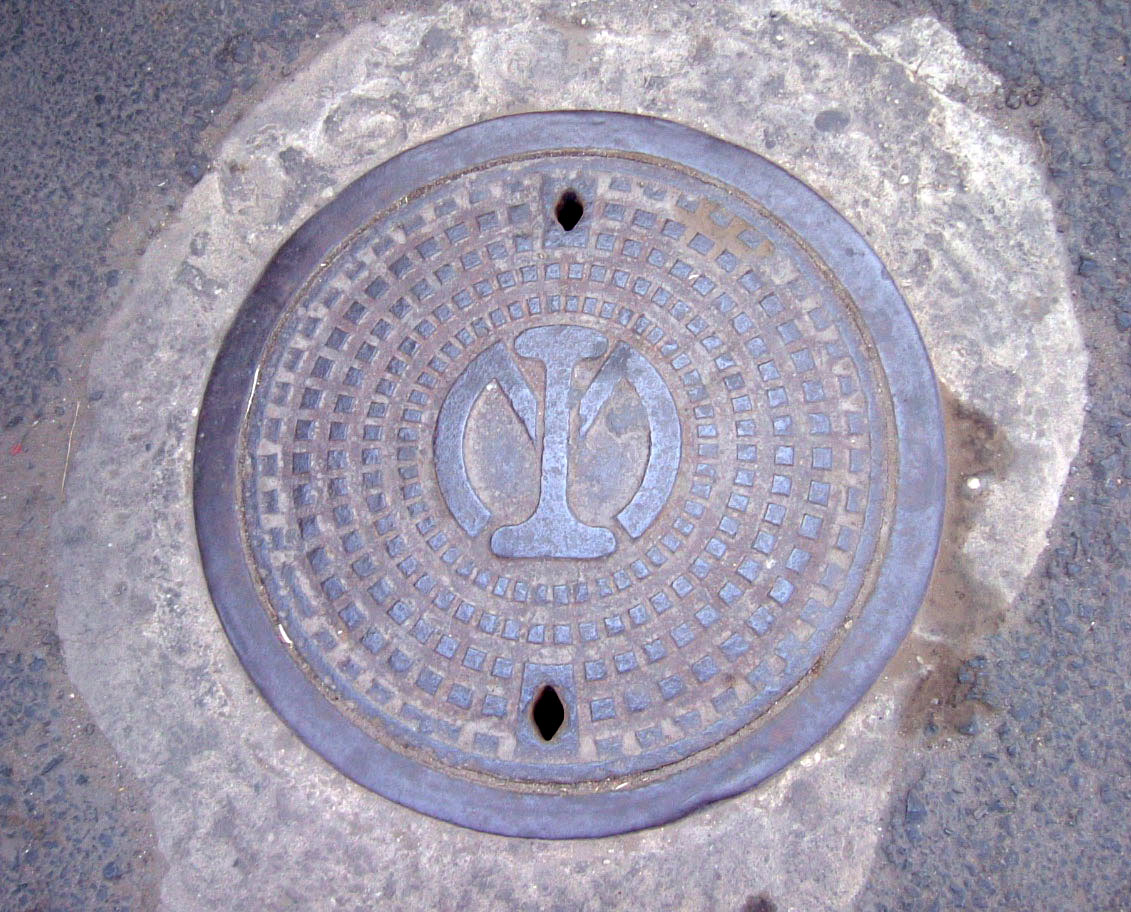
大連市内に現存する満鉄の社紋（「M」とレール断面の意匠）入りのマンホールの蓋。満鉄は上下水道や電力・ガスなど都市インフラに関わる事業も行なっていた。

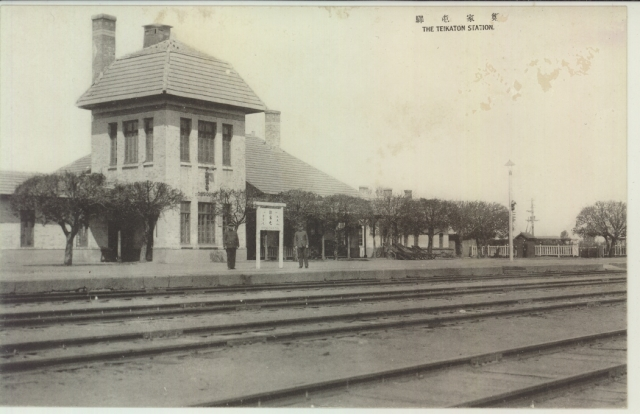
鄭家屯駅（吉林省）

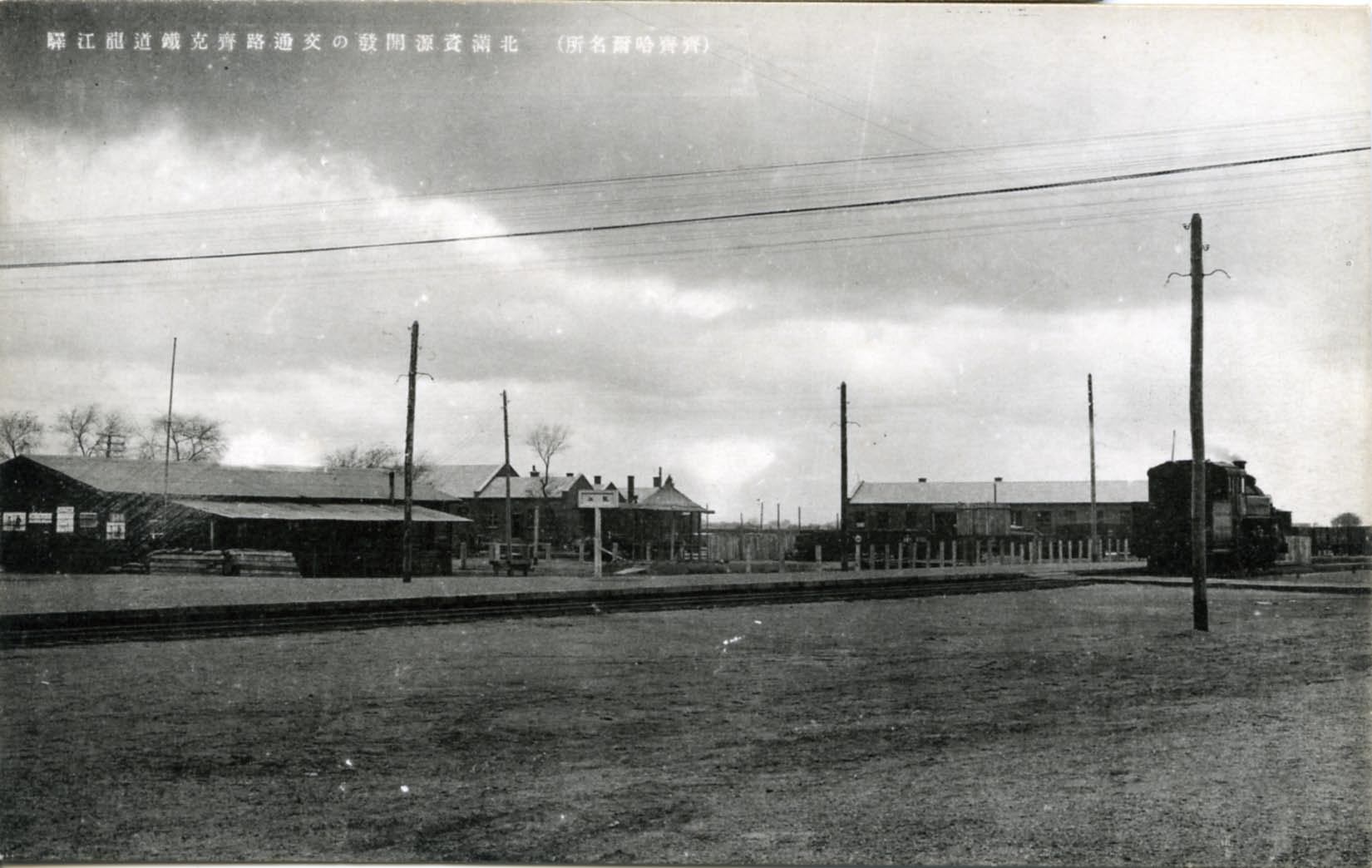
竜江駅（黒竜江省）

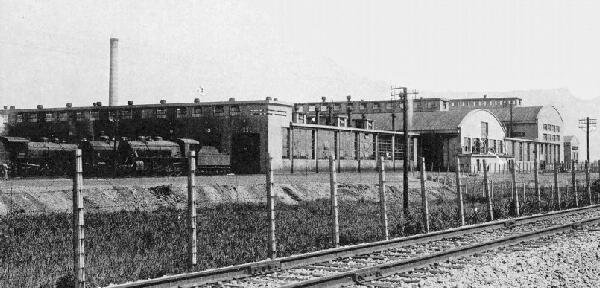
蘇家屯機関区（遼寧省）

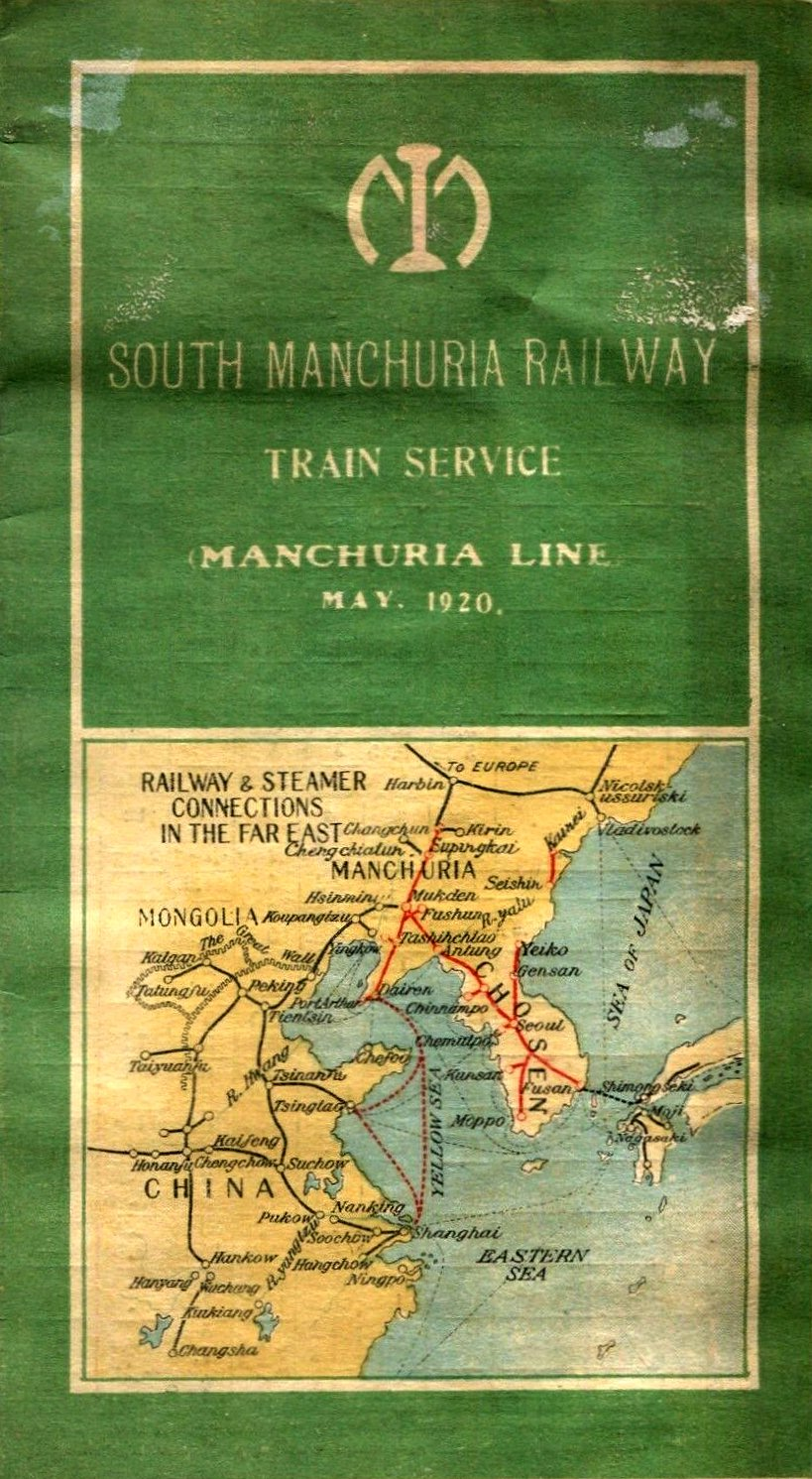
1920年5月の南満洲鉄道の時刻表と地図

鉄道は満鉄本来の路線（社線）つまり新京（現・長春） - 大連・旅順間の満鉄本線と安奉線のほかに、満洲国が1935年（康徳2年/昭和10年）にソビエト連邦から買収した新京以北の北満鉄路（旧称・中東鉄道）をはじめとする満洲国国有鉄道（国線）や北部朝鮮の一部の鉄道の運営および新線建設を受託し、営業キロ数は格段と伸びた。これに対応するため、満鉄は1936年（康徳3年/昭和11年）、奉天に鉄道総局を設置した。それにともない、従来は満鉄線と満洲国鉄線を区別していた市販の時刻表も「鉄道総局線」として同一に扱うようになった。1943年（康徳10年/昭和18年）には鉄道総局そのものが廃止され、その業務は満鉄本社に継承された。
以下は、1945年（康徳12年/昭和20年）8月時点での満鉄経営路線の一覧（委託経営路線を含む）である。
凡例 ： [貨] 貨物線

#### 社線
| 路線名          | 区間                    | キロ程 | 旧路線名・備考                                                                           |
| --------------- | ----------------------- | ------ | ---------------------------------------------------------------------------------------- |
| 連京線          | 大連 - 新京             | 701.4  | 本線 （開業 - 1921年7月20日） 満洲本線 （ - 1925年3月31日） 連長線 （ - 1932年10月31日） |
| 連京線          | 大連埠頭 - 沙河口 [貨]  | 6.9    | 通称「埠頭線」                                                                           |
| 連京線          | 大連 - 吾妻 [貨]        | 2.9    | 通称「吾妻線」                                                                           |
| 安奉線          | 安東 - 蘇家屯           | 260.2  |                                                                                          |
| 入船線 [貨]     | 沙河口 - 入船埠頭       | 5.8    |                                                                                          |
| 旅順線          | 周水子 - 旅順           | 50.8   |                                                                                          |
| 柳樹屯線        | 大房身 - 柳樹屯         | 5.8    | 休止線                                                                                   |
| 甘井子線 [貨]   | 南関嶺 - 大連甘井子埠頭 | 11.9   |                                                                                          |
| 金城線          | 金州 - 城子疃           | 102.1  |                                                                                          |
| 営口線          | 大石橋 - 営口           | 22.4   |                                                                                          |
| 煙台炭礦線      | 煙台 - 煙台炭礦         | 15.6   | 非営業線                                                                                 |
| 撫順線          | 蘇家屯 - 撫順           | 52.9   |                                                                                          |
| 渾楡連絡線 [貨] | 渾河 - 楡樹台           | 4.1    |                                                                                          |

#### 北鮮線
| 路線名        | 区間            | キロ程 | 旧路線名・備考           |
| ------------- | --------------- | ------ | ------------------------ |
| 北鮮西部線    | 上三峰 - 南陽   | 36.0   | 図們線（朝鮮総督府鉄道） |
| 北鮮東部線    | 図們 - 雄基     | 147.3  | 図們線（朝鮮総督府鉄道） |
| 雄羅線        | 雄基 - 羅津埠頭 | 18.2   |                          |
| 南羅津線 [貨] | 羅津 - 南羅津   | 3.0    |                          |

#### 国線
満洲国国有鉄道委託経営線（1933年3月1日 - ）
| 路線名             | 区間                    | キロ程 | 旧路線名・備考                                                            |
| ------------------ | ----------------------- | ------ | ------------------------------------------------------------------------- |
| 奉山線（現瀋山線） | 奉天 - 山海関           | 419.6  | 奉山鉄路                                                                  |
| 奉裕連絡線 [貨]    | 奉天 - 裕国             | 17.5   |                                                                           |
| 于洪連絡線 [貨]    | 于洪信号場 - 大成信号場 | 4.6    |                                                                           |
| 皇姑屯連絡線 [貨]  | 皇姑屯 - 北奉天         | 2.8    |                                                                           |
| 高新線             | 高台山 - 新立屯         | 60.6   |                                                                           |
| 大鄭線             | 大虎山 - 鄭家屯         | 366.2  | 奉山鉄路（大虎山-通遼） 四洮鉄路（通遼-鄭家屯）                           |
| 新義線             | 新立屯 - 義県           | 131.5  |                                                                           |
| 河北線             | 溝幇子 - 河北           | 91.1   | 奉山鉄路                                                                  |
| 錦古線             | 錦県 - 古北口           | 542.3  | 奉山鉄路（錦県-口北営子）                                                 |
| 北票線             | 金嶺寺 - 北票           | 17.9   | 奉山鉄路                                                                  |
| 葉峰線             | 葉柏寿 - 赤峰           | 146.9  |                                                                           |
| 壺蘆島線           | 錦西 - 壺蘆島埠頭       | 12.1   | 奉山鉄路                                                                  |
| 奉吉線             | 奉天 - 吉林             | 447.4  | 瀋海鉄路（奉天-朝陽鎮） 吉海鉄路（朝陽鎮-吉林）                           |
| 瀋陽連絡線 [貨]    | 奉天 - 瀋陽             | 10.7   |                                                                           |
| 将軍堡連絡線 [貨]  | 撫順 - 将軍堡信号場     | 3.6    |                                                                           |
| 撫順城連絡線 [貨]  | 撫順 - 撫順城           | 4.5    |                                                                           |
| 梅輯線             | 梅河口 - 満浦           | 255.5  |                                                                           |
| 新通化線           | 通化 - 新通化           | 4.2    |                                                                           |
| 大栗子線           | 鴨園 - 大栗子           | 112.3  |                                                                           |
| 平梅線             | 四平 - 蓮河             | 149.2  | 瀋海鉄路（西安-蓮河）                                                     |
| 京図線             | 新京 - 図們             | 528.0  | 吉長吉敦鉄路（新京-敦化） 敦図鉄路（敦化-哈爾巴嶺）                       |
| 龍豊線             | 龍潭山 - 大豊満         | 22.4   |                                                                           |
| 金珠線             | 江北 - 金珠             | 18.8   | 吉林鉄路（新吉林-金珠）                                                   |
| 小新連絡線 [貨]    | 小姑家 - 新站           | 9.1    |                                                                           |
| 朝開線             | 朝陽川 - 上三峰         | 60.6   |                                                                           |
| 和龍線             | 龍井 - 和龍             | 61.1   |                                                                           |
| 合水連絡線 [貨]    | 萱穂信号場 - 合水信号場 | ―      |                                                                           |
| 図佳線             | 図們 - 佳木斯           | 580.2  |                                                                           |
| 佳木斯埠頭線 [貨]  | 佳木斯 - 佳木斯埠頭     | 3.6    |                                                                           |
| 興寧線             | 新興 - 城子溝           | 216.1  |                                                                           |
| 汪清連絡線 [貨]    | 汪清 - 小汪清           | 9.0    |                                                                           |
| 虎林線             | 林口 - 虎頭             | 335.7  |                                                                           |
| 恒山線             | 鶏寧 - 恒山             | 12.4   |                                                                           |
| 拉浜線             | 三棵樹 - 拉法           | 265.5  |                                                                           |
| 煤窯線             | 舒蘭 - 煤窯             | 30.4   | 吉林鉄路                                                                  |
| 京浜線             | 新京 - 哈爾浜           | 242.0  | 北満鉄路                                                                  |
| 浜洲線             | 哈爾浜 - 満洲里         | 934.8  | 北満鉄路                                                                  |
| 浜綏線             | 哈爾浜 - 綏芬河         | 546.4  | 北満鉄路                                                                  |
| 開道廻線           | 亜布洛尼 - 横道河子     | 59.2   |                                                                           |
| 香坊連絡線 [貨]    | 香坊 - 東門信号場       | 5.1    |                                                                           |
| 東門連絡線         | 東門信号場 - 新香坊     | 6.2    |                                                                           |
| 城鶏線             | 下城子 - 西鶏家         | 103.4  | 穆棱鉄路（下城子-梨樹鎮）                                                 |
| 綏寧線             | 河西 - 東寧             | 91.1   |                                                                           |
| 浜江線             | 哈爾浜 - 三棵樹         | 8.8    | 北満鉄路（哈爾浜-浜江）                                                   |
| 三棵樹埠頭線 [貨]  | 浜江 - 三棵樹           | 4.0    |                                                                           |
| 哈爾浜埠頭線       | 哈爾浜 - 哈爾浜埠頭     | 2.9    | 北満鉄路（哈爾浜-八区）                                                   |
| 江南連絡線 [貨]    | 太平橋 - 江南信号場     | 2.2    |                                                                           |
| 浜北線             | 三棵樹 - 北安           | 326.1  | 呼海鉄路（新松浦-海倫） 海克鉄路（海倫-北安）                             |
| 綏佳線             | 綏化 - 佳木斯           | 381.8  |                                                                           |
| 鶴岡線             | 蓮江口 - 鶴岡           | 54.3   |                                                                           |
| 蓮江口埠頭線 [貨]  | 蓮江口 - 蓮江口埠頭     | 3.5    |                                                                           |
| 北黒線             | 北安 - 黒河             | 302.9  |                                                                           |
| 黒河埠頭線 [貨]    | 黒河 - 黒河埠頭         | 4.2    |                                                                           |
| 斉北線             | 斉斉哈爾 - 北安         | 231.5  | 斉克鉄路（斉斉哈爾-泰安） 泰克鉄路（泰安-克山） 海克鉄路（克山-北安）     |
| 寧霍線             | 寧年 - 霍龍門           | 284.0  | 斉克鉄路（寧年-拉哈）                                                     |
| 平斉線             | 四平 - 斉斉哈爾         | 571.4  | 四洮鉄路（四平-洮南） 洮昂鉄路（洮南-三間房） 斉克鉄路（三間房-斉斉哈爾） |
| 京白線             | 新京 - 白城子           | 332.6  |                                                                           |
| 白杜線             | 白城子 - 杜魯爾         | 376.5  | 洮索鉄路（白城子-寧家）                                                   |
| 楡樹線             | 楡樹屯 - 昂昂渓         | 6.4    | 斉克鉄路                                                                  |
| 渓堿線             | 宮原 - 田師府           | 86.0   |                                                                           |

#### 新線
安南線 - 渾三線 - 遼宮線 - 鳳灌線 - 霍黒線 - 双源線 - 東当線（1944年4月1日廃止）

#### 社内専用線
湯旺森林線

#### 廃止線
社線
霊山線[貨] 首山 - 霊山操車場（1941年6月1日廃止）
西寛城子線 孟家屯 - 寛城子（1909年2月3日廃止）
国線
馬船口線 （松浦 - 馬船口、旧呼海鉄路、1936年7月1日廃止）
奶子山線[貨] （蛟河 - 奶子山、旧吉長吉敦鉄路、1936年9月1日廃止）
松浦線（新松浦 - 松浦、旧呼海鉄路、1938年6月1日廃止）
道裡線[貨] （哈爾浜 - 道裡、旧北満鉄路、1941年12月1日廃止）
新線
東当線（1944年4月1日廃止）

## 関連会社一覧
- （1937年） 満鉄出資持株割合、大連汽船、日満倉庫、国際運輸、福昌華工、大連都市交通、営口水道交通、満洲航空、渓堿鉄路、朝鮮鉄道、金福鉄路、昭和製鋼所、満洲化学工業、満洲軽金属製造、日満マグネシウム、同和自動車工業、撫順セメント、満洲石油、日本精蝋、満洲曹達、東洋窒素工業、満洲紡績、昌光硝子、満洲塩業、満洲大豆工業、大連窯業、大連油脂工業、大連工業、満蒙毛織、南満洲硝子、満洲製粉、東亜煙草、南満洲製糖、大連製油、銑鉄共同販売、大連火災海上保険、新京取引所信託、哈爾浜交易所、満洲畜産工業、新京屠宰、満洲市場、新京市場、撫順市場、安東市場、錦州市場、満洲火薬販売、満蒙冷蔵、興中公司、大連農事、満洲拓殖、鮮満拓殖、日仏実業、東亜興業、東亜勧業、満鮮坑木、札免公司、満洲林業、満洲炭礦、満洲採金、山東鉱業、満洲鉱業開発、満洲鉛鉱、南満鉱業、復州鉱業、大満採金、開平鉱務、満洲電業、南満洲瓦斯、阪神築港、奉天工業土地、東亜土木企業、哈爾浜土地建物、鞍山不動産信託、元山海水浴、満洲電信電話、満洲弘報協会、遼東ホテル、湯崗子温泉、登瀛閣[129]

- 満鉄衛生研究所
- 満鉄調査部
- 満洲映画協会
- 満洲日日新聞
- 満洲航空
- 華北交通
- 華中鉄道
- 大連都市交通（南満洲電気）
- 大連汽船（現在のNSユナイテッド海運）
- 昭和製鋼所（現在の鞍山鋼鉄集団）
- 日満倉庫（現在の東洋埠頭）
- 日満マグネシウム（現在の宇部マテリアルズ）
- 日本精蠟
- 扶桑レクセル - 南満洲鉄道、華北交通、華中鉄道従業員の雇用対策のため設立された。

## 営業実績
南満洲鉄道株式会社各種事業収支（単位：万円）
| 会計年度（西暦） | 鉄道     | ホテル | 船舶    | 自動車  | 港湾    | 鉱業    | 製鉄    | 製油   | 附属地   | その他    | 合計     |
| ---------------- | -------- | ------ | ------- | ------- | ------- | ------- | ------- | ------ | -------- | --------- | -------- |
| 1907             | 366.7    | -3.1   | -       | -       | 1.2     | 55.3    | -       | -      | -13.0    | -205.5    | 201.7    |
| 1908             | 737.6    | -1.2   | -12.6   | -       | 17.4    | 102.7   | -       | -      | -12.5    | -620.1    | 211.4    |
| 1909             | 919.8    | -1.9   | -25.5   | -       | 24.7    | 123.0   | -       | -      | -23.0    | -439.9    | 577.2    |
| 1910             | 912.9    | -7.7   | -19.3   | -       | 11.2    | 166.7   | -       | -      | -49.7    | -571.4    | 370.8    |
| 1911             | 1061.8   | -4.7   | -14.8   | -       | 9.6     | 217.9   | -       | -      | -61.5    | -827.4    | 366.7    |
| 1912             | 1206.1   | -3.6   | -2.2    | -       | -19.9   | 184.7   | -       | -      | -76.8    | -835.4    | 492.6    |
| 1913             | 1436.1   | -2.1   | -12.7   | -       | 18.3    | 180.1   | -       | -      | -105.1   | -797.9    | 716.7    |
| 1914             | 1487.1   | -5.7   | -16.9   | -       | 32.7    | 221.7   | -       | -      | -108.6   | -856.2    | 754.1    |
| 1915             | 1572.0   | -4.8   | 4.6     | -       | 37.1    | 200.7   | -       | -      | -97.4    | -904.2    | 808.0    |
| 1916             | 1937.9   | -0.7   | 21.4    | -       | 36.4    | 200.7   | 12.3    | -      | -126.8   | -1077.5   | 1010.8   |
| 1917             | 2359.9   | 3.7    | 106.3   | -       | 39.3    | 602.5   | -       | -      | -160.8   | -1458.3   | 1492.6   |
| 1918             | 2795.4   | 9.8    | 28.6    | -       | 3.9     | 713.7   | -       | -      | -240.7   | -1039.7   | 2219.3   |
| 1919             | 3653.2   | -0.3   | -25.1   | -       | -133.5  | 1359.9  | -148.7  | -      | -421.6   | -1876.4   | 2437.5   |
| 1920             | 4855.7   | -16.8  | -84.9   | -       | -56.3   | 606.7   | -642.3  | -      | -616.0   | -1307.0   | 2739.2   |
| 1921             | 4503.1   | -21.9  | -24.5   | -       | 66.9    | 329.6   | -287.4  | -      | -643.2   | -783.1    | 3138.6   |
| 1922             | 5364.4   | -32.8  | -2.2    | -       | 128.2   | 671.6   | -319.8  | -      | -683.6   | -500.1    | 3508.0   |
| 1923             | 5648.2   | -33.7  | -       | -       | 7.4     | 407.9   | -224.1  | -      | -829.8   | -1496.4   | 3479.6   |
| 1924             | 5600.8   | -24.4  | -       | -       | 7.6     | 810.3   | -295.6  | -      | -976.4   | -1640.3   | 3455.3   |
| 1925             | 5859.5   | -21.5  | -       | -       | 63.3    | 646.7   | -372.0  | -      | -1140.0  | -1548.8   | 3486.5   |
| 1926             | 6197.1   | -33.7  | -       | -       | 99.4    | 548.9   | -380.7  | -      | -1256.7  | -1768.7   | 3415.8   |
| 1927             | 6800.8   | -26.4  | -       | -       | 97.0    | 974.8   | -15.8   | -      | -1300.6  | -1890.3   | 3627.4   |
| 1928             | 7428.1   | -      | -       | -       | 246.2   | 1160.3  | 121.6   | -      | -1319.5  | -1834.4   | 4255.3   |
| 1929             | 7489.0   | -      | -       | -       | 355.7   | 1227.5  | 54.3    | -      | -1359.9  | 1707.3    | 4550.6   |
| 1930             | 5856.2   | -      | -       | -       | 182.1   | 182.1   | -66.7   | 3.3    | -1071.9  | -1066.3   | 2167.3   |
| 1931             | 4818.5   | -9.7   | -       | -       | 128.9   | 1.7     | -298.0  | 29.0   | -1087.7  | -1880.4   | -340.1   |
| 1932             | 6505.1   | -8.8   | -       | -       | 303.9   | 12.8    | -390.0  | 53.8   | -1168.7  | -1150.8   | 6128.8   |
| 1933             | 7576.6   | -1.3   | -       | -       | 321.7   | 501.6   | -54.4   | 82.5   | -1067.0  | -1853.0   | 4292.0   |
| 1934             | 7324.4   | 2.8    | -       | -       | 358.0   | 1039.1  | -       | 47.2   | -1367.6  | -2246.4   | 4646.8   |
| 1935             | 8403.0   | -9.4   | -       | -       | 359.5   | 1269.8  | -       | 105.1  | -1421.8  | -3100.1   | 4962.4   |
| 1936             | 7959.7   | -4.9   | -       | -       | 394.6   | 1225.0  | -       | 92.2   | -1663.4  | -1758.3   | 5017.4   |
| 1937             | 8971.3   | -      | -       | -       | 495.1   | 1050.5  | -       | 148.7  | -1085.5  | -3272.7   | 7392.9   |
| 1938             | 9711.1   | -      | -       | -       | 589.5   | 1657.9  | -       | 226.0  | -        | -4897.5   | 7287.5   |
| 1939             | 10592.2  | -      | -       | -       | 294.3   | 1126.0  | -       | 127.5  | -        | -4355.1   | 7784.5   |
| 1940             | 14494.5  | -      | -307.1  | -422.6  | 167.0   | 1348.7  | -       | 101.9  | -        | -7711.3   | 7671.1   |
| 1941             | 15058.9  | -      | -111.2  | 5.2     | 136.4   | 1401.1  | -       | 250.2  | -        | -9527.4   | 7213.1   |
| 1942             | 19926.1  | -      | -266.5  | 14.3    | -4.4    | 1439.3  | -       | 310.5  | -        | -12930.3  | 8488.8   |
| 1943             | 22963.6  | -      | -356.3  | -419.1  | -624.4  | 510.5   | -       | 102.8  | -        | -12881.4  | 9295.6   |
| 1944             | 298232.6 | -      | -801.1  | -593.5  | -1141.1 | -1244.5 | -       | -549.9 | -        | -14113.5  | 11379.9  |
| 合計             | 260178.6 | -264.2 | -1922.0 | -1414.7 | 3094.7  | 23242.5 | -3307.3 | 1130.8 | -21557.5 | -108200.8 | 140703.8 |

## 歴代代表者
歴代代表者は、以下の表に示す通りである。なお、代表者の肩書は、4代目までは「総裁」、5代目の国沢新兵衛は「理事長」、6代目の野村龍太郎（再任）からは理事会の廃止に伴い「社長」となった。10代目の山本条太郎の任期途中の1929年6月20日から再び「総裁」に戻る。
| 代 | 氏名 | 氏名       | 在任期間                              | 出身地 | 出身校                    | 前職・備考など       |
| -- | ---- | ---------- | ------------------------------------- | ------ | ------------------------- | -------------------- |
| 1  |      | 後藤新平   | 1906年11月13日 - 1908年7月14日        | 陸奥国 | 須賀川医学校              | 台湾総督府           |
| 2  |      | 中村是公   | 1908年12月19日 - 1913年12月18日       | 安芸国 | 東京帝国大学              | 台湾総督府           |
| 3  |      | 野村龍太郎 | 1913年12月19日 - 1914年7月15日        | 美濃国 | 東京帝国大学理学部        | 鉄道院副総裁         |
| 4  |      | 中村雄次郎 | 1914年7月15日 - 1917年7月31日         | 伊勢国 | 陸軍兵学寮                | 貴族院勅選議員       |
| 5  |      | 国沢新兵衛 | 1917年7月31日 - 1919年4月12日         | 江戸   | 東京帝国大学工科大学      | 鉄道省               |
| 6  |      | 野村龍太郎 | 1919年4月12日 - 1921年5月31日（再任） | 美濃国 | 東京帝国大学理学部        | 再任                 |
| 7  |      | 早川千吉郎 | 1921年5月31日 - 1922年10月14日        | 加賀国 | 東京帝国大学法科大学      | 三井合名会社副理事長 |
| 8  |      | 川村竹治   | 1922年10月24日 - 1924年6月22日        | 羽後国 | 東京帝国大学法科大学      | 貴族院勅選議員       |
| 9  |      | 安広伴一郎 | 1924年6月22日 - 1927年7月19日         | 豊前国 | 慶應義塾 香港中央書院     | 枢密顧問官           |
| 10 |      | 山本条太郎 | 1927年7月19日 - 1929年8月14日         | 越前国 | 共立学校中途退学          | 立憲政友会幹事長     |
| 11 |      | 仙石貢     | 1929年8月14日 - 1931年6月13日（不）   | 土佐国 | 東京帝国大学理学部        | 九州鉄道社長         |
| 12 |      | 内田康哉   | 1931年6月13日 - 1932年7月6日          | 肥後国 | 東京帝国大学              | 外務大臣             |
| 13 |      | 林博太郎   | 1932年7月26日 - 1935年8月2日          | 東京都 | 東京帝国大学文科大学      | 貴族院伯爵議員       |
| 14 |      | 松岡洋右   | 1935年8月2日 - 1939年3月24日          | 山口県 | 明治法律学校 オレゴン大学 | 中華民国総領事       |
| 15 |      | 大村卓一   | 1939年3月24日 - 1943年7月14日         | 福井県 | 札幌農学校                | 関東軍交通監督部長   |
| 16 |      | 小日山直登 | 1943年7月14日 - 1945年4月11日         | 福島県 | 東京帝国大学              | 南満洲鉄道株式会社   |
| 17 |      | 山崎元幹   | 1945年5月5日 - 1945年9月30日          | 福岡県 | 東京帝国大学法科大学      | 満洲電業副社長       |

## 主な満鉄出身者

### 役員
- 金井章次（満鉄地方部衛生課長）
- 山西恒郎（理事。北支那開発副総裁。興中公司社長）
- 安井武雄（建築家。満鉄で大連税関長官舎を1911年に設計）
- 村上義一（理事）
- 河本大作（理事）
- 十河信二（理事。終戦後しばらくして国鉄総裁に就任、東海道新幹線の整備に尽力。)
- 久保田政周（理事）
- 首藤正寿（理事）
- 中西敏憲（理事）
- 北條秀一（理事）
- 田代由紀男（吉林局）
- 野田俊作（参事）
- 伊藤顕道（満鉄安東、奉天第二中学教諭）
- 筒井省二（皮膚科学者。満鉄病院で勤務後、鶴岡市立荘内病院長）
- 岸一太（理事、満鉄病院院長）

### 社員
| - 足立篤郎（元農林大臣、科学技術庁長官） - 出光佐三（出光興産創業者、貴族院議員） - 出光計助（元出光興産社長、元石油連盟会長） - 稲嶺一郎（元自由民主党参議院議員、琉球石油（現・りゅうせき）設立者） - 井上日召（日蓮宗僧侶、政治活動家、血盟団事件主犯） - 岩永裕吉（元同盟通信社社長） - 宇田耕一（元経済企画庁長官、科学技術庁長官） - 大賀一郎（植物学者） - 大宮守人（味の三平創業者） - 尾崎秀実（嘱託職員） - 小野田一雄（水泳選手、1924年パリオリンピック競泳日本代表主将） - 岸一郎（元大阪タイガース監督） - 具島兼三郎（国際政治学者、元長崎大学学長） - 坂本直道（坂本龍馬の甥で自由民権家の坂本直寛の長男） - 佐々木義武（元科学技術庁長官、通商産業大臣） - 東海林太郎（歌手） - 田中龍夫（元文部大臣、通商産業大臣） - 玉置和郎（元総務庁長官） - 張星賢（台湾の陸上競技選手） - 坪内寿夫（元来島どっく社長） - 鶴田義行（水泳選手、アムステルダム・ロス五輪200m平泳ぎ2大会連続金メダリスト） - 永末英一（元民社党委員長） - 中西功（元日本共産党参議院議員） - 布村一男（民族学者、元熊本女子大学教授） - 野々村一雄（元一橋大学教授、満鉄調査部勤務） - 野間省一（元講談社社長） - 浜崎真二（元阪急ブレーブス・国鉄スワローズ監督） - 早川徳次（東京地下鉄道（現・東京メトロ）創業者、「地下鉄の父」） - 松岡満寿男（元満鉄会理事長） - 松木侠（大同学院院長、元鶴岡市市長） - 松原治（紀伊國屋書店会長兼CEO） - 村田浩（元日本原子力研究所理事長） - 毛利松平（元環境庁長官） - 安井謙（元参議院議長） - 義永秀親（元鹿児島県大島郡瀬戸内町町長） - 和田耕作（元民社党衆議院議員） | （参考）満鉄社員だった人物の子孫 - あまんきみこ（児童文学者） - 衛藤瀋吉（国際政治学者、元亜細亜大学学長、元東京大学名誉教授） - 小田島雄志（英文学者、演劇評論家） - 三代目桂米朝（落語家） - 加藤登紀子（歌手） - 桑田佳祐（シンガーソングライター、サザンオールスターズボーカル兼リーダー） - 佐野洋子（絵本作家） - せんぼんよしこ（テレビディレクター、映画監督） - 高野悦子（岩波ホール元支配人） - 高橋克典（俳優、母方祖父） - 財部誠一（経済ジャーナリスト） - タモリ（タレント） - 千聖（ミュージシャン、PENICILLINギター兼リーダー、曽祖父が第13代総裁の林博太郎） - 張富士夫（トヨタ自動車第4代会長） - 堀内詔子（衆議院議員、曽祖父が第13代総裁の林博太郎） - 三重野康（第26代日本銀行総裁） - 水野晴郎（映画評論家、映画監督） - 山田洋次（映画監督） - 文仁親王妃紀子（母方祖父、曽祖父） - 菅義偉（元内閣総理大臣、父が社員） - 渡部建（お笑い芸人、母方祖父） |

## 関連文献
- 細野昇司『油田のあゆみ - 石油発祥から大平洋戦争まで -』帝国石油、1976年。
- 小松直幹『満州における日本の石油探鉱』《石油技術協会誌 第70巻3号》石油技術協会、2004年。「満洲のジャライノールや阜新で日本が石油探鉱を行ったことはすでに報告されているが、軍事機密であったために資料もなく，その実態はほとんど知られていなかった」
- 貴志俊彦『満洲国のビジュアル・メディア――ポスター・絵はがき・切手』吉川弘文館、2010年5月1日。ISBN 978-4642080361。
- 財団法人 満鉄会 編『満鉄四十年史』吉川弘文館、2007年11月6日。ISBN 4642037810。
- 山崎元幹、田村羊三『忘れえぬ満鉄』龍溪書舎〈満鉄会叢書1〉。
- 渡辺諒『満鉄史余話』龍溪書舎〈満鉄会叢書2〉。
- 財団法人 満鉄会 編『南満洲鉄道株式会社十年史』原書房、1974年12月。ISBN 978-4562003334。（大正8年版の復刊）
- 南満洲鉄道株式会社 著、財団法人 満鉄会 編『南満洲鉄道株式会社第二次十年史（上）』原書房、1974年。ASIN B000J9QV5U。（昭和3年版の復刊）
- 南満洲鉄道株式会社 著、財団法人 満鉄会 編『南満洲鉄道株式会社第二次十年史（下）』原書房、1974年。ASIN B000J9QV5K。（昭和3年版の復刊）
- 南満洲鉄道株式会社 著、財団法人 満鉄会 編『南満洲鉄道株式会社第三次十年史』龍渓書舎、1976年。ASIN B000J9UPAM。（昭和13年版の復刊、全4冊）
- 財団法人 満鉄会 編『南満洲鉄道株式会社第四次十年史』龍渓書舎、1986年10月。
- 天野博之『満鉄を知るための十二章―歴史と組織・活動』吉川弘文館、2009年3月。ISBN 978-4642080217。
- 加藤聖文『満鉄全史 「国策会社」の全貌』講談社〈講談社学術文庫〉、2019年7月（原著2006年）。ISBN 4-06-516272-6。
- 菊池寛『満鉄外史』原書房、2011年6月（原著1941年）。ISBN 978-4562047031。
- 草柳大蔵『実録満鉄調査部 上』朝日新聞社〈朝日文庫〉、1983年2月（原著1979年）。ISBN 978-4022602466。
- 草柳大蔵『実録満鉄調査部 下』朝日新聞社〈朝日文庫〉、1983年1月（原著1979年）。ISBN 978-4022602473。
- 小林英夫『満鉄 「知の集団」の誕生と死』吉川弘文館、1996年9月。ISBN 978-4642074940。
- 小林英夫『満鉄調査部』講談社〈講談社学術文庫〉、2015年4月（原著2005年）。ISBN 978-4062922906。
- 小林英夫『満鉄調査部の軌跡 1907-1945』藤原書店、2006年11月。ISBN 978-4894345447。
- 小林英夫『満鉄が生んだ日本型経済システム』教育評論社、2012年8月。ISBN 978-4905706724。
- 小林英夫 編『近代日本と満鉄』吉川弘文館、2000年4月。ISBN 978-4642036948。
- 服部龍二『東アジア国際環境の変動と日本外交 1918-1931』有斐閣、2001年12月。ISBN 978-4641076471。
- 原田勝正『増補 満鉄』日本経済評論社、2007年12月。ISBN 978-4818819474。
- 松岡洋右『満鉄を語る』慧文社、2007年12月。ISBN 978-4905849841。（復刊）
- 「満鉄とは何だったのか」『別冊環』第12巻、藤原書店、2006年11月、ISBN 978-4818819474。（満鉄創立百周年記念出版）